# Roman
Der Roman ist eine literarische Gattung, und zwar die Langform der schriftlichen Erzählung. Das Wort Roman ist ein Lehnwort aus dem Französischen und bedeutet „Erzählung in Versen oder Prosa“. Es löste im 17. Jahrhundert das Wort Historie ab, das bis dahin die unter diese Gattung fallenden Werke bezeichnet hatte. Auch verstand man ab dem 17. Jahrhundert nur noch in Prosa abgefasste Schriften als „Roman“. Der Plural „Romane“ wurde erst im 18. Jahrhundert gebräuchlich.

## Definition

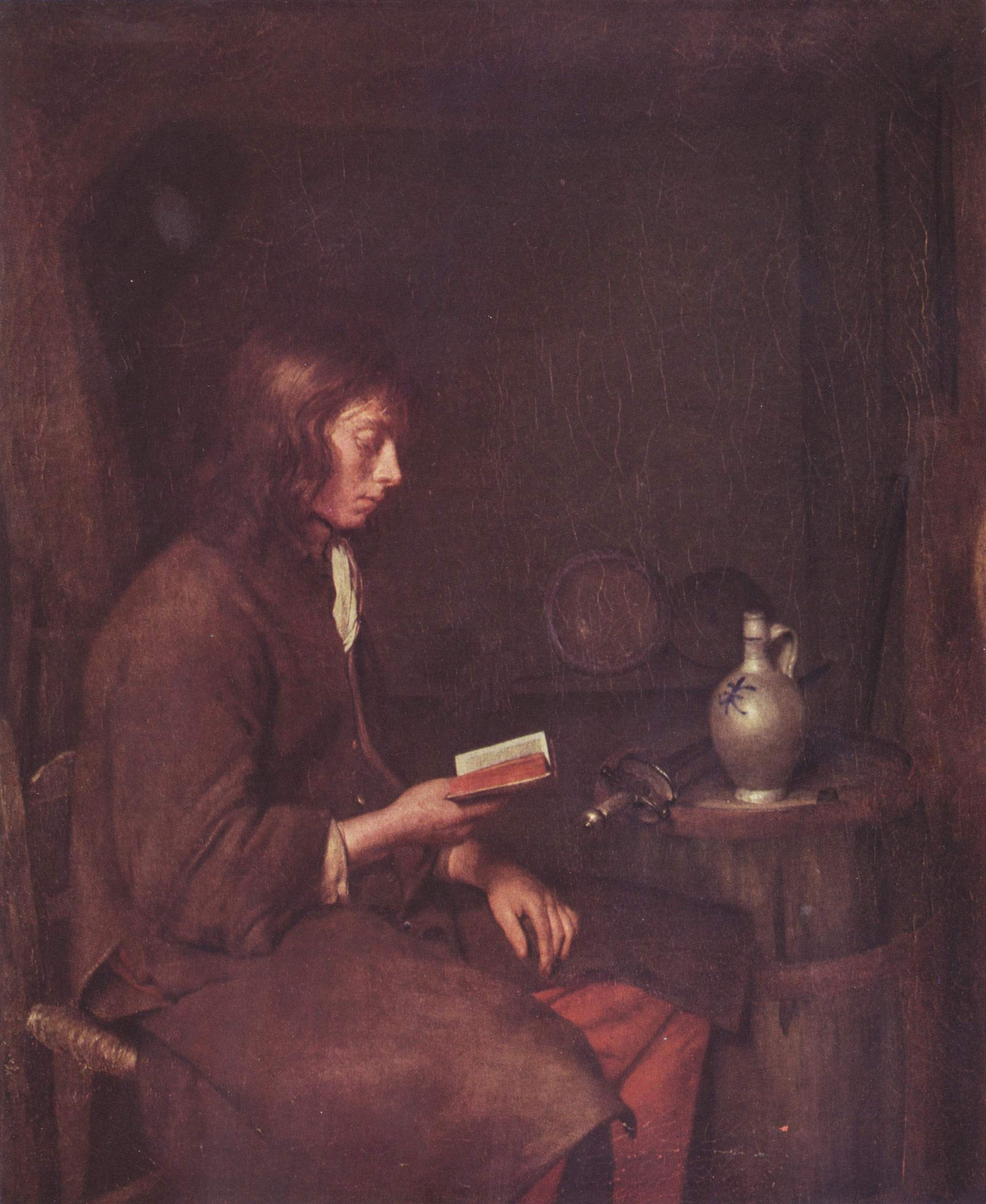
Gerard ter Borch um 1680: lesender junger Mann, das Format des Buches ist romanverdächtig, ebenso die abgeschiedene Lektüresituation.

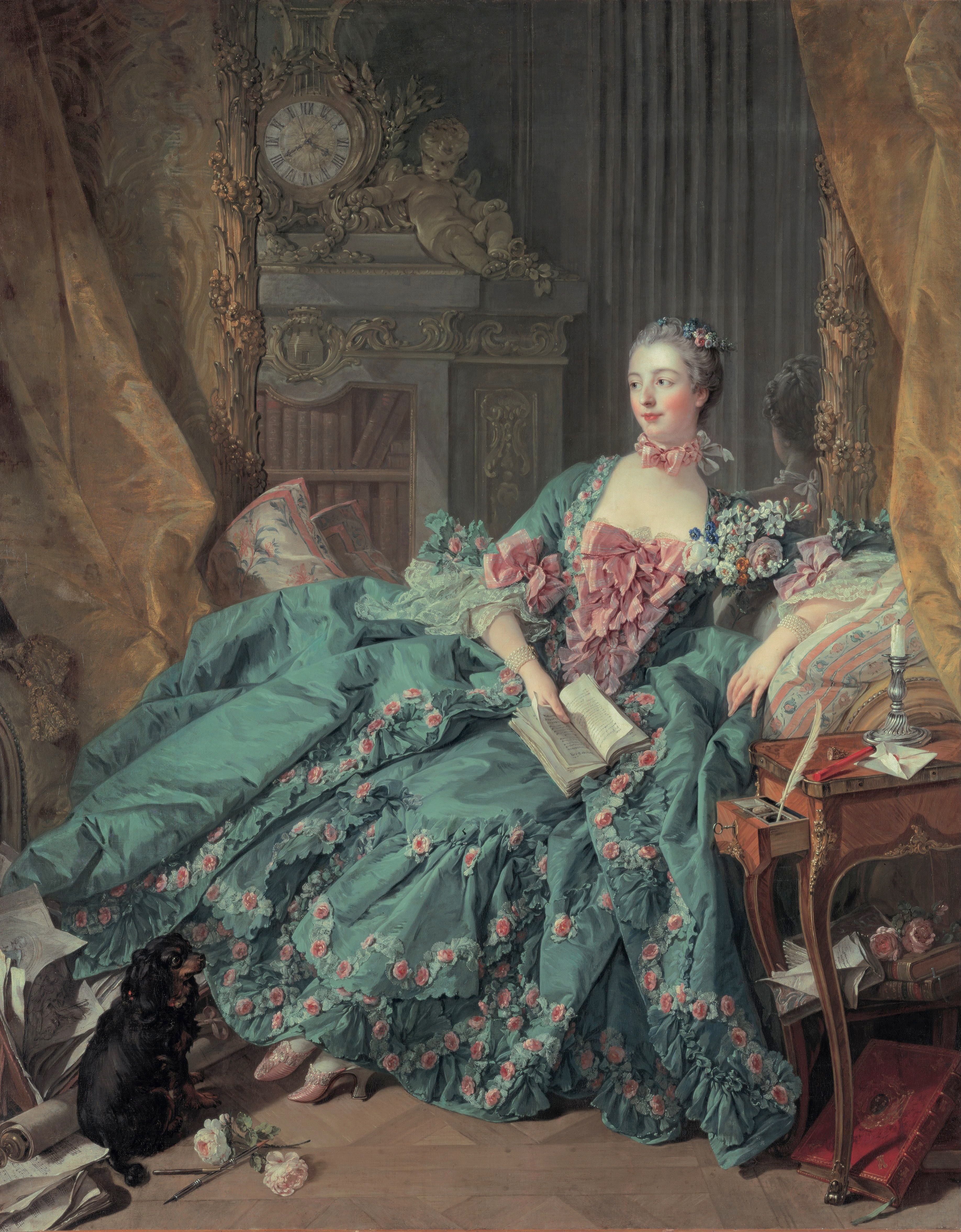
François Boucher, 1756: Madame de Pompadour bei der entspannten nachmittäglichen Privatlektüre – religiöse und wissenschaftliche Lektüre wird anders dargestellt.

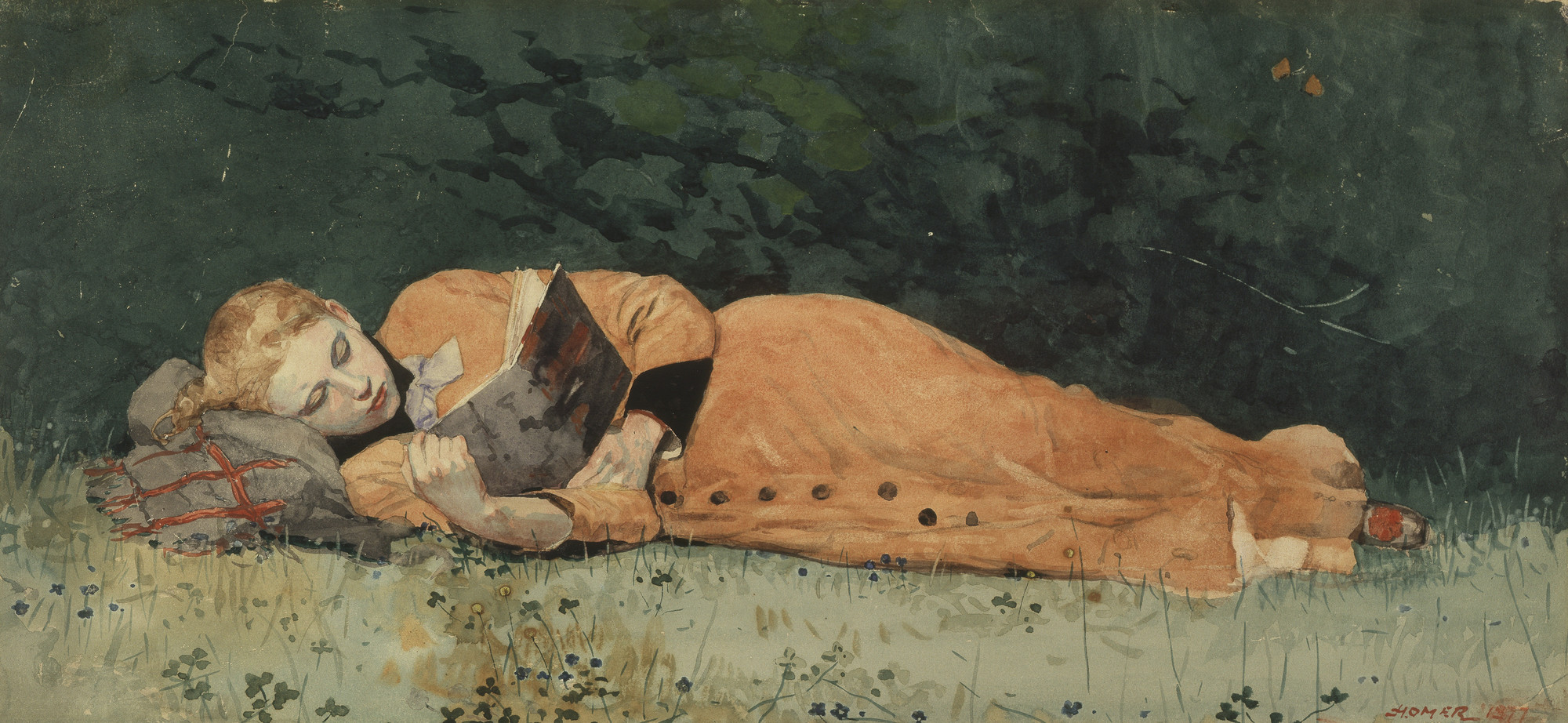
Winslow Homer 1877: The New Novel, vergleichbare Lektüreumstände

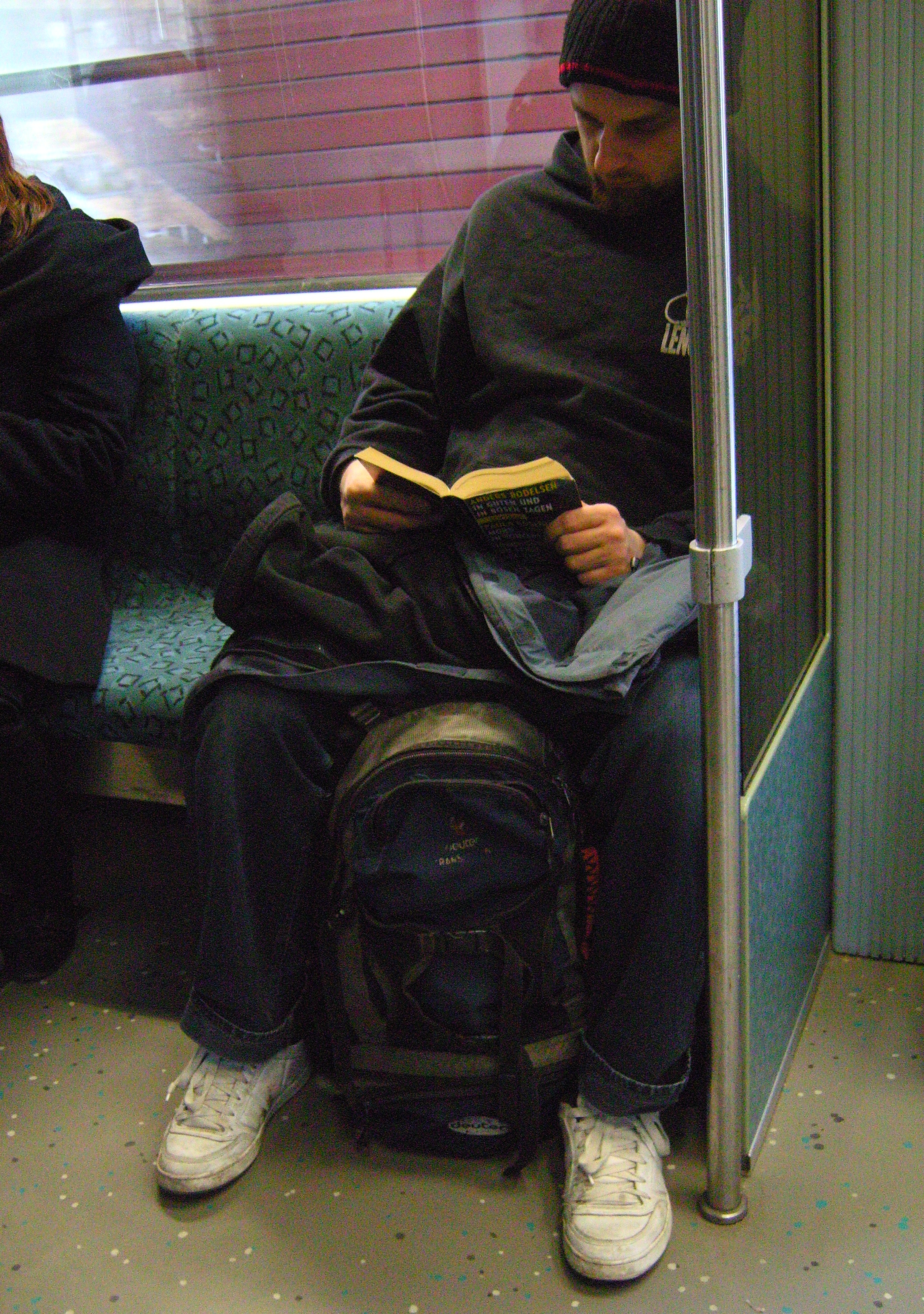
Romanlesender S-Bahn-Pendler, Berlin 2009

Bis heute ist es schwierig, den Roman eindeutig zu definieren, da er zum einen in der antiken Diskussion über literarische Formen nicht erwähnt wird und zum anderen viele unterschiedliche Einflüsse auf die Romanproduktion einwirkten und bis heute weiter einwirken. Daraus resultieren zwei für die Definition des Romans wichtige Grundannahmen. In der Romantheorie wird der „Roman“ erstens als Synthese verschiedener Gattungen aufgefasst, da es außer dem Prosakriterium kaum formale Vorgaben gibt und daher andere ästhetische Muster leicht zu integrieren sind. Und zweitens ist der Roman aufgrund seiner Offenheit gegenüber anderen Formen und Genres einem stetigen Wandel unterworfen, der bis in die Gegenwart andauert und noch nicht abgeschlossen ist.
Von anderen Gattungen ist der Roman vor allem negativ abzugrenzen. Das Kriterium der Fiktionalität unterscheidet den Roman von faktualen Erzählungen – etwa denen der Geschichtsschreibung –, die ein getreues Abbild eines Geschehens darbieten wollen. Oft weist schon das Wort Roman auf dem Bucheinband oder Titelblatt einen Roman als künstlerisches und damit fiktionales Werk aus. Vor 1700 wurden die Romane allerdings oft als Schlüsselromane mit durchaus historiographischem Anspruch gelesen, weswegen sie oft das Wort „Historia“ im Titel trugen. Erst infolge der vertieften poetologischen Diskussionen im 18. Jahrhundert werden Romane als eigenständige Kunstform und als fiktionale Werke im eigentlichen Sinne wahrgenommen. Die Abwertung des Romans als geschichtliche Quelle geht mit einer Aufwertung im literarischen Gattungssystem einher. Erich Auerbach sieht im Roman „keine Tragödie und keine Komödie, sondern aus beiden untrennbar verflochten, die Chronik komischen Unglücks und dunkel grundierten Glücks.“
Im Unterschied zu historischen Werken behandelt der Roman in der Regel vergleichsweise private Stoffe aus subjektiven Erzählpositionen. Liebesgeschichten waren bis in das 18. Jahrhundert hinein als privates Sujet gattungsbestimmend. Andere, jedoch in der Regel nicht minder private Stoffe breiteten sich in den Untergattungen des Schelmenromans und des satirischen Romans aus.
Novelle, Märchen, Legende sowie Kurzgeschichte sind als Formen epischer Prosa zwar mit dem Roman verwandt, aber als epische Kleinformen meist deutlich kürzer. Außer durch die Länge unterscheidet sich der Roman von diesen Gattungen vor allem aber dadurch, dass er die Darstellung einer kontingenten Welt ins Zentrum rückt. Literaturhistoriker des 19. und 20. Jahrhunderts sprachen wie Georg Lukács vom „epischen Zugriff des Romans auf das Leben in seiner ganzen Totalität“. Im Unterschied zum Epos setzt der Roman jedoch keinen für alle Leser gültigen Sinnhorizont voraus, sondern gestaltet die Welt aus dem Erfahrungshorizont des Einzelmenschen. Dieser kann brüchig, inkohärent oder gar chaotisch sein, was in einem Epos undenkbar wäre. Für Georg Lukács ist die Form des Romans daher „Ausdruck der transzendentalen Obdachlosigkeit“ der Moderne.
Es handele sich bei einem Werk um einen Roman, wenn man nicht sagen könne, was darin vorkomme, definiert es Heimito von Doderer.

## Geschichte

### Außereuropäische Traditionen und der europäische Roman der Antike

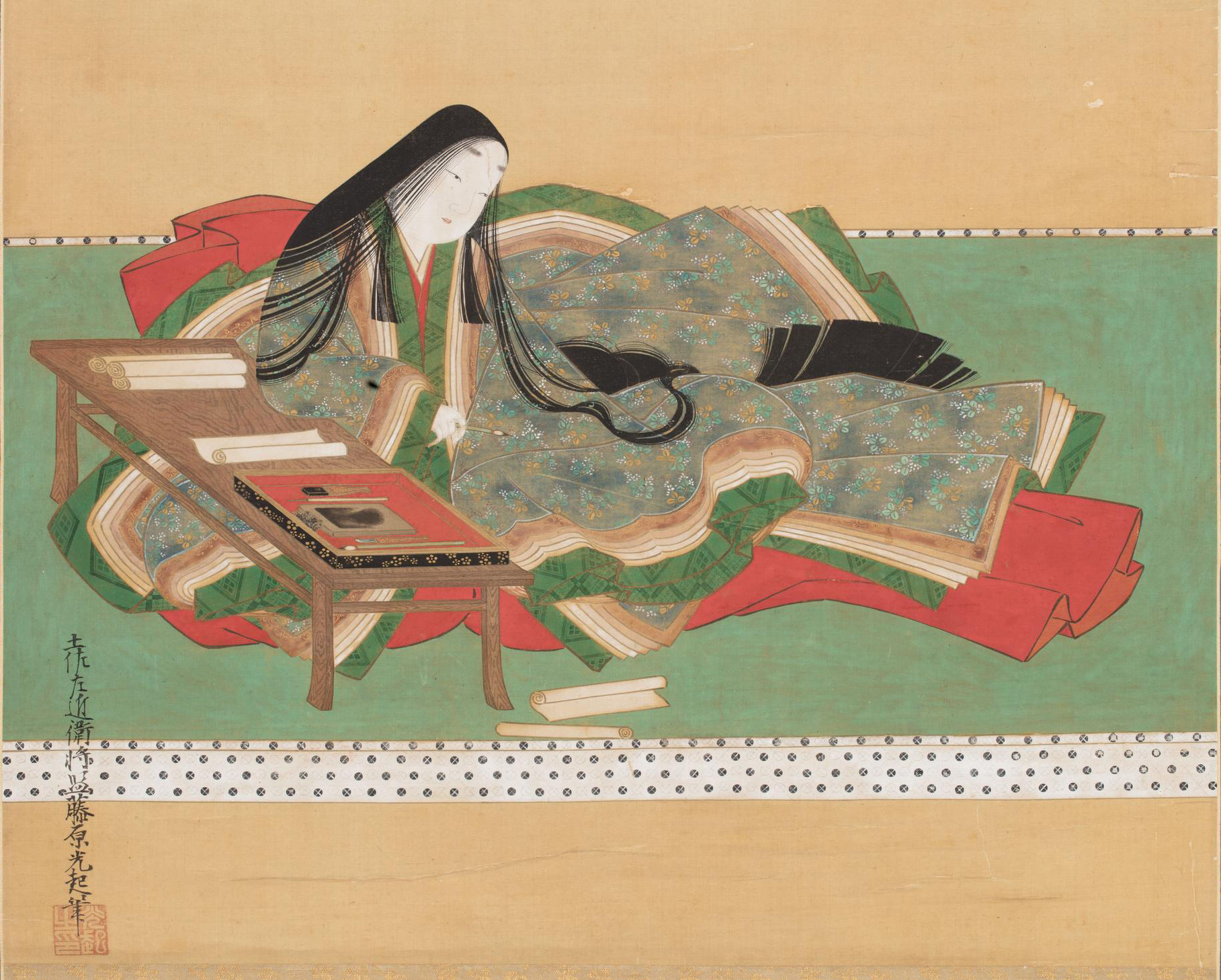
Auch hier Papier als bahnbrechendes Trägermedium: Murasaki Shikibu bei der Abfassung ihrer Geschichte des Prinzen Genji (frühes 11. Jahrhundert) in einer Abbildung des 17. Jahrhunderts

Romanhaftes Erzählen war in vielen Hochkulturen bereits früh verbreitet, so in der Kultur Japans, der Chinesischen Kultur, der Indischen Kultur und im arabisch-orientalischen Kulturkreis. Die außereuropäischen Romane und der Roman der Antike waren im Vergleich zum antiken Epos für die Herausbildung des modernen Romans jedoch nur von untergeordneter Bedeutung. Einige der wichtigsten außereuropäischen Romane sind die Genji Monogatari (11. Jh.) von Murasaki Shikibu, der arabische Ḥayy ibn Yaqẓān von Ibn Tufail (vor 1185) und die Geschichte der Drei Reiche Luo Guanzhongs. Die Rezeption der europäischen antiken Romane setzte bereits im Mittelalter ein, intensivierte sich aber erst im 17. Jahrhundert. Den barocken Romanciers wurde vor allem Heliodors Aithiopika (3. Jh. n. Chr.) mit seinem Medias-in-res-Einstieg und den zahlreichen nachgeholten Vorgeschichten zum unerreichten Gattungsmuster. Weitere wichtige Vorbilder für den höfisch-historischen Roman waren auch Achilleus Tatios’ Leukippe und Kleitophon (1. Jh. n. Chr.) und Xenophons von Ephesos Ephesiaka (2. Jh. n. Chr.). Ein vielgelesener Vorläufer des bukolischen Genres war Longos’ Daphnis und Chloe. Ein wichtiger antiker Vorläufer des modernen historischen Romans ist laut Tomas Hägg der wohl im 1. Jahrhundert n. Chr. entstandene Roman Chaireas und Kallirhoë des Chariton von Aphrodisias. Autoren des satirischen Romans konnten an die Metamorphosen des Apuleius (2. Jh. n. Chr.) sowie an Petrons Satyricon (1. Jh. n. Chr.) anknüpfen.

### Die Gattungsbegründung im europäischen Mittelalter

#### Tradition des Heldenlieds, 1100–1500

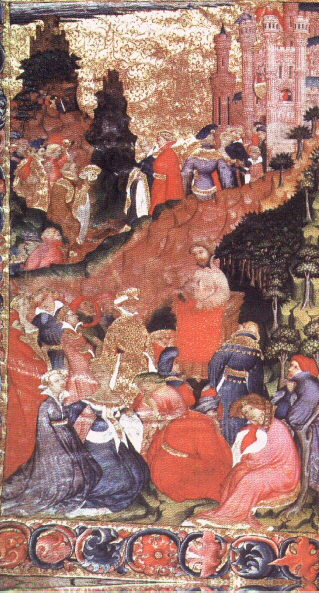
Chaucer im Vortrag aus seinem Versroman Troylus and Criseyde: Abbildung aus dem Manuskript des Corpus Christi College, Cambridge, frühes 15. Jahrhundert

Das altfranzösische Wort „romanz“ kam im 12. Jahrhundert für Erzählungen in „romanischer“ (altfranzösischer und anglonormannischer) Volkssprache in Gebrauch, die allerdings im Unterschied zu späteren Romanen nicht in Prosa, sondern in Versen abgefasst waren. Nordfrankreich etablierte sich mit Werken wie dem Roman de Thèbes (ca. 1160), dem Roman d’Énéas (kurz nach 1160), dem Roman de Troie (ca. 1165) und dem Roman d’Alexandre (von dem Fragmente und Redaktionsstufen aus der Zeit zwischen 1120 und 1180 überliefert sind) als neues, bereits humanistisch (im Sinne einer „Renaissance des 12. Jahrhunderts“) geprägtes, literarisches Zentrum im mittelalterlichen Europa. Von der überregionalen Bedeutung dieser Werke zeugen Romane wie Heinrich von Veldekes Eneasroman (ca. 1170–1187) oder Geoffrey Chaucers Troilus and Criseyde (1380–1387). Alle diese Werke sind im höfischen Milieu angesiedelt und beziehen ihre Stoffe aus der Antike, weswegen sie als Antikenromane bezeichnet werden.
Nordeuropäische und christliche Stoffe (etwa der Tristan, der Artus- und der Grals-Stoff) verbreiteten sich seit der Mitte des 12. Jahrhunderts in der Romanliteratur. Im höfischen Milieu angesiedelte Liebesbeziehungen dominieren als Sujet. Der Standardplot der mittelhochdeutschen Artusromane eines Hartmann von Aue oder Wolfram von Eschenbach, in denen der Held von der Geliebten getrennt wird und zahlreiche Abenteuer (Aventiuren) zu bestehen hat, zeigt formale Anleihen zum antiken Roman.
Prosavarianten der neuen Romane – der Prosa-Lancelot, der Prosa-Perceval, der Prosa-Tristan – entstanden ab dem frühen 13. Jahrhundert. Zur selben Zeit wurden auch die ersten Satiren auf diese Romane verfasst.

#### Die Novelle, 1300–1600

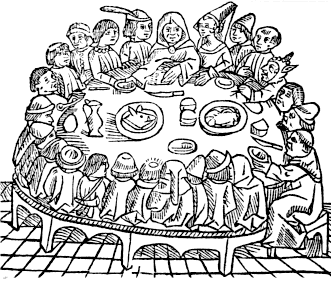
Chaucer, Canterbury Tales, Holzschnitt des Caxton-Drucks von 1484

Seit Beginn der schriftlichen Fixierung von Epen (in Nordeuropa etwa ab dem Jahr 1000, um diese Zeit wurde das altenglische Beowulf-Epos niedergeschrieben) entwickelten sich hier rasch Kunstformen, die auf die Möglichkeit, den Text schrittweise zu komponieren, essentiell angewiesen waren. Der soziale Ort der Epik legte sich im selben Moment fest, denn Handschriften benötigten bis zum Aufkommen des Papiers finanzstarke Auftraggeber. Ab dem 13. Jahrhundert traten neben den adligen Auftraggebern auch reiche städtische Handelsherren als neue Interessenten auf. Sie erwarben mit Liederhandschriften von Rittern eine Kultur, an der sie selbst vom Stand keinen Anteil haben konnten. Die bedeutendste mittelhochdeutsche Liederhandschrift, der Codex Manesse, weist als Auftragswerk diese bürgerliche Herkunft auf.
Eine Vielzahl von Erzählformen blieb gegenüber der Epik in der Tradition mündlicher Überlieferung: Bis heute bewahrte sich von ihnen allen der Witz seinen Ort mitsamt festgelegten Erzählmustern von Fragen und kuriosen Antworten oder dem Dreierschritt, bei dem der letzte Schritt die Pointe birgt. Der Witz selbst zirkulierte bis in das 19. Jahrhundert neben Langformen mündlichen Erzählens wie dem Schwank, der Fabel, dem Märchen, dem Exempel (mittelhochdeutsch bîspel), das in Büchern ebenso wie auf der Kanzel Einschub finden konnte, um eine jeweilige moralische Sentenz zu illustrieren.
Zur Kunst stiegen die kurzen Erzählformen mit den berühmten Erzählzyklen auf, in Europa sowie im islamischen Raum. Nezāmis Die sieben Bildnisse (1198), die Erzählungen aus Tausendundeiner Nacht (älteste überlieferte Handschrift c. 1450), Boccaccios Decamerone (zwischen 1349 und 1353) und Chaucers Canterbury Tales (zwischen 1386 und 1400) teilen das Muster der Präsentation: In einem Zyklus werden die einzelnen Erzählungen von Erzählern und Erzählerinnen angeboten, die selbst in einer Rahmenhandlung agieren. Die narrative Brechung erlaubt es dem Autor Boccaccio oder Chaucer, sich von den Erzählern seiner Sammlung beliebig zu distanzieren. Er gibt im Zweifelsfall wieder, was diese Binnenerzähler von sich gaben: Erzählungen, die nicht ihn, sondern diese selbst und die Situation, in der erzählt wurde, charakterisieren. Verschiedene Stoffe und divergierende Sentenzen ließen sich so nebeneinander platzieren. Die einzelnen Erzählungen gewannen in den Zyklen eine eigene Erzählkunst:
- Sie waren anlassorientiert: In dieser Situation, nachdem jene Person dies gesagt hatte, nahm dieser Erzähler das Wort auf und erzählte eine Geschichte zu diesem Zweck.
- Sie liefen auf eine illustrative Pointe zu: Die in der Erzählrunde Zuhörenden erwarten vom Erzähler, dass er im Verlauf seiner Geschichte seinen Punkt macht und mit dem Exempel genau das demonstriert, was er mit seiner Geschichte illustrieren wollte.
- Sie ersetzten das Abenteuer durch die Intrige, den Streich: einen Plan, den die Protagonisten in der Regel ohne Wissen ihrer Gegner in der Geschichte verfolgen und der sie in missliche Lagen bringt, zumeist auch in eine überraschende Schlusssituation.
- Sie führten in die Erzählung selbst eine kritische Reflexion ein: Zuhörer der Binnenhandlung kommentieren schlecht gemachte Erzählungen, langweilige Passagen, eine fragwürdige Moral.
- Sie wandten sich klarer als das Epos der Gegenwart zu: Chaucers Canterbury Tales nutzen die Option, exemplarisch Erzähler unterer Schichten gegeneinander auftreten zu lassen mit Schwänken, in denen Helden von Stand und Beruf derer, die sie angreifen, schlecht abschneiden.

Mit dem ausgehenden 13. Jahrhundert behauptete sich die Novelle, so der übergeordnete Gattungsbegriff, der sich in der frühen Neuzeit herauskristallisierte, als ernstzunehmende Alternative zur Versromanze. Kritik am Heldentum antiquierter Heldenlieder, an der Erzählform des Epos, seiner Reihung von Kampfesproben und seinem Mangel an klug geplanten Interaktionen wurde erstmals in Novellenzyklen formuliert und von ihnen aus im 16. und 17. Jahrhundert zum Standard weiterführender Romankritik sowie zum Plädoyer für die Novelle als einzige realistische Alternative zum antiquierten Roman.

### Nicht „Literatur“: Der Roman auf dem frühen Buchmarkt

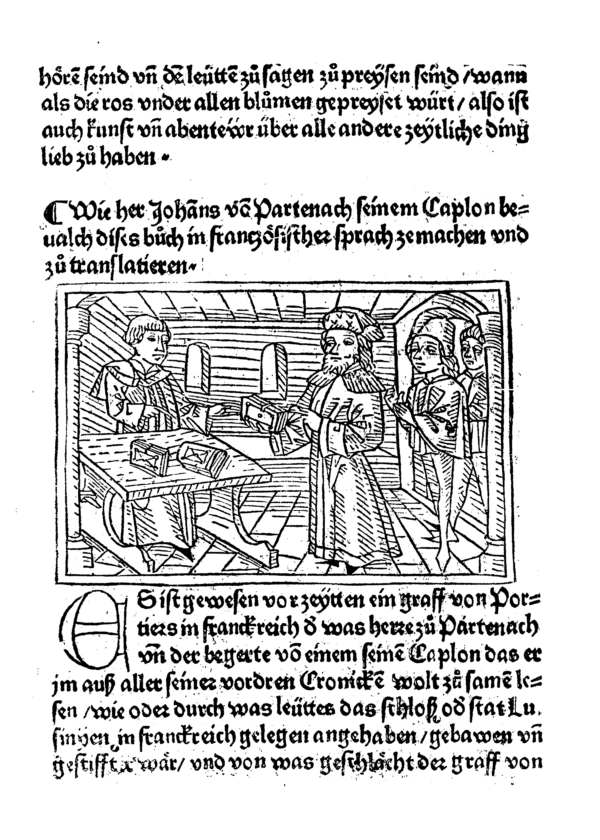
Seite aus der deutschen Fassung der Melusinen-Historie (Augsburg: Johann Bämler, 1474), die Druckausgabe erzählt noch einmal, wie die handschriftliche Vorlage als Auftragswerk entstand.

#### Geschichtsschreibung und Roman legitimieren sich unabhängig voneinander
Die populäreren der frühmodernen Historien bereiten der Literaturwissenschaft im Rückblick klare Einordnungsprobleme: Jehan de Mandevilles Bericht seiner Orientreise aus den 1370ern, in billigen gedruckten Ausgaben unverändert bis in das späte 18. Jahrhundert hinein verkauft, ist vollgefüllt mit spektakulären Fiktionen, etwa der einfüßigen Äthiopier. Einer Einstufung als Roman steht hier mehreres entgegen: Es fehlt die romanhafte Handlung, der Held, der ein Leben erlebt; gravierender ist, dass das einfache Publikum, das die wundernswürdige Historie las, an der Wahrheit oder Unwahrheit des Gelesenen uninteressiert gewesen zu sein scheint. In eine andere Grauzone führt Thomas Malorys Le Morte Darthur (1471): Der Leser erhält hier alle Erzählungen von König Artus samt magischen Details von Zaubereien, mit denen Helden etwa die Gestalt anderer annahmen, um in deren Körpern zu agieren. Die erste gedruckte Ausgabe beginnt dessen ungeachtet 1485 mit einem Vorwort, in dem der Herausgeber William Caxton den Text als wahre Historie einstuft. Der moderne Leser wird der kompilativen Historie Qualitäten eines Prosaromans zuerkennen: Hier wird im fiktionalen Raum erzählt. Zeitgenössische Urteile gehen in eine andere Richtung: Man las Historien und ließ Fiktionen dabei zu. Historiker sahen sich regelmäßig dazu aufgerufen, Lücken zu füllen. Beliebt waren die Reden, die auch bei fehlender Überlieferung ausgeschrieben wurden. Sowohl Historiker als auch Romanautoren schrieben mit dem Ziel, zu unterrichten. Uns trennt hier unsere Organisation der Debattenfelder vom 15. Jahrhundert.

##### Die Geschichte wird zum Gegenstand nationaler Verantwortung
Zwischen 1400 und 1700 gerät die Geschichtsschreibung in eine Krise. Sie kulminiert im 17. Jahrhundert in der Pyrrhonismusdebatte mit ihrer letztlich unbeantwortbaren Frage, wann wir einen historischen Bericht für erwiesen erachten können. Eine Quellendiskussion müsse Indikatoren dazu liefern, meinten Pierre Bayle und die Autoren um ihn. Die Geschichtsschreibung verzichtet im Verlauf dieser Kontroverse auf die Absicht, mit einer wahren Erzählung zu belehren, und präsentiert stattdessen die Materiallage in kritischer Diskussion. Geschichtsbücher sehen von nun an Romanen nicht länger ähnlich.
Historiker können in der Folge von der Mitte des 17. Jahrhunderts davon abrücken, sich vom Roman mit demselben Nachdruck zu distanzieren, mit dem sie sich von jeder geschichtlichen Unwahrheit distanzieren müssen: Unwahre Historien werden durch Quellenkritik disqualifiziert; Romane können dagegen als eigene Kunstform der Erzählung die Anerkennung von Kunstliebhabern finden.
Als kritische Diskussion gewinnt die Geschichtswissenschaft ab dem 17. Jahrhundert in Westeuropa Bedeutung als Verhandlungsfeld partei- und konfessionsübergreifender Kontroversen. Sie ist im 19. und 20. Jahrhundert ein Diskurs, der die Einsetzung historischer Kommissionen rechtfertigt, die politische Fehlentscheidungen einer (zumindest wissenschaftlich) konsensuellen Bewertung unterziehen.

##### Der Roman wird zum Gegenstand kulturgeschichtlicher Interpretation
Während sich die Geschichtsschreibung vom Roman wegbewegt, gewinnt dieser in der frühen Neuzeit eigene Anerkennung als Kunst und am Ende als Literatur, das Wort muss zu diesem Zweck im 19. Jahrhundert neu definiert werden. Hierfür sind bis 1700 mehrere Entwicklungsschritte verantwortlich, die aus einer erheblichen Legitimationskrise des Romans des 16. Jahrhunderts resultieren. Der Frühdruck schuf zunächst Raum für billigere Historien. Mit dem 16. Jahrhundert finden diese ein zunehmend breites Publikum. Eine Differenzierung setzt ein, in der sich ein neuer Markt eleganter Bücher vom entstandenen niederen sowie vom akademischen Markt wissenschaftlicher Bücher absetzt. Der Erfolg des Amadis, der ab den 1530ern eine erste internationale Lesemode auslöst, zieht am Ende die erste kritische Debatte im neuen Feld der eleganten Lektüre nach sich. Die Debatte um den Amadis wird im 17. Jahrhundert als offener Wettstreit der modernen Genres des Romans ausgetragen. Neue heroische Romane, alternative satirische sowie an Novellensammlungen orientierte Romane bringen sich in eine Gattungsdiskussion ein, in deren Verlauf unter der wachsenden Liebhaberschaft der belletristischen Produktion der kunstvolle Roman gegenüber kunstloser Produktion gerechtfertigt wird.
Mit Huets Traitté de l’origine des romans setzt 1670 die Würdigung dieser Reform und die moderne Romaninterpretation ein. Romane werden in den nächsten Jahrzehnten neu bewertet. Man liest sie mit Bildung, um fremde Kulturen und vergangene Epochen zu verstehen. Während die Autoren der Renaissance noch vermieden, ihre Geschichten realistisch aussehen zu lassen, wurden sie im 17. Jahrhundert als fiktive Konstruktionen umso akzeptabler, je wahrscheinlicher die in ihnen vorgestellten Ereignisse waren. Das Glaubwürdige wird dabei nicht mehr moralisch definiert, sondern erscheint als Folge innerer Widerspruchlosigkeit und Wahrscheinlichkeit der Handlung, durch die eine zweite, in sich geschlossene Welt erschaffen wird. Während Don Quijote Realität und Täuschung nicht auseinanderhalten kann und sein Autor noch mit dem Verhältnis von Realität und Fiktion experimentiert, entwirft Madame de Lafayette in La Princesse de Clèves 1678 eine fiktive Realität, die die Welt an Kohärenz weit übertrifft. Elena Esposito vermutet, dass der „fiktionale“ Roman, der auf der Wahrscheinlichkeit der von ihm geschilderten Realität beruht, und die moderne Wahrscheinlichkeitstheorie, deren Entwicklung mit dem Briefwechsel zwischen Blaise Pascal und Pierre de Fermat im Jahr 1654 einsetzt, nicht unabhängig voneinander entstanden sind.
In der zweiten Hälfte des 18. Jahrhunderts verändert die neue Romaninterpretation den Umgang mit Poesie: Man beginnt, Dramen und Gedichte in einem neuen Verbund der Gattungen, die sich angeblich gemeinsam entwickelten, zusammen mit Romanen als fiktionale, künstlerisch gestaltete, kulturelle Produktion zu analysieren. Die neue Wissenschaft wird im 19. Jahrhundert zum zentralen Bereich der Literaturwissenschaft. In den westlichen Gesellschaften organisiert diese Mitte des 19. Jahrhunderts gegenüber der Historik eine eigene Auseinandersetzung, in der es um die Überlieferung künstlerischer Fiktionen als kulturellen Indikator geht.
Bücher wie Malorys Morte Darthur oder Mandevilles Reisen entstammen letztlich einer Kultur, in der Geschichte nicht die heutige Bedeutung als Austragungsort kritischer Diskussionen hatte, einer Kultur auch, in der die Literaturwissenschaft keinen eigenen Bereich der Fiktionen zu nationaler Kunst zusammenstellte. Beide Bereiche sind Teil einer säkularen Debattenlandschaft, die im 19. Jahrhundert in Westeuropa gegenüber der bis dahin politisch-religiös definierten aufgebaut wurde. Die Entwicklung der Mentalitätsgeschichte erweckt den Eindruck, als hätten die Menschen zu Beginn der Neuzeit noch in Überresten mittelalterlichen Aberglaubens Wirklichkeit und Fiktionen durcheinandergebracht.

#### Billige Romane, spätere Volksbücher

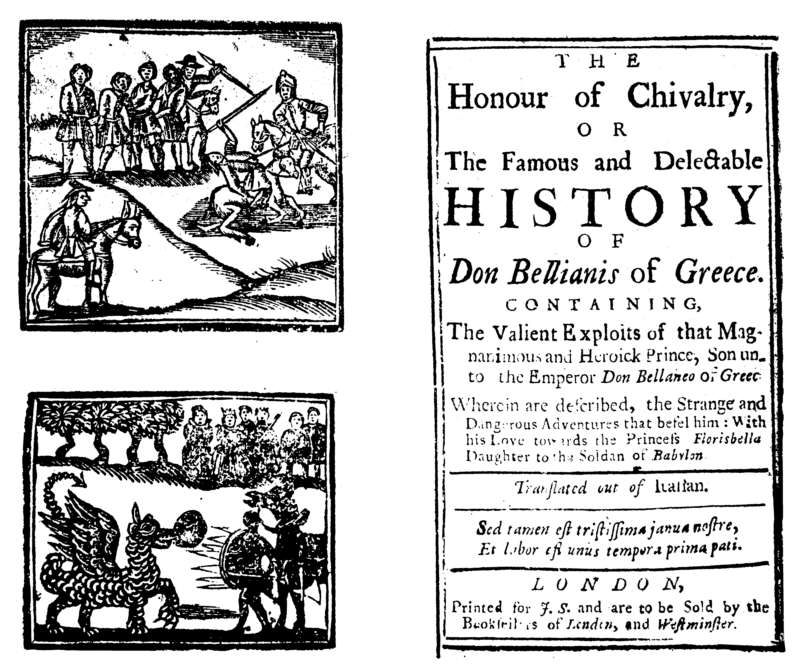
Grobe Machart und ein Text, der seit 1598 auf dem Markt ist: Géronimo Fernandez, The Honour of Chivalry, or […] Don Bellianis of Greece (London: J. S. [ca. 1715])

Der Buchdruck schuf unverzüglich neue Marktfelder: Flugblätter, Frühformen der Zeitung, religiöse Streitschriften – hierfür hatte es bislang keine vergleichbaren Medien gegeben. Die Wissenschaften erlangten mit dem Druck die Möglichkeit, Standardausgaben von Texten zu erstellen, die am Ende in identischen Ausgaben in Fachbibliotheken zu Referenzwerken würden – sie zogen wenig später ein Besprechungswesen nach sich, das die Qualität der neuen Fachbücher observierte.
Geschichtliche Darstellungen hatten in diesem Spektrum keinen klaren sozialen Status. Fürstenhäuser gaben sie in Auftrag, um sich mit ihnen zu schmücken, reiche Städter eiferten als Handschriftenbesitzer der Aristokratie nach, Bürgerinnen sammelten Beschreibungen von Heiligen und erbauliche Marienleben. Der Druck schuf in diesem Feld am ehesten die Möglichkeit der verbilligten Produktion. Die Verleger suchten beliebte historische Handschriften zusammen und überführten sie mit nachlassender Sorgfalt in gedruckte Fassungen, von denen sich weiter nachdrucken ließ. Mitte des 16. Jahrhunderts lag auf diesem Feld mit Rittererzählungen, Schelmengeschichten wie Till Eulenspiegel, Heiligenlegenden, und erbaulichen allegorischen Fiktionen wie den Sieben weisen Meistern ein breites Segment billiger Bücher vor, das über die nächsten drei Jahrhunderte hinweg kaum noch Veränderungen erfahren sollte. Die Titel wurden mit groben Holzschnitten ausgestattet, in den Textfassungen nur geringfügig modernisiert, gekürzt und verstümmelt, wo sich der Profit maximieren ließ – eine Ware, die bevorzugt ohne Jahres- und Druckerangaben in den Handel kam; sie unterlag keinen Moden und verkaufte sich am besten als zeitlos bekannt an ein Publikum, das gerade das lesen wollte, was man angeblich schon immer gelesen hatte.
Hier entstand ab 1530 erstmals eine Ware, die in den Städten die Handwerksschicht und die Lehrlinge erreichte und auch auf dem Land verkauft wurde – für viele jugendliche Leser ein Durchgangsstadium, das zu besseren Romanen führen konnte. Vorsicht ist jedoch vor dem Urteil angebracht, der Markt der Volksbücher sei Vorgänger der heutigen Trivialliteratur. Die Volksbücher bildeten ein geschlossenes Segment von Titeln ähnlichen Designs, das neben historischen Erzählungen religiöse und pseudowissenschaftliche Titel sowie moralische und medizinische Ratgeber enthielt. Nach aufklärerischen Bildungsinitiativen im Lauf des 18. Jahrhunderts geht dieses Marktsegment mit der Wende ins 19. Jahrhundert weitgehend verloren. In den 1840ern setzt die romantische Neuentdeckung ein. Das Wort „Volksbücher“ wird nun festgelegt, um zu unterstellen, dass hier ungekünstelte, dem Volk nahe Bücher entstanden. Der heutige Markt der Trivialliteratur (dazu weiter unten) entwickelt sich im selben Geschehen nicht aus den Volksbüchern heraus, sondern aus den eleganten belles lettres des 17. und 18. Jahrhunderts, als sich von diesem die hohe Produktion nationaler literarischer Werke im späten 18. Jahrhundert abzuheben beginnt.

#### Der höfisch-historische Roman, 1600–1750
Die Untergattung des höfisch-historischen Romans entsteht in kritischer Auseinandersetzung mit dem vielgelesenen Amadis-Roman. Dabei wurden insbesondere die Unwahrscheinlichkeit der Handlungsführung sowie die frivolen Passagen kritisiert. Allerdings wurde dessen „grausame“ Länge übernommen, denn die höfisch-historischen Romane gehören bis heute zu den umfangreichsten Werken der Literatur überhaupt. Die Autoren versuchten jedoch durch die Orientierung an historischen Ereignissen den Grad der Wahrscheinlichkeit des Erzählten zu erhöhen.
Zu den wichtigsten nichtdeutschen Romanen dieser Subgattung gehören:
- Honoré d’Urfé: L’Astrée (1607–1627)
- John Barclay: Argenis (1625–1626)
- Madeleine de Scudéry: Ibrahim ou l’illustre Bassa, 4 Bände (1641); Artamène ou le Grand Cyrus, 10 Bde. (1649–53); Clélie, histoire romaine, 10 Bände (1654–60)
- Gautier de Costes de La Calprenède: Cassandre, 10 Bde. (1642–1650); Cléopâtre, 12 Bde. (1647–1658); Pharamond, 7 Bände (1661 ff.)

Für den deutschen Sprachraum sind vor allem die folgenden Romane zu nennen:
- Andreas Heinrich Buchholtz: Des christlichen teutschen Gross-Fürsten Herkules und … Valiska Wunder-Geschichte. 2 Bde. Zilliger, Braunschweig 1659–1660 (Digitalisat und Volltext im Deutschen Textarchiv Bd. 1, Digitalisat und Volltext im Deutschen Textarchiv Bd. 2) (Nachdruck hrsg. von Ulrich Maché, Bern 1973–1979); Des christlichen königlichen Fürsten Herkuliskus und Herkuladisla … Wunder-Geschichte. Braunschweig 1665 (Nachdruck hrsg. von Ulrich Maché, Bern 1982)
- Herzog Anton Ulrich von Braunschweig: Die Durchleuchtige Syrerinn Aramena. 5 Teile. Hofmann und Gerhard, Nürnberg, 1669, 1673 und 1778–80. Umgearbeitet und gekürzt von Sophie Albrecht, 3 Teile, Berlin, 1782–1786; Octavia. Römische Geschichte. 6 Teile. Hofmann, Knortz und Gerhard, Nürnberg, 1685ff. Umgearbeitet in 6 Teilen, Braunschweig, 1712.
- Daniel Casper von Lohenstein: Großmüthiger Feldherr Arminius nebst seiner durchlauchtigen Thußnelda (1689/90)
- Heinrich Anselm von Ziegler und Kliphausen: Die asiatische Banise (1689)

Die Romane Barclays, der Scudéry wie Anton Ulrichs enthalten als entscheidendes Merkmal Bezüge zur Gegenwart und zu den Moden, die sich mit den neuen Romanen verbreiteten. Die galante Conduite und der galante Stil werden im Lauf des 17. Jahrhunderts die entscheidenden Verkaufsargumente der neuen Ware: Man liest sie, um Muster für Komplimente zu erhalten, Briefe, Reden, übernahmefertige Dialoge des höfischen Umgangs zwischen den Geschlechtern.
Das trifft für die Großromane zu, die sich als Spiel neuer europäischer Hofkultur behaupten, in ganz anderem Maße jedoch auch für die mit 300 bis 500 Seiten sehr viel handhabbarere Ware, die im 17. Jahrhundert einen Kundenstamm von Bildung und Geschmack unter jungen städtischen Lesern erobert. Hier entsteht in der zweiten Hälfte des 17. Jahrhunderts ein besonderer Markt für junge, wohl überwiegend noch unverheiratete Frauen, die galante Romane dieses kürzeren Formats goutieren – angesprochen nicht zuletzt von ihren gleichaltrigen Heldinnen, die als Prinzessinnen Indiens oder des antiken Persiens unter Lebensgefahr Identitäten wechseln, in Männerkleidung und weit unter ihrem Stand fliehen und Schutz suchen, bis sich ihre Lage bessert.

#### Satirische Romane und Romansatiren, 1500–1780

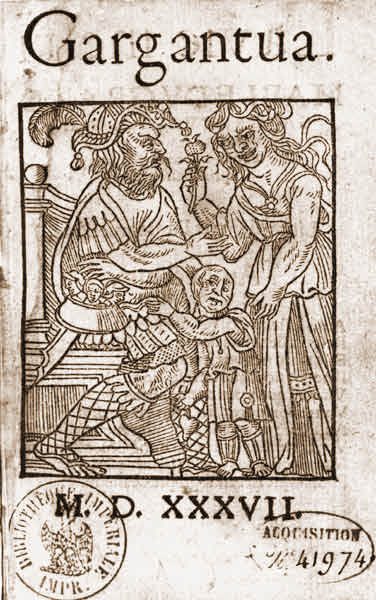
Rabelais Gargantua (1537)

Das Etikett satirischer Roman wird im Lauf des 17. Jahrhunderts auf ein breites Spektrum von Titeln mit unterschiedlichen historischen Wurzeln angewendet: Römische und spätantike Satire, insbesondere die Romane Petrons und Lucians, mittelalterliche Schwankgeschichten mit Helden wie Till Eulenspiegel sowie die Romansatire, die bereits im Mittelalter in erheblicher Spannbreite existierte. Der Rosenroman umfasst satirische Passagen. Heinrich Wittenwilers Ring ist selbst eine satirische Schlacht im Persiflagen auf das höfische Heldentum.
Eine Reihe von Entwicklungen kennzeichnet die Produktion, die hier mit dem Druck aufkommt. Helden gewinnen Konsistenz: Wo Till Eulenspiegel zwar einen typischen Charakter hat, jedoch Held einer Sammlung überlieferter Episoden bleibt, gewinnen vergleichbare Helden des 16. und 17. Jahrhunderts Lebensgeschichten. Der anonyme Lazarillo de Tormes (1554), Richard Heads English Rogue (1665) und Grimmelshausens Abenteuerlicher Simplicissimus (1666/1668) stehen in dieser Entwicklungstendenz.
Gegenüber den galanten Helden des heroischen Romans, die sich spanischer und dann zunehmend der französischen Conduite bedienen, internationalen Verhaltensmustern, zeichnen sich die satirischen Helden als Leute ihres Volkes aus. Die Titel kennzeichnen die Volkszugehörigkeit: Grimmelshausens Held ist Simplicissimus Teutsch, Heads Held der English Rogue, der auf dem Markt mit einem französischen Schelmen konkurriert. Rozelli: Der wundernswürdige Neapolitaner ergänzt das Spektrum mit einem Italiener (französischer Verfasserschaft) zu Beginn des 18. Jahrhunderts. Hier entstand unter Lesern europäischen Geschmacks und deutlicher Distanz zum einfachen Volk eine Lust am nationaltypischen, die im Lauf des 17. Jahrhunderts in die Ausgestaltung nationaler Charaktere und Identitäten mündete. Die national identifizierten Helden wurden gleichzeitig zunehmend zu Akteuren der internationalen Geschichte, nicht als deren Lenker, sondern als Menschen, die von Europas wechselvollen Geschicken betroffen waren und zumeist kurios überlebten. Der Produktion haftet wiederholt eine Nostalgie des Rückblicks auf gar nicht so lustige Zeiten an. Berufsstände wurden Gegenstand der Satiren, zum Teil mit Romanen, deren Helden gezielt mit Berufen ausgestattet sind, öfter noch dadurch, dass diese Helden zum Überleben fortwährend neue Überlebensstrategien und mit ihnen neue Identitäten und Berufe benötigten.
Zu den Helden, die mit ihren Streichen, Geschicken und Missgeschicken die grassierenden Laster entlarven, kam eine eigene Entwicklungslinie von Romanhelden, die vor allem als Persiflagen auf Helden des hohen Romans agieren. Rabelais’ La vie très horrifique du grand Gargantua (1532–1554) bietet hier eine Welt zu Riesen übersteigerter Bauerntölpel, von exzessiver Körperlichkeit. Das derbdreiste Heldenepos begeisterte intellektuelle Leser mit Lust an der Zerstörung eleganter populärer Lesestoffe. Als weiterreichende Satire auf den Amadis erschien 1605 und 1615 Cervantes’ Don Quixote, der Roman des Mannes, den die Lektüre von Ritterromanen mit kauzigen Fehlwahrnehmungen der realen Welt entgegentreten ließ. Scarrons Roman Comique nutzte eine Truppe reisender Schauspieler zur dezidierten französischen Reflexion über die Welt und die Dichtung nach Cervantes und seiner Romansatire. Lesages Gil Blas (1715–1735), Fieldings Joseph Andrews (1742) und Tom Jones: Die Geschichte eines Findelkindes (1749), Diderots Jacques le Fataliste (1773, gedruckt 1796) sind Ausläufer der Traditionslinie im 18. Jahrhundert; Jaroslav Hašeks Der brave Soldat Schwejk (1921–1923) und Günter Grass Die Blechtrommel (1959) griffen im 20. Jahrhundert deutlich auf Heldentum und Erzählmuster dieses Feldes zurück.

#### „Petites Histoires“: Die Novelle als Alternative, 1600–1740

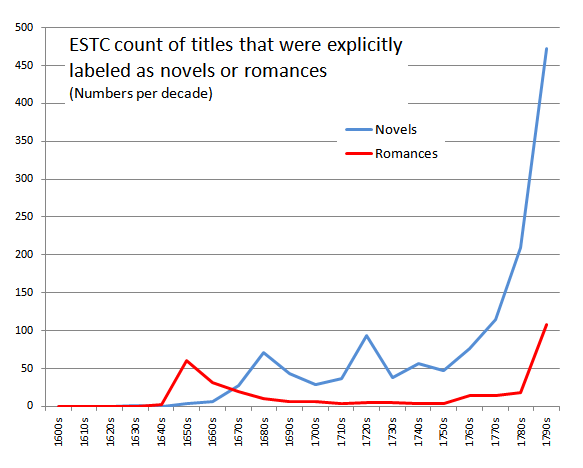
Statistische Auswertung des ESTC zum Verdrängungswettbewerb zwischen Novels und Romances 1600–1800. Die Gattungsentwicklung verlief europäisch, auch wenn sie sich nur im Spanischen und Englischen durch einen Begriffswechsel niederschlug.

Dass im Englischen und im Spanischen heute von Novels bzw. Novelas statt von Romanen (Romances) gesprochen wird, ist eine späte Folge des Debakels, das der Amadis als Roman seinem Nachfolger bereitete. Dabei wurde der Amadis zu diesem Zeitpunkt nirgends in Europa länger gelesen. Kritikern war gerade noch bekannt, dass es in ihm um Ritter ging, die Prinzessinnen aus den Händen grausamer Riesen befreiten, dass er auf zahllose Bände anschwoll, und den Verstand kostete mit seinen Erfindungen von Heldentum. Die Amadis-Kritik aus dem Don Quixote (1615) war zum Standard der Romankritik geworden, obgleich der Roman der Gegenwart sich selbst gerade einem Spektrum gegenüber dem Amadis auffächerte.
Der moderne heroische Roman und sein satirisches Gegenstück teilten mit dem Amadis Länge und Erfindungsreichtum. Die Alternative wurde an dieser Stelle die Novelle. Sie etablierte im Verlauf in den 1670ern das Wort Novel auf dem englischen Buchmarkt. Im Deutschen zeigt sich der Einfluss in Romanen von „curieusen Begebenheiten“. Ist die Novelle in den 1660ern und 1670ern noch vor allem die aktuelle, neue Geschichte, Teil des skandalösen Marktes, so erhält sie im frühen 18. Jahrhundert den Status eines Klassikers. Wegbereitend ist hier im Englischen die Select Collection of Novels (1722–1722), die unten noch eingehender erwähnt wird. In den 1720ern werden zunehmend längere Novels interessant: lange Liebesgeschichten, wie sie Eliza Haywood vorlegt, sorgen dafür, dass das Wort seine Beschränkung auf kurze pointierte Geschichten verliert. Mitte des 18. Jahrhunderts ist Romance im Englischen zwar immer noch der Dachbegriff für den Roman als Gattung. Die Novel ist jedoch zu diesem Zeitpunkt das gegenwärtige Genre geworden, das sich von abenteuerlicher Romankunst verabschiedet. Die heutige begriffliche Fixierung richtet sich im Englischen in den 1790ern ein, als die Romantik die Romance mit all ihren Schauern des Erfundenen für sich neu entdeckt. Das Wort Novel wird im selben Prozess im Englischen zum neutralen Gattungsbegriff, eine Situation, in der man ein weiteres Wort für die ursprüngliche Novelle benötigt: „Novella“ wird hier aktiviert gegenüber „Novel“, von nun an das Wort für den langen Roman.

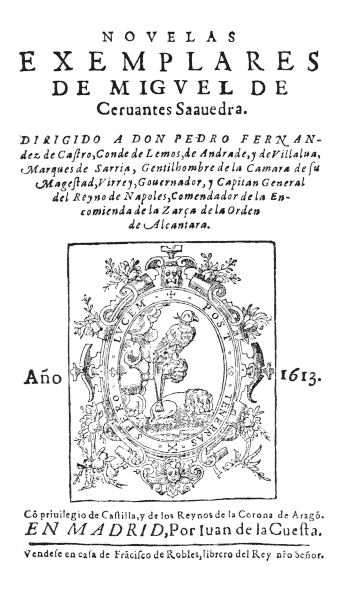
Cervantes, Novelas exemplares (1613)

Als kurzer Roman von Neuigkeiten übt die Novelle im 17. Jahrhundert entscheidenden Einfluss auf das gesamte Bild vom Roman aus. Die Gattung hat Wurzeln in die Novellensammlungen Boccaccios und Chaucers. Mit Cervantes’ Novelas exemplares (1613) erfolgt die offene Behauptung, sie könnte als Gattungsalternative im Zentrum eines neuen Spektrums stehen.
Die meisten Gattungsdefinitionen – Du Sieurs Sentimens sur l’histoire (1680) gewinnen hier Bellegardes Plagiat der Überlegungen und deren Übersetzungen größeren Einfluss – leiten die einzelnen Gattungsmerkmale weitgehend von der Kürze ab. Mit der Kürze geht der Anspruch darauf verloren, den Leser in eine angenehme Dauerlektüre in eine Welt eigener Ideale zu entführen. Die kurze Erzählung muss sich keine Mühe mehr geben, lange Passagen von Reden und Beschreibungen zu entwickeln. „Bombast“ ist, so die Vertreter der Novelle, das Hauptmerkmal der heroischen Romane. Gezielte Kunstlosigkeit reklamieren die neuen Autoren für sich. Ihre Erzählungen sind unverziert, kurz, pointiert. Im Idealfall stellt der Autor klar, warum er erzählt: die folgende Geschichte soll ein Exempel geben für eine Tugend oder Untugend, einen Umstand modernen Lebens, eine erstaunliche und konsequenzenreiche intime Entscheidung. Verlauf, Stil, die gesamte Konzeption der Novelle müssen sich von da an an die Erzählintention, das zu gebende Beispiel zurückbinden lassen. Es gibt in der Novelle kein weiteres Einverständnis mehr darüber, was hoher Stil ist, stattdessen wird konzise auf die zumeist überraschende Schlusswendung, die Pointe, hinerzählt. Die Novelle ordnet sich mit diesen Vorgaben zwischen den heroischen und den satirischen Roman ein. Ersterer wollte durch Helden unterrichten, die man nachahmen will, letzterer durch Helden, deren Lächerlichkeiten man bei Bewusstsein eigener Reputation nicht nacheifern wird. Im neuen Kurzroman geht es dagegen nicht darum, durch eine Identifikation mit den Helden sich zu verbessern. Das Exempel selbst unterrichtet: Wenn man Dinge so tut wie hier in der Geschichte, kann einem eine solche Überraschung passieren. Die Helden werden zu Menschen mit Stärken und Schwächen. Regelmäßig gewinnen die Intriganten. Mitgefühl mit unterlegenen Opfern gewinnt in den neuen Romanen die Rolle, die moralische Balance auch zugunsten unterliegender Protagonisten herstellen zu können.
Gegenüber dem heroischen Roman, der ewige Ideale in Verkörperungen zeigen will, zeigt die Novelle in Tradition der mittelalterlichen Novellistik Spezifik der Orte und der Zeiten. Beliebt sind Geschichten, die sich angeblich tatsächlich so zugetragen haben sollen. Die Novelle verbreitet sich auf dem internationalen Buchmarkt mit dem Angebot lokaler Perspektiven, und sie beschleunigt im selben Moment den Aufbau nationaler Gattungstraditionen: Die Helden von Scarrons Roman Comique diskutieren Mitte des 17. Jahrhunderts über die Vorteile der neuen Gattung in nationaler Perspektive: Frankreich müsse Geschichten vorlegen, wie die von den Spaniern als Novelas bezeichneten. Marie-Madeleine de La Fayette verfasst in der Folge noch mit ihrer Zayde (1670) eine Geschichte im neuen spanischen Stil und mit ihrer Princesse de Clèves (1678) deren französisches Pendant: eine exemplarische Geschichte nach höfischer französischer Mode. Deutsche Studenten liefern ab den 1690ern „einheimische Geschichten“. Londoner Leserinnen riskieren sich um 1700 als Autorinnen im gezielt kunstlosen Genre. Die neue Gattung ist unter diesen Vorgaben gezielt skandalös. Angeblich wird hier nur für die lehrreichen Exempel erzählt, ein Prätext, unter dem sich beliebig indiskret in Privataffären vordringen lässt. Die kurzen Geschichten ziehen in den 1670ern in die skandalöse Publizistik ein. Journale und seriöse Historien bieten zur Auflockerung kleine Erzählungen in größeren Zusammenhängen.
Die Novelle öffnet im selben Moment Europas Blick auf außereuropäische Erzähltraditionen: Die Geschichten aus Tausendundeiner Nacht werden zum europäischen Markterfolg des frühen 18. Jahrhunderts und sind eine Novellensammlung, kein heroischer und kein satirischer Roman.
Für die Geschichte hat die vorübergehende Verschmelzung der Gattungen Romans mit der Novelle bis heute andauernde Nachwirkungen. Die vor den 1660ern bestehende Romandiskussion fragt nach Idealen und hoher Sprache. Mit der Novelle werden beliebige Erzählintentionen diskutierbar. Novellen werfen Schlaglichter auf das Leben, auf Menschen in überraschenden Situationen. Zu diskutieren ist hier der Realismus der Erzählung und die Moral des jeweiligen Beispiels. Die neue Diskussion hat Einfluss bis in die heutige Romanbetrachtung. Erzählsituationen sind in der Novelle interessant: Der Großroman verabschiedet sich von der Abenteuerserie. Das Abenteuer weicht der Intrige, dem Plan, der zumeist anders ausging als angedacht. Das Spiel mit der Erzählung dringt über die Novellistik im 17. Jahrhundert in den modernen Roman ein.
Mitte des 18. Jahrhunderts ist der große Roman dank der Novellistik wieder legitim. Samuel Richardsons Pamela or Virtue Rewarded ist ein langer Roman und im Titel eine exemplarische Novelle: Hier wird ein Beispiel dafür gegeben, dass Tugend sich lohnt. Deutsche Romanautoren schreiben von Hunolds Satyrischem Roman (1706/1710) bis zu Schnabels Wunderliche Fata einiger See-Fahrer (1731–1743) und Gellerts Schwedischer Gräfin G*** (1747/48) im Genre der aktuellen exemplarischen Geschichten. Die kurze Novelle steht zu diesem Zeitpunkt bereits als skandalöse Gattung in Misskredit. Heutige Literaturgeschichten scheiden sie in der Regel aus der Romangeschichte gänzlich aus: Es gibt für sie den Schritt der vom Barockroman in den Roman der Aufklärung. Häufig ist zu lesen, dass sich die Novelle zwischen dem Mittelalter und Goethes Novelle von 1828 gänzlich vom Markt verabschiedete. Die Aussage ist vor allem das Ergebnis einer rückgreifenden Bereinigung der Romangeschichte.

#### Skandalöse Ausgriffe in die Historie, 1600–1750

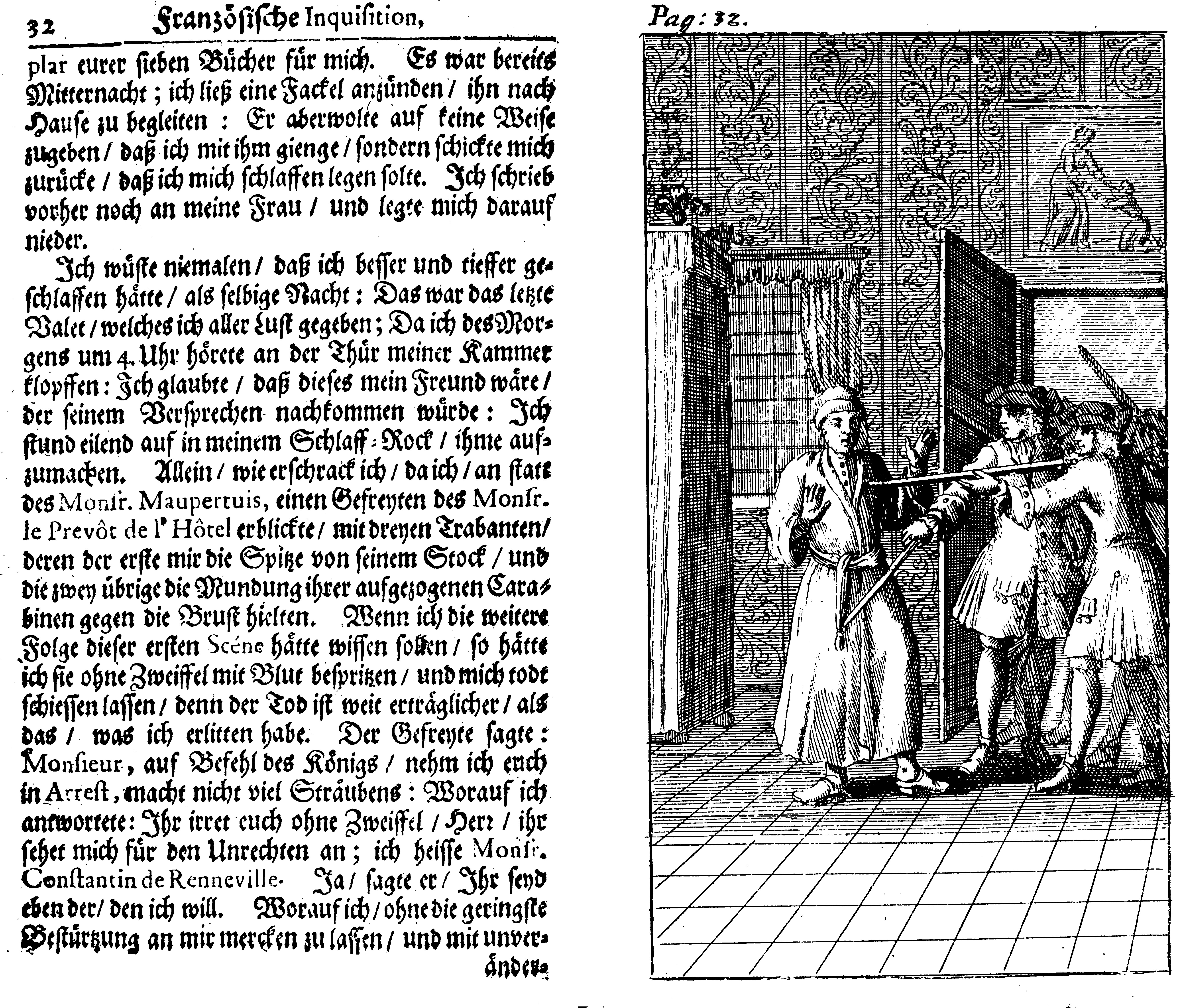
4 Uhr morgens, Verhaftung des Autors, Seite aus Rennevilles Französischer Inquisition (1715)

Ende des 17. Jahrhunderts warf der Roman neuen Reformbedarf auf. Konservative Kritiker fuhren fort, von den Verführungen „amadisischer“ Phantasterei zu sprechen, andere monierten, dass der Roman nach wie vor in der Historie eingebettet blieb – die Messkataloge nahmen diese Einordnung vor. Modernere Kritiker verteidigten im selben Moment den Roman mit seinen Ausgriffen in die Realhistorie. Sie taten dies aus zwei Gründen: Die Novellistik wie der heroische Roman, der sich auf das Gebiet der Schlüsselromane wagte, hatten sich reformiert. Die Beobachtung wirklicher Charaktere war sein neues Markenzeichen; die Gefahren des Amadis gingen von modernen Romanen nicht mehr aus. Gleichzeitig hatte sich mit den Schlüsselromanen der Scudéry, mit romanhaften Briefsammlungen der d’Aulnoy und ersten Briefromanen wie Aphra Behns Love-Letters (1684–1687), mit novellistischer Journalistik wie sie DuNoyer anbot, mit „curieusen“ romanhaften Memoires anonymer französischer Autoren, mit populären Journalen wie dem Mercure Galant und mit den aktuellen nouvelles historiques, wie sie der Abbé de Saint-Réal schrieb, ein neuer romanhafter Raum inmitten der Geschichtsschreibung eröffnet, auf dem Autoren elegant und bei Bedarf regimekritisch agierten. Nachhaltigen Einfluss übten hier die romanhaften Aufarbeitungen der Zeitgeschichte aus, die heute Gatien de Courtilz de Sandras zugeschrieben werden (wie die Geschichte des Mannes mit der eisernen Maske, die unterstellte, dass Ludwig XIV. einen geheimen Bruder verbarg und damit seine Machtansprüche sicherte – die Geschichte, die Alexandre Dumas, mit den Drei Musketieren im 19. Jahrhundert berühmt machte). Aufgeschlossene Marktbeobachter wie Pierre Bayle sahen erheblichen Grund, die potentielle Kritikfähigkeit dieses Marktes zu verteidigen, und eher eine kritische Lektüre als die Zensur bzw. Abschaffung solcher Werke zu fordern.
Die zwei Optionen, unter denen Romane in die Historie ausgreifen konnten, schufen ein übersichtliches Schema der Genres, auf die Titelblätter und Vorreden anspielten: Neue Titel konnten vorgeben, Romane zu sein, sich jedoch bei der Lektüre als Schlüsselromane erweisen. Sie konnten auf der anderen Seite wie Defoes Robinson Crusoe (1719) als wahre Historie in Form eines Romans angeboten werden. Hier wie dort unterschied der Markt zwischen privaten und öffentlichen Angeboten:
| | | 3.1 Heroische Romane: Fénelons Telemach (1699)                                                                                             | | |
| 1 Angeblich Erfindung, Roman, tatsächlich wahre öffentliche Historie? Manleys New Atalantis (1709) | 2 Angeblich Erfindung, Roman, tatsächlich wahre private Historie? Menantes’ Satyrischer Roman (1706) | 3.2 Klassiker der Novelle und des Romans von den Geschichten aus Tausendundeiner Nacht bis zu M. de La Fayettes Princesse de Clèves (1678) | 4 Angeblich wahre private Historie, tatsächlich jedoch Erfindung, Roman? Defoes Robinson Crusoe (1719) | 5 Angeblich wahre öffentliche Historie, tatsächlich jedoch Erfindung, Roman? La Guerre d’Espagne (1707) |
| | | 3.3 Satirische Romane: Cervantes’ Don Quixote (1605)                                                                                       | | |

Die Aufteilung bot bei Bedarf Autoren skandalöser öffentlicher wie privater Offenbarungen die Sicherheit, behaupten zu können, sie hätten doch lediglich einen Roman geschrieben. Wer etwas anderes behaupten wolle, müsse erst einmal in einem Gerichtsprozess nachweisen, dass ihre Veröffentlichungen unliebsame Wahrheiten publik machten.

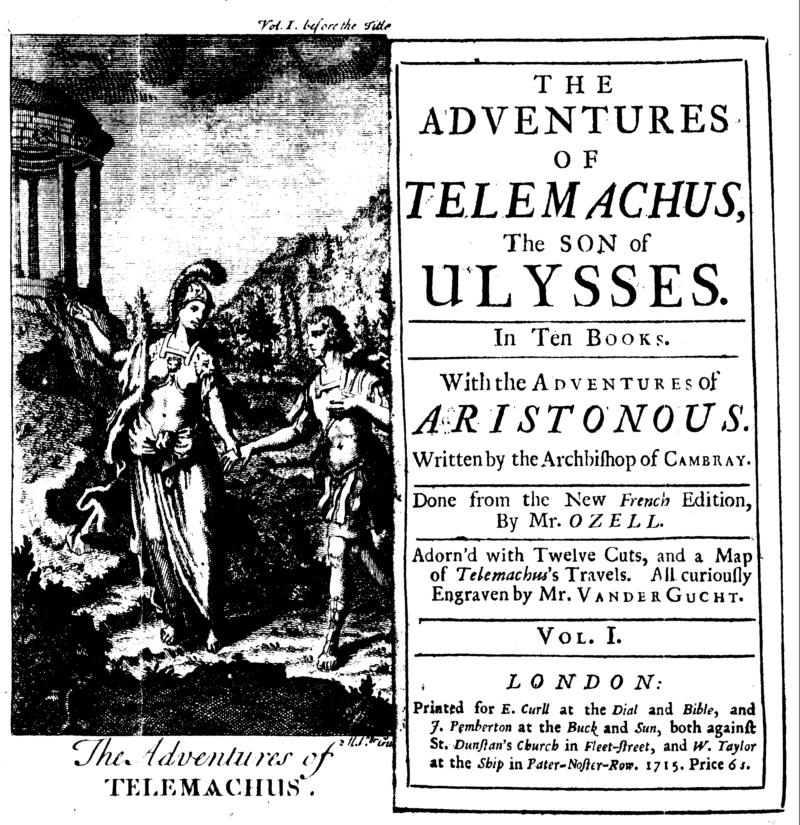
Englische Ausgabe von Fénelons Telemach (1715)

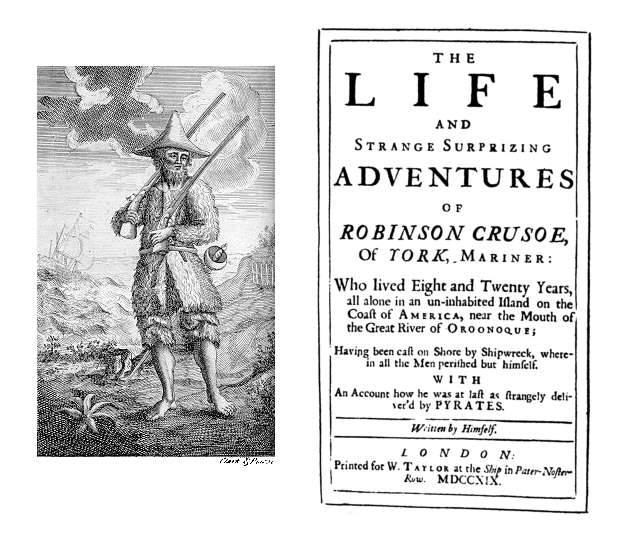
Erstausgabe von Defoes Robinson Crusoe (1719)

Das erwünschte Zwielicht herzustellen erforderte Kreativität. Robinson Crusoe zeigt das: Das Titelblatt von 1719 behauptet, die Abenteuer (Adventures) eines Seemanns zu veröffentlichen (siehe Abbildung rechts). Adventures stand auch auf dem Titelblatt der englischen Ausgabe von François Fénelons berühmtem fiktionalem Roman Telemach (siehe Abbildung links). Das Titelblatt von Robinson Crusoe überbietet den Rivalen mit spektakulären Adjektiven. In der Vorrede will der Verleger vorgeblich bestätigen, dass es sich um einen wahren Bericht handelt, und streut eben dadurch neue Zweifel.
Weder in der Grenzüberschreitung gegenüber der wahren Geschichte, noch im Realismus, den Defoe riskierte, war sein Buch 1719 ein Novum. Weit realistischer war soeben Constantin de Rennevilles Bericht seiner Gefangenschaft in der Bastille Inquisition Françoise (1715) – es ist bis heute unklar, was hier wahr und was erfunden war.
Dass Defoe sich mit Robinson Crusoe von der französischen „Romance“ abwandte, ist eine problematische Behauptung. Die besagte „Romance“ hatte bereits in den 1670ern der novellistischen „Novel“ Platz gemacht. Der neue große Roman erweiterte die aktuelle Novellistik mit einem Angebot außergewöhnlich abenteuerlicher Fiktionalität. In die Entwicklung des 18. Jahrhunderts passte sich Robinson Crusoe am Ende perfekt ein: Sie führte zu einer Literatur gezielt fiktionaler Werke, die sich mit künstlerischen Mitteln mit der Realität auseinandersetzen. Jean-Jacques Rousseau nahm diese Neueinordnung Defoes in seinem Roman Émile, ou De l’éducation (1762) wegbereitend vor.

### Der Roman wird „Literatur“

#### Der Aufstieg des Romans im 18. Jahrhundert

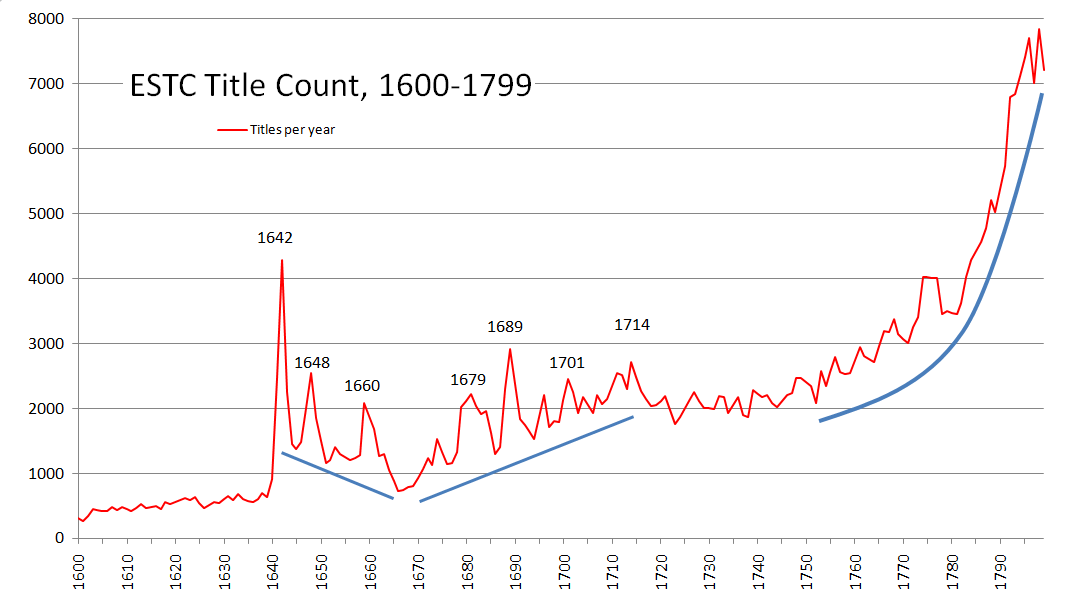
ESTC-Titelzahlen für den Zeitraum 1600–1799. Deutlich sichtbar: Anstieg der Produktion nach der Abschaffung der Star Chamber 1641 und die Ausschläge in Phasen mit politischen Kontroversen. Exponentielles, stabiles Marktwachstum ab etwa 1750.

Die anglistische Forschung verband das 18. Jahrhundert mit Theorien vom Aufstieg des Romans. The Rise of the Novel titelt die maßgebliche Untersuchung, die Ian Watt im Blick auf die Romane Defoes, Richardsons und Fieldings 1957 vorlegte. Die Geschichte der englischen Literatur gewinnt an dieser Stelle maßgebliche Bedeutung. Mit ihr verknüpft sich die These eines Einflusswechsels. Französische Autoren bestimmen bis in das frühe 18. Jahrhundert hinein den europäischen Markt, englische gewinnen mit der Veröffentlichung Robinson Crusoes (1719) an Bedeutung. Nachweisen lässt sich für die englische wie für die deutsche und die französische Produktion fiktionaler Prosa für das 18. Jahrhundert ein nach relativ stabilen Zahlen für das 17. Jahrhundert beschleunigtes Wachstum.

##### Anstieg der Produktionszahlen

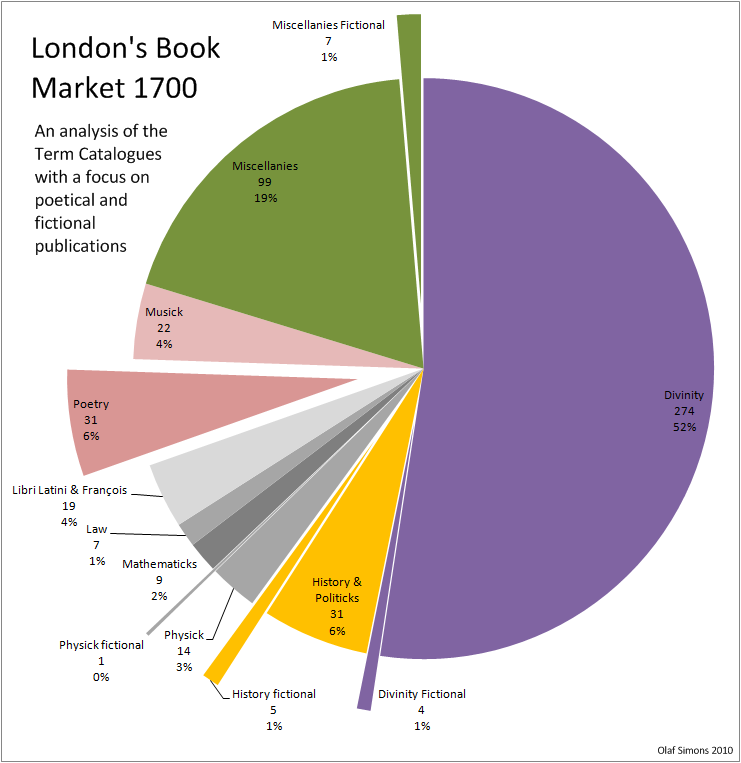
Londons Buchangebot 1700 nach Angaben der damaligen Messkataloge. Aus dem Kreisumfang herausragende Sektoren sind Poesie und Fiktion.

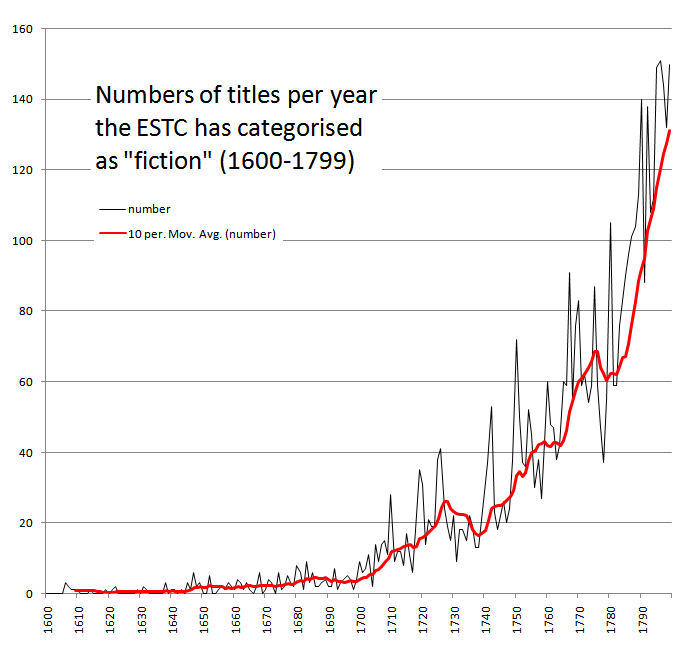
ESTC-Daten der jährlichen Produktion fiktionaler Prosa auf dem englischen Buchmarkt

Die gesamte Buchproduktion lag im Zeitraum 1600 bis 1800 in Sprachen wie Deutsch und Englisch bei 1500 bis 3000 Titeln. Bis in die 1750er war dieses Angebot dominiert von der wissenschaftlichen Produktion an Literatur, von Theologie und von einer tagespolitischen Produktion, zu der Pamphlete, Journale und Zeitungen gehörten. Literatur im heutigen Wortsinn, Romane, Dramen und Gedichte, hatten an der gesamten Buchproduktion bis in die 1750er hinein einen kleinen Anteil von 2–5 %.
Der Anteil der Romane an der Gesamtproduktion lag entsprechend niedrig. Bis in die 1730er erschienen in Sprachen wie Deutsch und Englisch pro Jahr 20 bis 60 Romane. Die Romanproduktion in französischer Sprache lag etwas höher. Dies beruhte vor allem auf der Aufspaltung französischer Publikationen in einen innerfranzösischen und einen niederländischen Markt. Niederländische Verleger druckten, was in Frankreich der Zensur unterlag und verdoppelten so den Markt.
Mitte des 18. Jahrhunderts stieg die Gesamtproduktion an. Fiktionen trugen dazu maßgeblich bei. Das hat vor allem damit zu tun, dass das englischsprachige Verlagswesen sich nach 1750 dezentrierte und zunehmend für den Markt jeweils vor Ort produziert wurde. Nicht minder beginnt hier die Phase der Rückkoppelung des allgemeinen Marktes mit der Literaturkritik, die auf dem Gebiet der Fiktion in der zweiten Hälfte des 18. Jahrhunderts einen Kanon klassischer Werke der Romankunst etablierte, an denen sich neue Romane von nun an messen mussten.

##### Gesellschaftliche Anerkennung
Deutlich veränderte sich vom Mittelalter in das 18. Jahrhundert der Ort des Romans in der gesellschaftlichen Wahrnehmung. Die Epik des Mittelalters hatte sich mit aristokratischen Sitten und der Würdigung des Rittertums befasst. Romane wie der Amadis hatten die Ideale der Ritterlichkeit trivialisiert und zu gängiger Münze gemacht. Nationale Hofkultur bestimmte die Titel des 16. und 17. Jahrhunderts, diejenige Spaniens bis in die 1630er, die des französischen Hofes ab den 1640ern. Autoren wie die Scudéry hatten Mitte des 17. Jahrhunderts vor allem mit dem Versprechen verkauft, dass man ihnen die aktuellen Verhaltensformen französischer Etikette entnahm.
In den 1660ern ergab sich eine Aufspaltung französischer Publikationen in einen einheimischen und einen niederländischen Markt. Raubdrucker in Den Haag und Amsterdam betrieben die Zweitvermarktung der Pariser Verleger und sie agierten als Anlaufpunkte für Autoren, die in Frankreich nur noch unter Behinderung durch die Zensur verlegen konnten. Es entstand damals ein politisch brisanter, tagesaktueller, von französischer Mode geprägter internationaler Markt, der Moden aller Art verkaufte. Arcangelo Corelli und Antonio Vivaldi veröffentlichten von Italien aus bei Étienne Roger in Amsterdam, demselben Verleger, der 1715 Rennevilles L’inquisition Françoise herausbrachte – einen der vielen Titel, die noch selben Jahres in englischer und französischer Übersetzung vorlagen. Der politische Markt war Drehscheibe der internationalen, modisch ausgerichteten Tagesaktualitäten geworden.

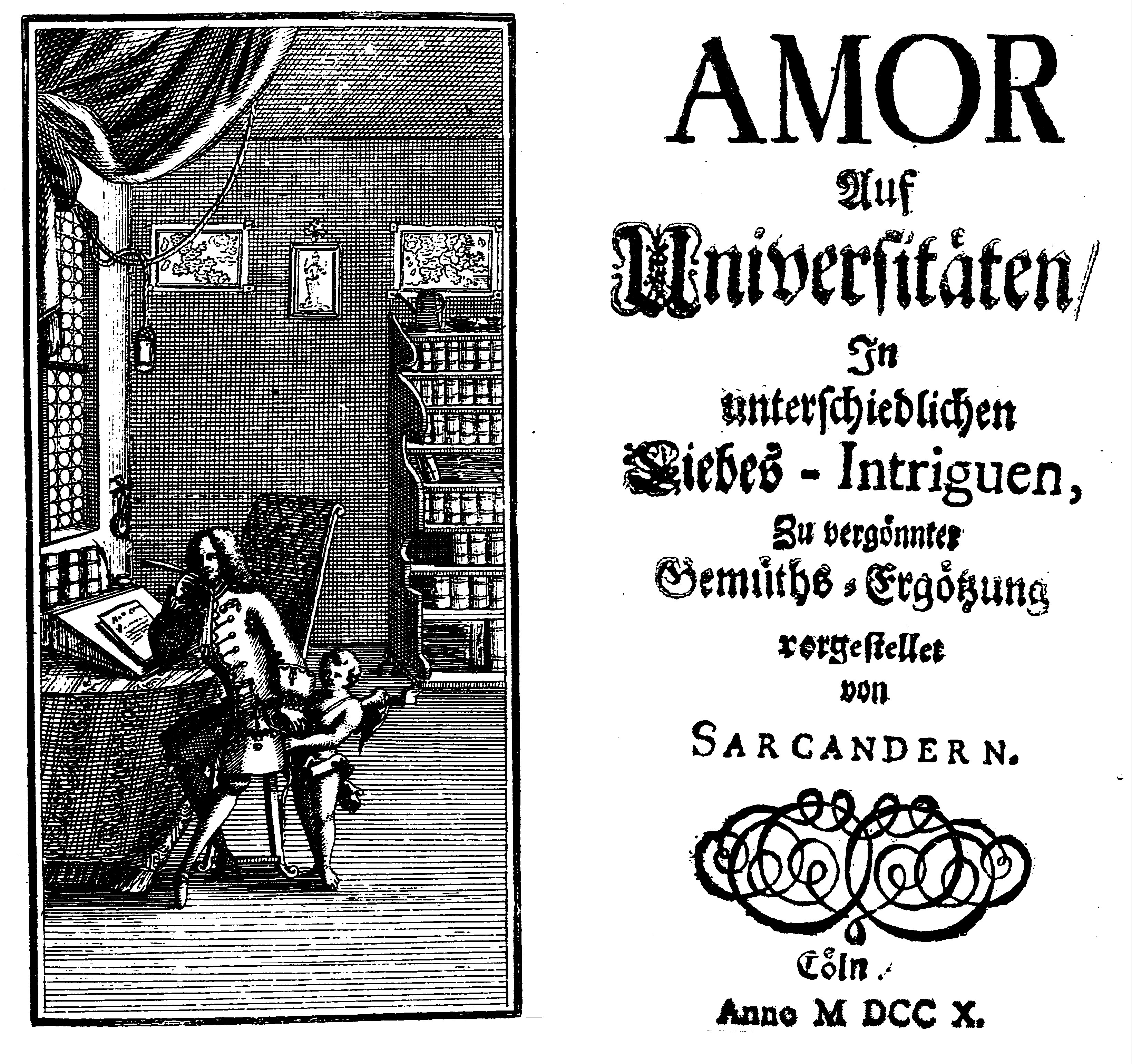
Sarcander, Amor auf Universitäten (1710), typischer Studentenroman des frühen 18. Jahrhunderts

Von dieser internationalen Warte aus ließ sich eine dezidiert lokale Produktion inspirieren. Europäische Skandalromane finden im ausgehenden 18. Jahrhundert eine parallele lokale Produktion mit privaten Perspektiven in London wie in Leipzig, Halle und Jena. Entscheidend ist für die neue privatere Produktion, dass ihre Autoren bei den skandalösen intimeren Offenbarungen Anonymität wahren können. Frauen können dies in London, Studenten agieren ähnlich aus einer anonymen Masse heraus in den mitteldeutschen Universitätsstädten. Eine Blüte von Frauenromanen bestimmt das frühe 18. Jahrhundert in England, eine parallele Blüte von Studentenromanen skandalisiert die deutschen Staaten bis in die 1720er Jahre. Zu Beginn des 18. Jahrhunderts gilt es als einfach, Romane zu publizieren – sie suchen keine Bedeutung als Kunst zu erlangen, und bleiben, weitgehend unbesprochen, die Materie derer, die Romane lieben. Die Zensur beachtete religiöse und politische Schriften, kaum jedoch die privatere Romanproduktion.
Der Roman ist damit zu Beginn des 18. Jahrhunderts bei den Lesern angekommen, eine internationale Ware mit besonderen lokalen Zusatzangeboten. Sein eigentlicher Aufstieg beginnt mit der Verbreitung von Huets Traitté de l’origine des romans (1670), worin erstmals die Karriere der Gattung öffentlich manifest wird, sowie mit der Romankritik der Moralischen Wochenschriften, die am gesamten Ideal des Galanten Anstoß nehmen. Sie führen nicht zu einem Niedergang der Gattung, sondern zu einer Aufspaltung der Produktion und zu einer Rivalität unter Autoren, die sich Mitte des 18. Jahrhunderts dezidiert der Reform des Romans verschreiben. Es entsteht ein neuer höherer Markt, der sich auf die Romankritik einlässt. Mitte des 18. Jahrhunderts übernehmen gelehrte Literaturzeitschriften die mittlerweile öffentliche Aufgabe der Romankritik.
Der Roman kommt mit der neuen öffentlichen Beachtung in den 1780ern im Zentrum öffentlicher Wahrnehmung an, die sich in Zeitungen und Zeitschriften artikuliert. Es dauert von hieran noch ein weiteres halbes Jahrhundert, bis ihn die nationalen Bildungssysteme als literarische Gattung kanonisieren. Der Ort des Romans wird von Beginn des 19. Jahrhunderts an primär durch die Medien zugewiesen.
Knapp formuliert kann gesagt werden, dass der Roman im Lauf des 18. Jahrhunderts vom skandalösen Seitenast der historischen Produktion zum Medium einer Reform der öffentlichen Sitten aufsteigt. Seine Ausrichtung auf das Private und den privaten Leser machen ihn hier sowohl bedrohlich wie zum idealen Medium der Reform: Mit keiner anderen Gattung erreicht man den Leser so klar im Privatraum, mit keiner anderen gibt man ihm so tiefe Einblicke in geheime Gedanken von Helden. Das Ergebnis ist dabei weniger die Reform des Romans als die Aufteilung in eine sich auf die Diskussion einlassende und eine sich ihr entziehende Produktion. Sexszenen etwa gab es in Romanen des 17. Jahrhunderts, eine eigene pornographische Produktion kommt dagegen Mitte des 18. Jahrhunderts gegenüber der moralisch reformfreudigen auf.

#### Aufkommen der Klassiker Ende des 17. Jahrhunderts

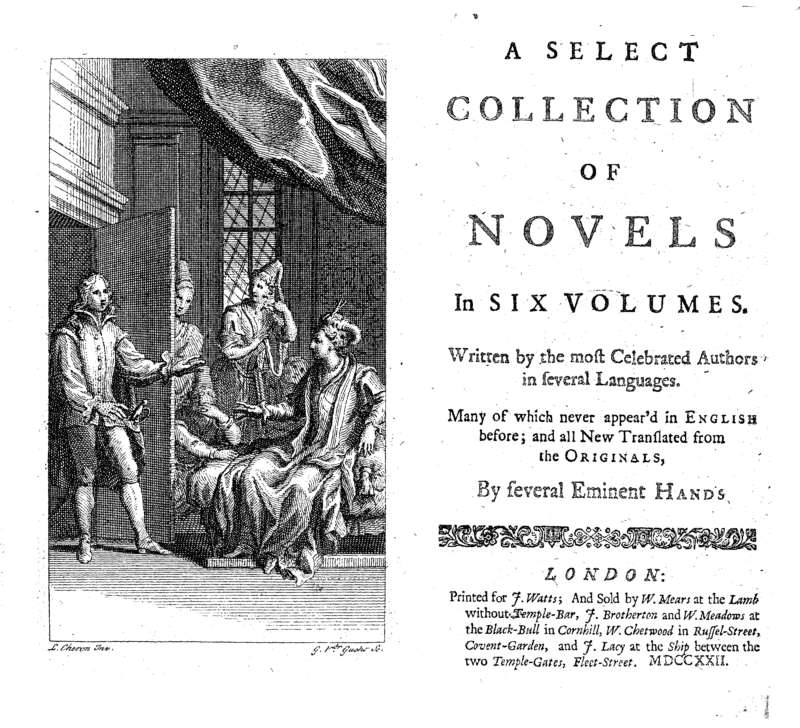
Klassiker der „Novel“ in der repräsentativen Sammelausgabe A Select Collection of Novels (1720–1722)

Der Aufbau eines Kanons der Weltliteratur geht im Wesentlichen auf Huets Traitté de l’origine des romans (1670) zurück. Huet hatte die bald in eigenständigen Ausgaben erscheinende Arbeit – noch gab es keine Literaturhistorik, die sich um sie kümmern konnte – als Vorrede zur Zayde Marie de La Fayettes auf dem Romanmarkt selbst publiziert. Mit ihr veränderte sich vor allem die Rechtfertigung der Romanlektüre unter Liebhabern der Belletristik. Musste der Romanleser sich bis dahin dem Vorwurf stellen, in eine prekäre Pseudowirklichkeit zu entfliehen, so demonstrierte Huet, dass man Romane verschiedener Epochen und Kulturen mit einer neuen Interpretationspraxis voneinander differenzieren könnte: Zeiten und Kulturen der Weltgeschichte hatten aus ganz unterschiedlichen Gründen das Fiktionale als Bereich ausgestaltet. Man würde unter dieser Prämisse Romane gezielt lesen können, um mehr über die Sitten, Denkweisen und Konsumbedürfnisse anderer Zeiten und Kulturräume zu erfahren. Die neue Romanlektüre setzte wissenschaftliche Expertise voraus, sobald man die weltweiten Traditionslinien rekonstruierte, in denen sich Fiktionalität verbreitete.
Mit dem späten 17. Jahrhundert mehren sich Ausgaben fiktionaler Literatur mit Verweisen darauf, dass Huet diese Bücher in seiner Weltgeschichte der Fiktionen notierte. Die Romane Heliodors, die Geschichten aus Tausendundeiner Nacht, Petron und Lucian wurden antike und internationale Klassiker. Gleichzeitig erschien mit Fenélons Telemach der Roman, der in den nächsten Jahrzehnten als Beleg dafür diskutiert wurde, dass in der Moderne nicht das heroische Versepos neu aufleben würde, sondern der Roman als dessen modernes Pendant und Ersatz.
Die moderne Romanproduktion erhielt einen eigenen Markt klassischer Moderne: bahnbrechend ist hier die in London zwischen 1720 und 1722 erschienene Select Collection of Novels; sie umfasste die aktuelle Novellistik mit Autoren von Machiavelli über Cervantes bis zu La Fayette (ohne bereits ihren Namen zu kennen).
Autoren der Gegenwart versuchten auf diesem Markt Fuß zu fassen, nachdem es Fénelon gelungen war, mit einer einzigen Publikation unverzüglich Klassiker zu werden. Unter bürgerlichen Namen zu veröffentlichen, wird in London in den 1720ern modern.
Dem Aufbau eines internationalen Klassikerfeldes der belles lettres folgen in der zweiten Hälfte des 18. Jahrhunderts Versuche, nationale in eigenen Reihen Klassiker zu etablieren.

#### Empfindsamkeit und Aufklärung: Reformen des Romans, 1678–1790

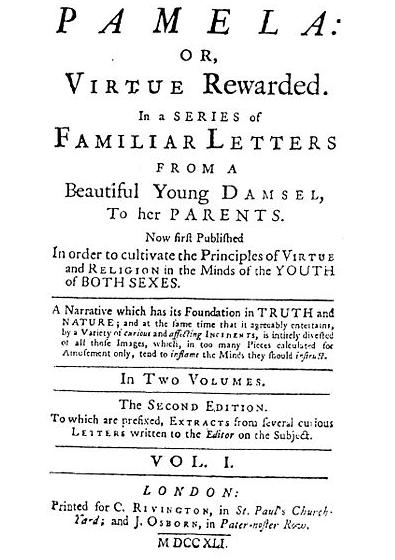
Samuel Richardson, Pamela (1741)

Die Reform des Romans, die das 18. Jahrhundert anstrebte, zielte vor allen Dingen auf die Sitten, insbesondere die des privaten Zugriffs auf die Presse und die Öffentlichkeit. Christian Friedrich Hunold alias Menantes hatte zu Beginn des 18. Jahrhunderts noch seine Verleger mit den privaten Nutzungsmöglichkeiten der Presse und des Mediums Roman verblüfft. Skandalautorinnen hatten sich in Romanen in London profiliert. Überwiegend hatten sie genauso wie ihr Publikum und ihre Romanhelden der jungen Generation angehört. Der Roman des 17. Jahrhunderts lebte von Idealen einer privaten Klugheit, die sich der Gesellschaft geschickt entzog (siehe eingehender dazu den Artikel Galante Conduite): Die Helden und Heldinnen müssen in der Regel zu geheimen Aktionen, Intrigen, greifen, um ihr privates Glück zu finden. Der Umgang mit Geheimnissen bestimmt den Roman bis weit ins 18. Jahrhundert hinein, sowohl in den Romanhandlungen wie im Spiel, das diese Titel auf dem Buchmarkt spielen: Romane publizieren private Geheimnisse. Dem steht bis weit ins 18. Jahrhundert hinein eine spezifische Selbstdefinition der Helden wie der Autoren zur Seite: Man definiert sich nicht über psychologische Identität, sondern über Reputation, den Ruf, den man verteidigt. Das Duell ist eine legitime Form, den Ruf gewaltsam zu verteidigen. Die öffentliche Darlegung der eigenen Sicht, das Waschen schmutziger Wäsche, die Diffamierung von anderen Behauptungen sind die Sache von Romanheldinnen und -autorinnen bis in die 1740er. Wer anderes behaupten will, muss sich entscheiden, gegen Offenbarungen aufzutreten und damit die Reputation des Autors herauszufordern. Dieses harte Reglement, in dem Romanhelden und -autoren sich durchgängig als öffentliche Akteure begreifen, wird im 18. Jahrhundert eingetauscht gegen ein weiches der Sensibilität und Empfindsamkeit.

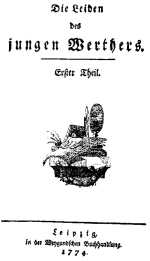
Goethe Werther (1774)

Das empfindsame Verhaltensmodell geht von einem Individuum aus, das von Natur aus nur ungern öffentlich agiert. Scham, zu erröten, wenn von einem gesprochen wird, zeichnet das empfindsame Individuum aus. Wo Heldinnen des 17. Jahrhunderts ihren Eltern verheimlichen, wen sie lieben, um so den Freiraum zu gewinnen, ihre Ziele zu realisieren, fühlt sich das empfindsame Individuum hilflos. Es muss auf andere zutreten, Vertrauen wagen, die Eltern für das eigene Glück gewinnen. Liebe gegenüber allen Mitmenschen und Transparenz ihnen gegenüber zeichnen empfindsame Helden aus (Verhaltensratgeber des frühen Jahrhunderts definierten die Umwelt dagegen als feindlich und rieten zur Intransparenz). Den neuen Helden und Heldinnen steht im selben Moment eine neue Umwelt gegenüber, in der es gleichgeartete gute Menschen gegenüber intriganten Feinden gibt.
Samuel Richardsons Pamela or Virtue Rewarded spielt 1740/41 exemplarisch den neuen Grundkonflikt durch zwischen einer unschuldigen moralischen Heldin niederen Standes und einem ihr als Verführer gegenübertretenden Dienstherrn. Der Konflikt endet weder mit dem Ruin der Heldin wie in den Romanen Delarivier Manleys, noch mit einem gewitzten Siegeszug der vermeintlichen Unschuld wie in vielen Novellen; er mündet stattdessen neuartig in der Reform des im Status überlegenen Mannes. Die neuen Helden erleben sich selbst als von ihren Tugenden geleitet, kaum fähig Geheimnisse zu haben. Der Verlust des Gefühls, in „natürlicher“ Harmonie mit ihrer Umwelt zu leben, macht sie unglücklich. Sie entwickeln eigene empfindsame psychische Dispositionen, mit denen sie sich und anderen ihre Handlungsweise erklären können – offen und auf Mitgefühl und Unterstützung angewiesen, wo ihre Vorgänger gewitzt und auch bei tugendhaftem Charakter „verschlagen“ agierten. Vorläufer hat die neue Produktion in der französischen Novellistik. Insbesondere Marie de La Fayettes Princesse de Cleves (1678) eroberte hier dem neuen Verhalten Terrain.
Deutlich handhaben die Romanautoren des mittleren 18. Jahrhunderts ihre Werke als Proben. Die neuen Helden werden der Öffentlichkeit mit didaktischen Intentionen zur Verfügung gestellt: “Now first published in order to cultivate the Principles of Virtue and Religion in the Minds of the Youth of Both Sexes, A Narrative which has the Foundation in Truth and Nature; and at the same time that it agreeably entertains…”, so der Untertitel zu Richardsons Pamela. Der neue Roman setzt Fiktionalität ein, um zu unterrichten und entwirft Menschen mit der Absicht, darüber zu diskutieren, ob hier nicht erstmals die menschliche Natur korrekt erkannt sei.

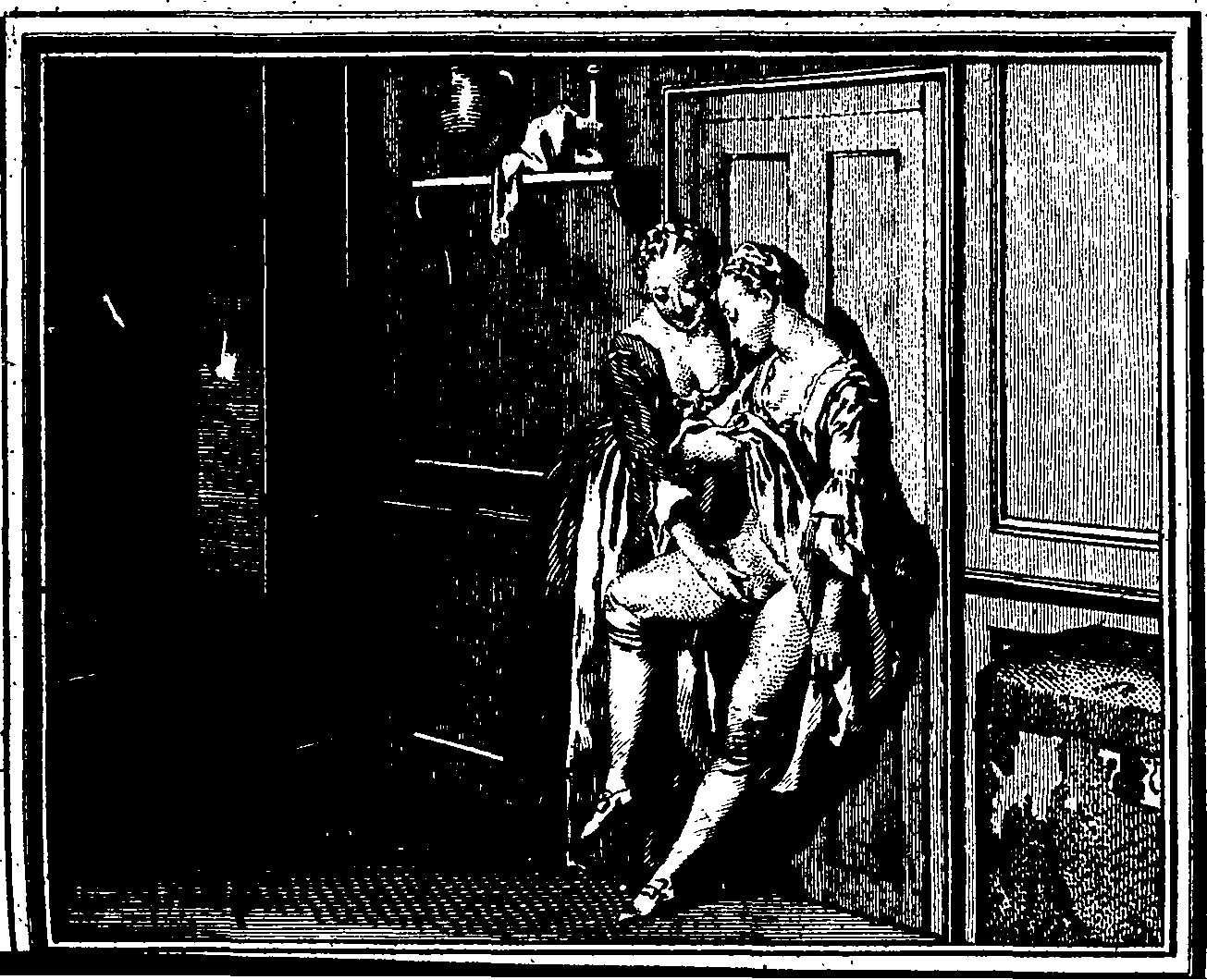
Anfänge des modernen pornographischen Romans, Illustration aus der englischen Fanny Hill-Ausgabe von 1766

Die neuen Charaktere benötigen damit eine Wissenschaft von der geheimen Natur des Menschen, die bislang von Kultur deformiert wurde. Mit der Psychologie entsteht diese Wissenschaft im Parallelprozess. Gleichzeitig entwickeln die neuen Romane ein spezielles Interesse an Entwicklungen (auch dieses Wort ist Mitte des 18. Jahrhunderts neu, „Veränderungen“ machten Protagonisten von Romanen bis in die 1720er durch). Bildungs- und Entwicklungsromane kommen auf. Kindheit und Jugend werden Sujets des modernen Romans. Als Vorbilder dienen hier allenfalls die satirischen Romane des 17. Jahrhunderts, die lustige Schwächen ihrer Helden in ihrer Kindheit darlegten. In den Romanen Jean-Jacques Rousseaus werden in den 1760ern Entwicklungs- und Reifungsprozesse zum Gegenstand philosophisch experimenteller Fiktionen. Die Romane Laurence Sternes und Henry Mackenzies kosten in den 1760ern und 1770ern Entwicklungen ihrer Helden satirisch liebevoll zu „empfindsamen“ Charakterskizzen aus. Bildungsromane deutscher Autoren des 18. und 19. Jahrhunderts verknüpfen das neue Sujet mit einer Spannbreite von Gesellschaftskritik zu individueller historischer Reflexion.
Die neuen Verhaltensnormen werden Mitte des 18. Jahrhunderts zuerst an weiblichen Helden vorgestellt. Männliche Helden verhalten sich wenig später „empfindsam“, oft mit deutlicher Selbstironie. In den 1770ern werden entgegen den konsensorientierten Modellen Romanhelden interessant, die mit der Gesellschaft brechen, an ihrem Glück aus eigenen Dispositionen heraus keinen Anteil haben können. Johann Wolfgang von Goethes Werther (1774) setzt hier einen europäischen Maßstab. Von ihm geht Ende des 18. Jahrhunderts eine eigene Mode tragischer Helden aus, denen die Integration in die empfindsamen, beengenden Verhältnisse misslingt.
Die gesamte Entwicklung ist an öffentliche Diskussionen gekoppelt, die jedoch keine Gleichschaltung der Romanvielfalt bewirken: Die Kritik ist dissonant, sie fördert Konkurrenz verschiedener Modelle. Sie teilt mehr noch den Markt in einen Bereich, dessen Reformbestrebungen Rezensenten ansprechen können und ein größeres Feld, das sich an den Kritikern vorbei auf Kundenschichten ausrichtet. Die Differenzierung zeigt sich ab Mitte des 18. Jahrhunderts deutlich im Aufbau eines eigenen Bereichs der Pornographie: Für ihn wird nicht öffentlich geworben, eine Subkultur muss Wissen über diese Titel verbreiten. So ergibt sich ein Romanangebot mit breiter unbesprochener trivialer Produktion und geheimen Nischen, in denen Grenzen des moralischen Konsenses aufgehoben werden.

#### Der Roman als experimentelle Textform, 1700–1800
Der neue Status, den der Roman als Gattung öffentlicher Diskussion im 18. Jahrhundert erringt, zeigt sich besonders in den philosophischen und experimentellen Werken.
Philosophische Fiktionen sind dabei keine Neuheit. Platons Dialoge kamen in philosophischen Erzählungen heraus. Die klassischen Utopien nutzten von Thomas Morus’ Utopia (1516) zu Tommaso Campanellas La città del Sole (1602) romanhafte Rahmenhandlungen. Sie blieben als Philosophie diskutiert, da Liebeshandlungen und Intrigen in ihnen keine weitere Rolle spielten. Mit den 1740ern ändert sich das. Morus’ Utopia lässt sich nun als „Roman“ herausgeben. Voltaire schreibt philosophische Romane: Zadig (1747) und Candide (1759) werden zentrale Texte der französischen Aufklärung und Meilensteine der Romangeschichte. Jean-Jacques Rousseau erweitert hier die Optionen mit dem deutlich didaktischen Emile oder über die Erziehung (1762) und der wesentlich romanhafteren Julie oder Die neue Heloise (1761).

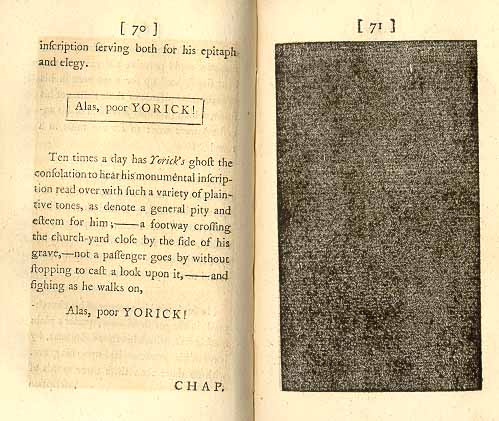
Laurence Sterne: Tristram Shandy, Band 6, S. 70–71 (1769)

Die genannten Titel belegen, dass philosophische Fragen nun eher im Roman als in fachinternen Abhandlungen gestellt wurden. Voltaire und Rousseau konnten mittlerweile darauf vertrauen, dass ihre Werke auch als Romane publiziert von der Fachdiskussion zur Kenntnis genommen würden. Die gesamte Literaturdiskussion wandte sich von den Wissenschaften aus Fiktionen zu.
Mit dem neuen Selbstverständnis des Romans gingen Experimente mit den Gattungsgrenzen einher. Laurence Sternes The Life and Opinions of Tristram Shandy, Gentleman bricht 1759–1767 spielerisch und bahnbrechend mit der fortlaufenden Erzählung als der Grundlage des Romans. Die Autor-Leser Kommunikation, die bislang Vorreden beherrschte, ersetzt die Handlung. Ihr Thema ist der nicht zustande kommende Lebensbericht, ein Scheitern der Erzählung. Visuelle Momente ersetzen Text: eine marmorierte Seite gestaltet die Kommunikation wie ein demonstrativ schwarzer Block; auf einer anderen Seite gibt der Erzähler verschiedene Linien als Verlaufsskizzen der wirren Handlung. Jonathan Swifts satirische Erzählung A Tale of a Tub (1704 veröffentlicht) ging hier mit ähnlicher Experimentierfreude voran, experimentierte dabei jedoch nicht mit dem Roman, sondern mit der Gattung des Traktats.

### Im Feld der „literarischen“ Gattungen

#### Der Roman wird „Nationalliteratur“, 1780–1860

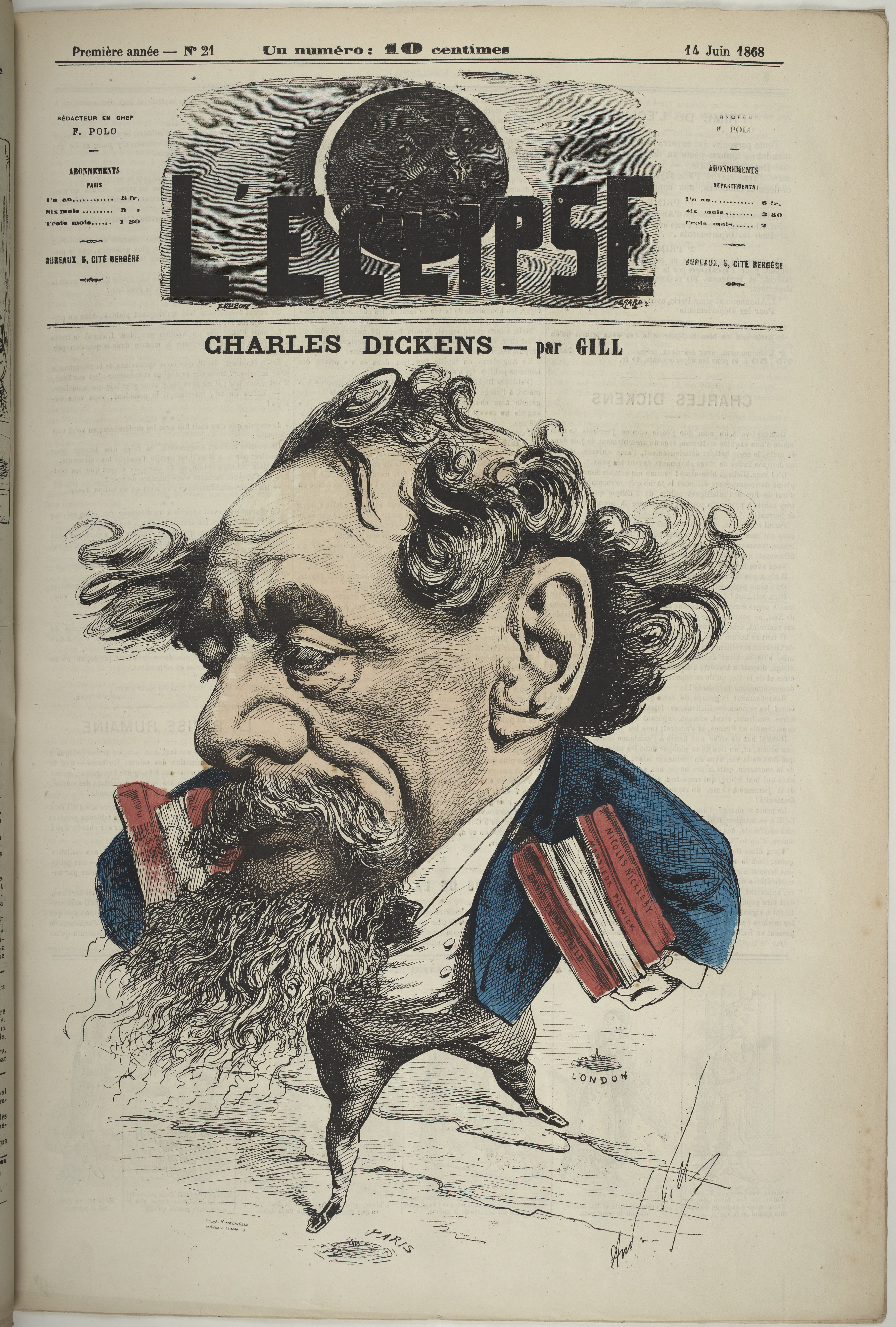
Charles Dickens auf dem Titelblatt von L’Eclipse am 14. Juni 1868: Der berühmte Autor überschreitet den Kanal, um in Paris aus seinen Romanen vorzulesen.

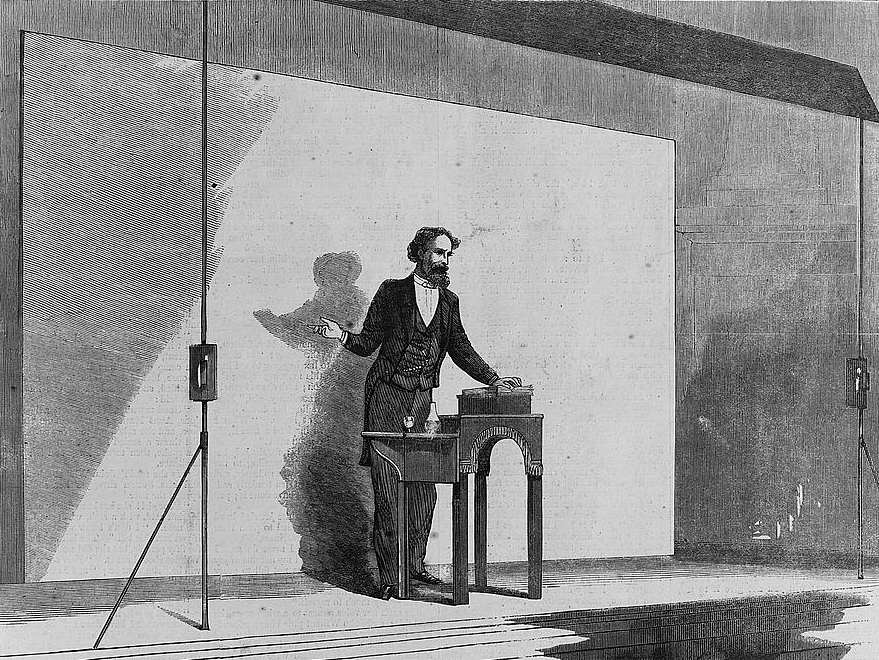
Charles Dickens bei einer Autorenlesung: ein neues Phänomen literarischen Lebens

Bis Anfang des 19. Jahrhunderts hatte sich der Roman als primär westeuropäische Produktion entwickelt. Als unwissenschaftliche Gattung, die vor allem mit Lesegenuss und Neugier rezipiert sein will, florierte er in einem breiten Spektrum von Büchern für einfache Leser bis zu brisanten Titeln, die Indiskretionen europäischer Politik vermarkteten. Ohne weitere Lokalisierung in der Religion oder der Politik war er gleichzeitig bis in die 1780er am ehesten Gegenstand kommerzieller Verwertung mehr oder minder eleganter Privatlektüre.
In der zweiten Hälfte des 18. Jahrhunderts rückte der Roman schrittweise in den Brennpunkt öffentlicher Wahrnehmung: Literarische Rezensionen nahmen ihn in den Blick. In der ersten Hälfte des 19. Jahrhunderts festigt sich diese Tendenz: Es etablieren sich in Literaturgeschichten und literarischen Zeitschriften neue Rezensions- bzw. Besprechungsformen. „Literatur“ ist von nun an der Bereich der fiktionalen und poetischen Schriften. Die Wissenschaften, bislang Literatur im Sinne des Wortes, professionalisieren sich und heben sich von der allgemeinen Literaturbesprechung ab bzw. blenden sie aus. Mit Fiktionen und Poesie gewinnt die Literaturkritik in den Nationen des Westens einen eingeschränkten, säkularen, sehr frei handhabbaren Besprechungsgegenstand von großem öffentlichem Interesse.

##### Institutionalisierung als Bildungsgegenstand
Mit den 1830ern erfolgt der nächste Schritt: die Nationen Westeuropas etablieren die Literatur im neuen Wortsinn als Unterrichtsgegenstand. Die Nationalliteraturen werden in einem Wettstreit unter den Kulturnationen Europas in Literaturgeschichten kanonisiert und mit Entwicklungsgeschichten versehen. Insbesondere die Nationen Nord-, Ost- und Südeuropas geraten im selben Moment in einen Entwicklungsdruck: Ihre kulturellen Eliten konsumierten in den letzten Jahrhunderten den westeuropäischen Roman. Nun ist es nötig, eigene Werke der großen Nationalliteratur vorzulegen. Der Roman gewinnt in diesem Wettstreit große Bedeutung in einer Produktion epochaler, in die nationale Geschichte greifender Großromane, die nationale Identität definieren.
Bei der Verbreitung der Nationalliteratur spielte Deutschland in der Frühphase eine Vorreiterrolle. Zu Beginn des 18. Jahrhunderts war Deutschland territorial in Kleinstaaten zersplittert und durchgehend auf die Moden Frankreichs ausgerichtet gewesen, der Nation, mit der eine jahrhundertealte „Erbfeindschaft“ bestand, während die politischen Romane ihrer regimekritischen Intellektuellen gelesen wurden. Mitte des 18. Jahrhunderts hatten deutsche Intellektuelle mit Blick auf den englischen Roman einen Entwicklungsrückstand Deutschlands festgehalten. Poesie und Prosafiktion zu Besprechungsgegenständen zu erheben, hatte in Deutschland national einigende Bedeutung – Religion und Politik boten keine vergleichbar überregional besprechbaren Gegenstände. Der Aufbau der deutschen Nationalliteratur schafft Anfang des 19. Jahrhunderts einen Bildungsgegenstand und eine nationale Diskussion, die sich exportieren lassen. Der englische Sprachraum hat zwar den entschieden tragfähigeren kommerziellen Roman aufgebaut, hinkt aber bei der Institutionalisierung nach, mit der im 19. Jahrhundert die Nationalliteratur Unterrichtsgegenstand in den Schulen und öffentlicher Debattengegenstand in den Medien wird. Die Geschichte der englischen Literatur des Franzosen Hippolyte Taine holt hier 1863 den institutionellen Entwicklungsschritt nach.
Der Schritt des Romans in den Schulunterricht ist begleitet von einer Neugliederung der Wissenschaften, die für die neuen Bildungsgegenstände zuständig werden. Theologie, Jurisprudenz, Medizin und Philosophie waren die vier Grundwissenschaften bis in das mittlere 18. Jahrhundert hinein gewesen. Mit dem 19. Jahrhundert setzt sich eine neue Teilung in Naturwissenschaften, technische Wissenschaften, Sozialwissenschaften und Geisteswissenschaften durch. Die Geisteswissenschaften werden in dieser Entwicklung die institutionelle Dachstruktur von Geschichte und Kultur, deren Experten auf die Kunst und Literaturbesprechung entscheidenden Einfluss haben.

##### Etablierung in neuen Formen literarischen Lebens

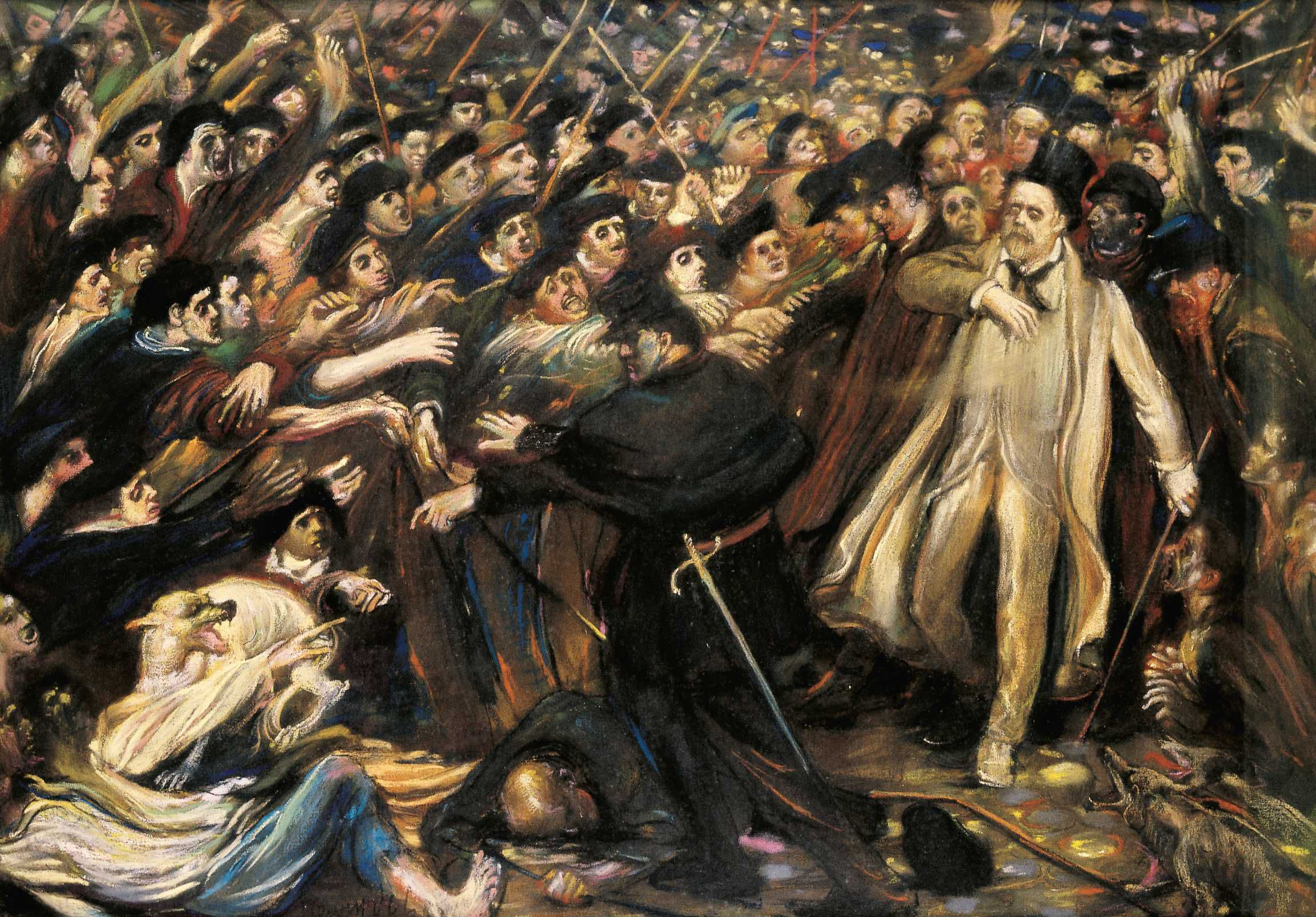
Émile Zola, der politische Romanautor im Zentrum des von ihm entfachten öffentlichen Aufsehens (Gemälde von Henry de Groux, 1898)

Mit der neuen gesellschaftlichen Bedeutung verändern sich im 19. Jahrhundert die Modalitäten literarischen Lebens. Das Gesamtangebot wächst und fächert sich auf in einen Bereich diskutierter Werke hohen literarischen Anspruchs und den Massenmarkt der Belletristik, der sich in der zweiten Hälfte des 18. Jahrhunderts entwickelte und der eine weitere Differenzierung mit modischer Trivialliteratur gewinnt. Ein breiter Austausch in den Medien erfasst nun den Roman.
Die Stellung des Autors wird neu definiert. Bis in die Mitte des 18. Jahrhunderts war die anonyme Publikation die Regel. Ihr entsprach die weitgehende Abtrennung des Autors vom Geschäft, das sich mit seinem Buch machen ließ: der Autor lieferte sein Manuskript ab und erhielt ein Honorar nach Anzahl der Druckbögen im publizierten Buch. Im Ernstfall konnten Verleger behaupten, zu den Autoren brisanter Romane nie intensiveren Kontakt gehabt zu haben, sie erwarben Manuskripte, ohne deren Brisanz sogleich zu erkennen (so die Entschuldigung, die Verleger im 17. Jahrhundert wiederholt gegenüber der Zensur hervorbrachten). Mit dem 19. Jahrhundert ändert sich das Urheberrecht. Der Autor wird am weiteren Gewinn beteiligt, den sein Titel macht. Die neue Regelung gibt dem Autor Identität (die ein neues Presserecht mit neuen bürgerlichen Freiheiten schützen muss). Sie erlaubt zudem ein neues Kalkül mit der literarischen Karriere. Ein literarisch anspruchsvolles Buch kann erst einmal in einer kleinen Auflage gedruckt werden. Werden die Kritiker darauf aufmerksam, dann folgt der Durchbruch mit der kritischen Beachtung, die den Titel zum Bildungsgegenstand macht. Der Autor profitiert dann vom Ruhm, den er als anerkannter Dichter findet.

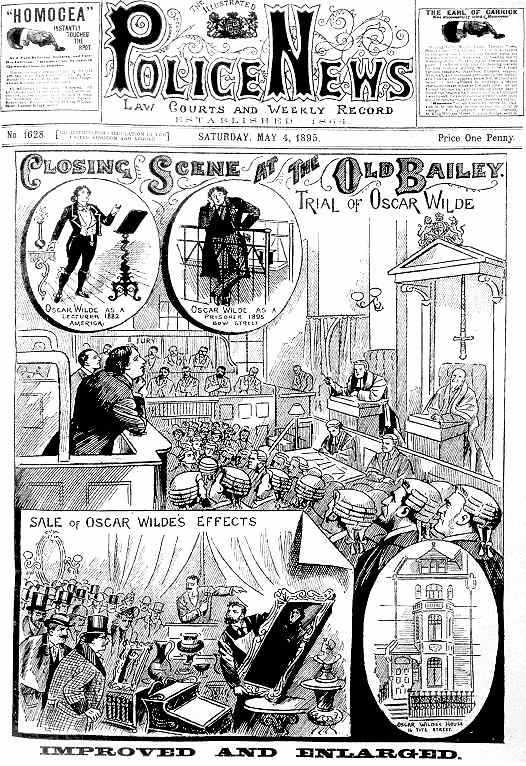
Oscar Wilde vor Gericht 1895

Dichterlesungen sind symptomatisch für die neuen Formen literarischen Lebens wie Kontroversen mit Literaturkritikern oder öffentliche Stellungnahmen großer Autoren zu allen Fragen gesellschaftsweiter Bedeutung. Große Romanautoren des 19. Jahrhunderts wie Charles Dickens und Émile Zola, Lew Tolstoi, Fjodor Dostojewski, sind Produkte des neuen literarischen Lebens mit der klaren Ausrichtung auf die Nation und ihre Öffentlichkeit. Die Nation gewinnt mit dem Romanautor im Idealfall eine unabhängige Stimme, ein Gewissen, das nicht in die Politik oder in die Religion eingebunden ist, im Ernstfall aber allein der Kunst gegenüber verantwortlich handeln soll, so die Theorie.
Der neuen Verantwortung, die der Autor großer Literatur für die Nation hat, trägt der literarische Streit in seiner zentralen Thematik Rechnung: Das Dauerthema der Literaturdebatte des 19. Jahrhunderts wird die Frage, wie weit der Autor sich auf die Schilderung der Wirklichkeit einlassen kann (ohne die Kunst mit dem Niederen der Wirklichkeit zu beschmutzen), wie weit er sich im selben Moment in öffentlichen Diskussionen instrumentalisieren lassen darf (oder ob er als Künstler nicht außen stehen muss). Die Gegenposition gegenüber dem Realismus erhebt die Forderung nach l’art pour l’art, Kunst um der Kunst willen. Sie ist nicht minder der weiteren Frage nach der gesellschaftlichen Verantwortung des Künstlers ausgesetzt. Der Künstler entzieht sich hier Ansprüchen der Gesellschaft mit dem Hinweis auf seine alleinige Verantwortung gegenüber der Kunst. Die Frage der moralischen Integrität des Romanautors gewinnt im 19. Jahrhundert Gewicht. Dazu passt, dass Romanautoren sich im Extremfall öffentlichen Verfahren ausgesetzt sehen. Die Karrieren von Émile Zola und Oscar Wilde liefern den Biographien von Autoren wie Alexander Solschenizyn und Salman Rushdie Vorbilder.
Geraten große Autoren im 19. Jahrhundert in das Zentrum eines neuen nationalen literarischen und kulturellen Lebens, so wird das gesamte Buchangebot zunehmend von einem neuen und breiten Massenmarkt fiktionaler Literatur getragen, der die Genres des 18. Jahrhunderts weiterentwickelt. Eine Trennung hoher, auf Diskussionen Anspruch erhebender, und niederer Konsumware bildet sich im 19. Jahrhundert aus. Sie ist das Fundament der gesamten Entwicklung, da sie ein Marktgeschehen ohne Verlierer garantiert: Der Markt wächst insgesamt. Allenfalls die relative Bedeutung der Bereiche verschiebt sich. Unter den Debattengegenständen gewinnt Literatur gegenüber der Theologie gesellschaftlichen Rang.

#### Zwischen Trivialität und Revolte: Romantische Fiktionen, 1770–1850

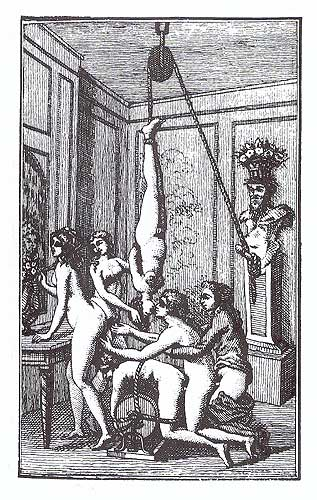
Illustration einer niederländischen Ausgabe von Juliette von de Sade, ca. 1800

Das Wort Romantik bindet mit der Wende ins 19. Jahrhundert eine ganze Generation von Künstlern an den Roman als interessanteste Kunstgattung. „Written in a romantick vein“, bedeutete im 17. Jahrhundert, dass der Autor sich eines romanhaften Stils bediente. Das deutsche Äquivalent war im 17. Jahrhundert die „romanische“ Schreibweise (das t in „romantisch“ setzt sich mit der anglophonen Epochendefinition durch). Die Romantiker riskieren alle Tugenden und Untugenden der alten Gattung, um erschreckende Welten aufzubauen (statt die reale realistisch und natürlich abzubilden) und Fiktionen phantastisch wuchern zu lassen (statt der Kunst realistischer Novellistik zu folgen). Die Novelle wird dabei neu entdeckt als Gattung, die sich in ihrer Geschlossenheit der Intrigenhandlung zerstören lässt, und die in ihrer Kürze neue Offenheit erlangen kann, um über sich hinaus auf eine jenseitige Realität zu verweisen.
Anders als die Heldenromane des 17. Jahrhunderts, die sich vom Amadis als Abgrund der Verworrenheit abzusetzen suchten, zelebrieren die Romantiker das gefahrvoll Verworrene des Romans. Gegenüber der Romankritik der Aufklärung, die klare didaktische Intentionen lobte, wird offene Subversion geübt. Sie gehen gleichzeitig auf die neue Marktdifferenzierung ein, die den Roman soeben erfasst: Mitten im Prozess, in dem die aktuelle Literaturkritik die Belletristik weitgehend trivialisiert zugunsten eines kleinen Bereichs klassisch apostrophierter Literatur, die von nun an Gegenstand der Literaturdiskussion sein soll, spielt die junge Generation von Autoren mit den Stoffen des niederen Markts, auf dem sich Schauer und Emotion verkaufen. Das Groteske, schonungslos Spannende und atemberaubend Erfundene ist ein willkommenes Reservoir des Fiktionalen, das offenkundig als Trivial unterdrückt werden soll. Der Romantik gelingt im selben Moment der erste Angriff auf die Literaturkritik, die die Kunst durchaus auf Fiktionalität verpflichtet haben wollte.
Die Frage danach, was Kunst eigentlich sein soll, bestimmt die Romane und Novellen der Romantiker offen. Künstlerromane und -novellen widmeten sich kunsttheoretischen Diskussionen. Allegorische Geschichten erschienen, in denen es wie in E. T. A. Hoffmanns Der Sandmann (1817) explizit um Kunstkenntnis und romantische Verklärung der trivialeren und bedrohlicheren Wirklichkeit geht. Das Reale und das Künstliche sind hier ein so interessantes Objekt wie in Mary Shelleys Frankenstein (1818), dem noch entschieden deutlicher die Grenzen zum Trivialen überschreitenden Schauerroman über die Erschaffung und die Seele eines neuen künstlichen Menschen.
Die in der Kunst offen diskutierte Frage danach, was Kunst eigentlich sein soll, hat ihren interessantesten Adressaten in der Literaturwissenschaft, die die Kunst insgesamt auf Fiktionalität und damit auf Interpretierbarkeit verpflichtet. Die Frage der Interpretation ist im selben Moment eine in den Romanen der Romantiker offen diskutierte Frage. Fiktionen mit oberflächlich trivialen Realitäten, unter denen tiefere Wahrheiten mit Kunstverständnis zu bergen sind, greifen um sich. Allegorie und der Abgrund der Bedeutungstiefe sind so beliebt wie der Trug des Oberflächlichen, das nur vorgibt, tiefere Bedeutung zu haben und allein im kunstbeflissenen, verklärenden Romantiker solche Bedeutung gewinnt.
Das Fiktionale selbst wird von den Romantikern als der eigentliche Bereich der Kunst akzeptiert. Die neue Frage ist, woher das Fiktionale seine tieferen Wahrheiten bezieht. Dass es Ausdruck sexueller Antriebe, tieferer Ängste und Sehnsüchte ist, gehört ins Antwortenspektrum der Romantiker wie das Programm, die Kunst und die Fiktionalität von allen Regelzwängen zu befreien. Die ungenierte und unbezwingbare Fiktionalität, die sich im Albtraum und in der Vision Bahn bricht, sind beliebte Erzählstoffe, wie die Realität von Wahnvorstellungen, die sich im Verbrechen herstellt. Das Fragment wird zur Kunstform, die von sich aus Gattungsregeln bricht und über sich hinaus auf das Unvollendete verweist.
Das Interesse an psychologischen Abgründen, wie sie im Traum, in der Phantasie, in Wahnvorstellung oder in künstlerischen Fiktionen zu Tage treten, schafft am Ende ein Stoffspektrum, das in der Trivialliteratur wie in der modernen Kunst fortwirkt und das gleichzeitig die gesamte wissenschaftliche Interpretationspraxis beeinflusst. Der Horrorfilm, Fantasy und die Rollenspielszene sind heute durchdrungen von romantischen Entdeckungen düsterer Materialbereiche, insbesondere des „finsteren“ Mittelalters, der Nacht, des Gewaltexzesses, der Isolation des Individuums und der sich dem öffentlichen Zugriff entziehenden Machtausübung in Geheimgesellschaften. Autoren wie De Sade, Poe, Shelley oder E. T. A. Hoffmann schufen im selben Moment die Vorstellungswelten, die in der Psychoanalyse wie im Surrealismus wieder auftauchten. Freuds Psychoanalyse bezieht zu Beginn des 20. Jahrhunderts einen großen Teil ihrer Plausibilität aus Interpretationen der Literatur, die hier zu Beginn des 19. Jahrhunderts zustande kommt.

#### Romane in Auseinandersetzung mit der Gesellschaft und ihrer Geschichte, 1800–1900
In die Geschichte hinabtauchende Romane gibt es seit der Antike. Die Geschichte der Gegenwart ist seit dem 17. Jahrhundert ein ausgiebig genutztes Romanthema – satirische Romane wie Grimmelshausens Simplicissimus (1666/1668) beuteten es aus wie historische Enthüllungsromane von der Art des anonymen La guerre d’Espagne, de Baviere, et de Flandre, ou Memoires du Marquis d*** (Cologne: Pierre Marteau, 1707), das im frühen 18. Jahrhundert einen französischen Agenten in James-Bond-Manier Hintergründe des Spanischen Erbfolgekriegs aufdecken ließ.
Die gesellschaftliche Stellung historischer Romane des 19. Jahrhunderts markiert einen Umbruch: Der satirische Roman des 17. Jahrhunderts blieb unbesprochenes Abenteuer. Den Skandalroman des frühen 18. Jahrhunderts beuteten Journalisten als indiskrete und ungedeckte Informationsquelle aus. Der historische Roman, der mit dem frühen 19. Jahrhundert mit Werken wie Walter Scotts Waverley (1814) aufkommt, versucht den Titel in den Bildungskanon aufzunehmen und die Fiktion ins kollektive Geschichtsbewusstsein zu übernehmen, um auf diese Weise nationale Identität zu erzeugen.
Die Stoffe der meisten historischen Romane sind unterhaltend, eskapistisch, leicht bildend und erbaulich. Brisant wurde die Popularisierung der Geschichte jedoch nicht durch den Schulunterricht und die Universitäten, die in den säkularen westlichen Nationen historische Diskussionen veranlassen und damit Identität stiften, sondern aufgrund individueller Lektüreerfahrung. Der historische Roman entwickelt bei seinen Ausgriffen auf die Vergangenheit wie die Gegenwart ein eigenes Potential durch seine Konzentration auf individuelles Erleben und Einzelschicksale. Er stattet die Leben von Romanhelden mit tieferer historischer Bedeutung aus. Historisches Leid und historische Triumphe werden im Roman nacherlebbar.

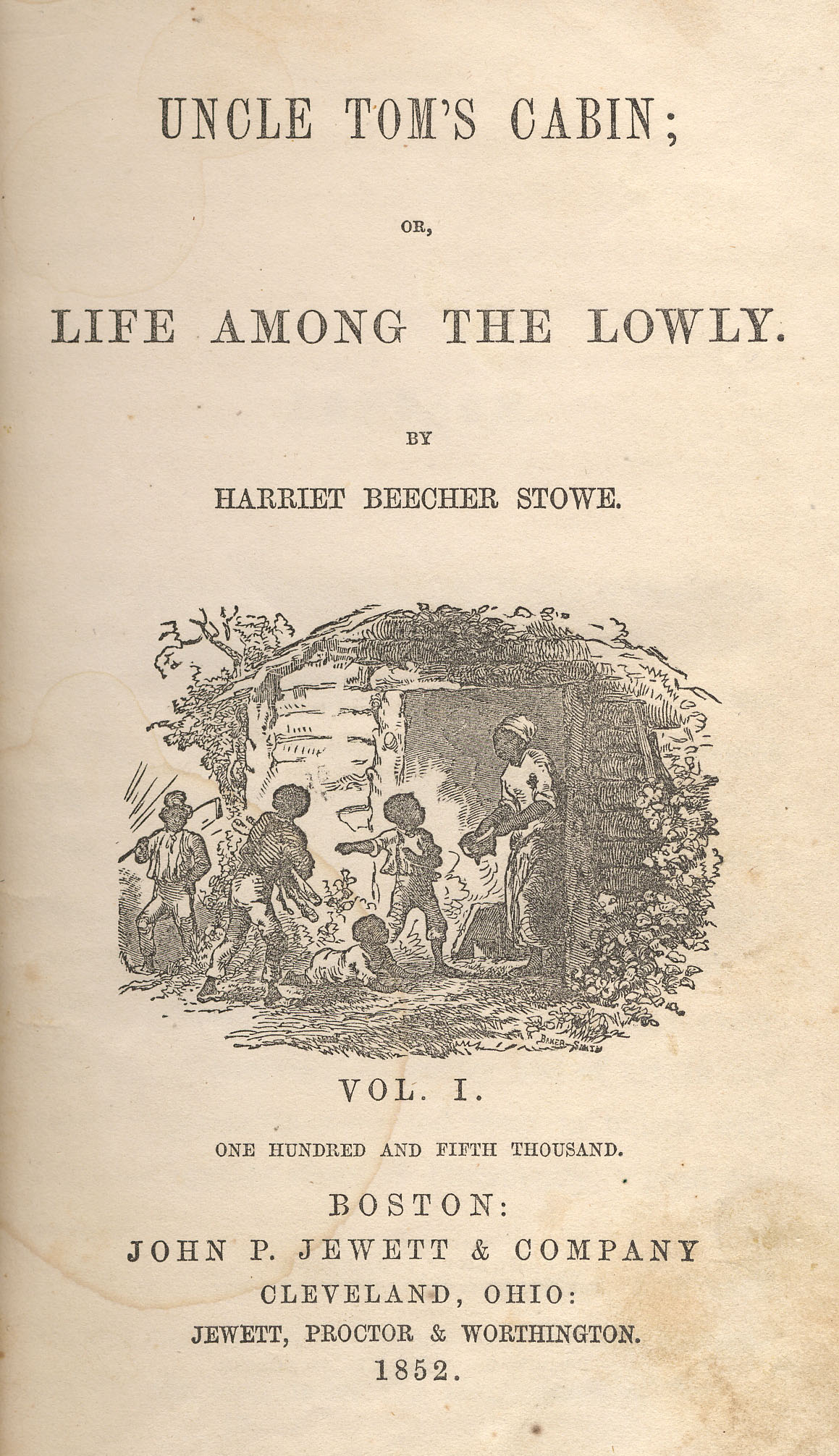
Titelseite der ersten Buchausgabe von Harriet Beecher-Stowes Uncle Tom’s Cabin (1852)

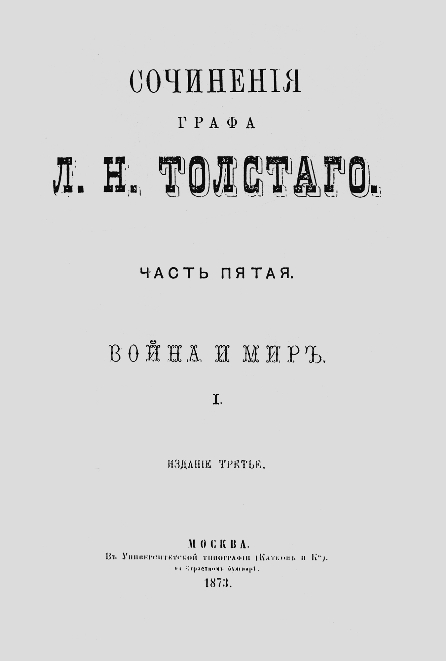
Krieg und Frieden, Band I, Kapitel 5

Romane schaffen eine andere Geschichtswahrnehmung als die Berichterstattung in den öffentlichen Medien oder Geschichtsbücher. Klassenkonflikte, Rassismus, wirtschaftliche Ausbeutung oder Kriege bleiben in Sachtexten weitgehend entindividualisiert; hier ist allenfalls interessant, wer Verantwortung trug. Anders im Roman: Charles Dickens machte die Kinderarbeit in den Arbeitshäusern des 19. Jahrhunderts als individuelles Leid erlebbar, Émile Zola schilderte die Proletarisierung der Großstädte. Mit Lew Tolstois Krieg und Frieden (1868/69) wurden die militärischen Auseinandersetzungen Russlands zu persönlichen Schicksalen von Männern und Frauen. Harriet Beecher-Stowes Uncle Tom’s Cabin (1851–1852) wurde der meistverkaufte Roman des 19. Jahrhunderts und trug maßgeblich dazu bei, dass die Sklaverei in den Vereinigten Staaten öffentlich debattiert wurde. Die Romane George Eliots sorgten dafür, dass die Bildung der Frauen und ihre Rolle in der Gesellschaft diskutiert wurden. Der Roman wurde somit vom curieusen Gegenstand privater Lektüre zum Gegenstand der allgemeinen Debatte, an der auch die Literaturkritik und die Medien teilnahmen.

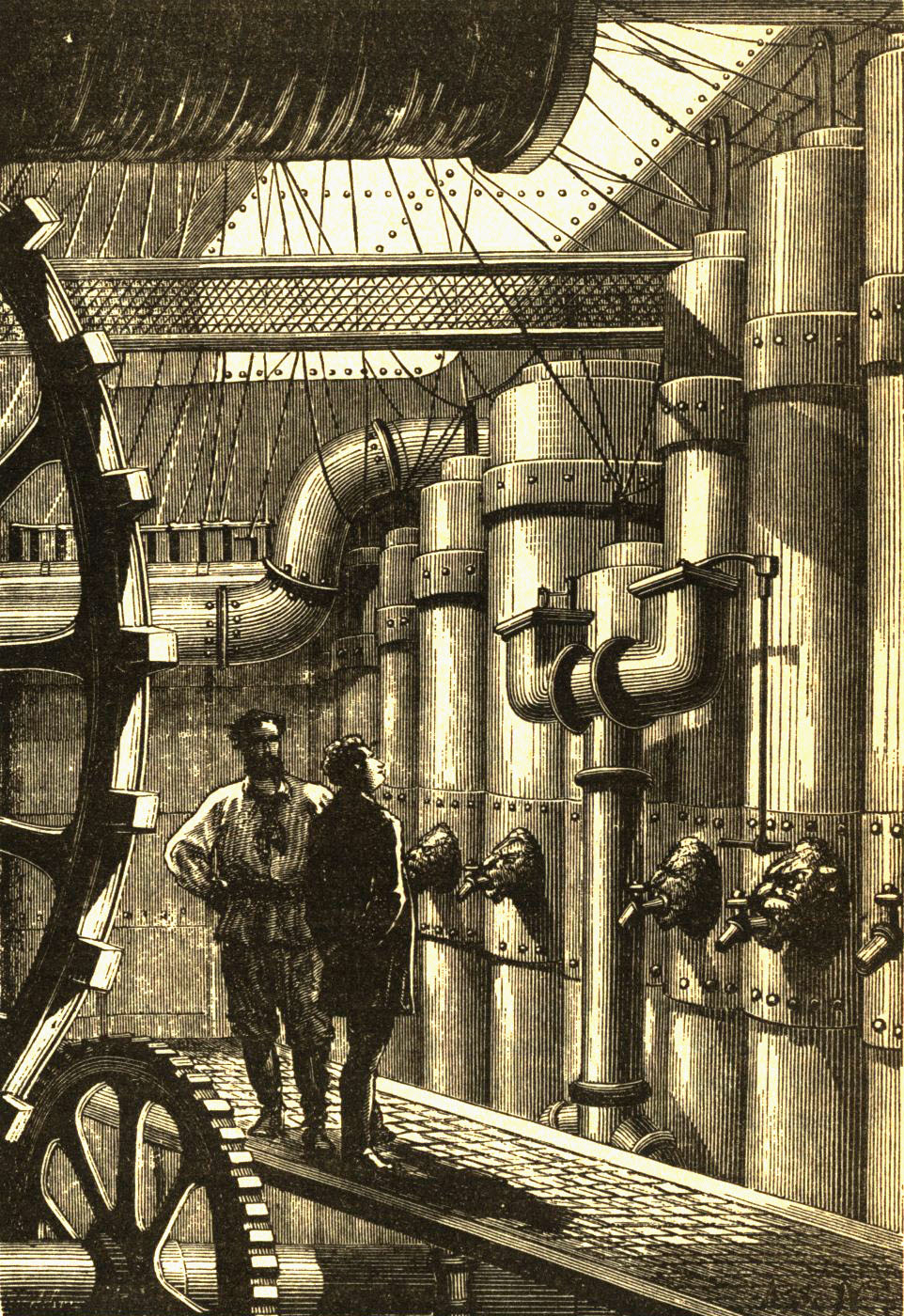
Illustration zu Jules Vernes Vingt mille lieues sous les mers (1870)

Der Aufstieg des Romans zum Gegenstand nationaler Auseinandersetzungen schlug sich im 19. Jahrhundert in der Institutionalisierung der Literaturgeschichtsschreibung nieder, die nun der verankerten französischen, englischen und deutschen Nationalliteratur folgte. Romane mit nationalgeschichtlicher Thematik initiierten hier Entwicklungen in den skandinavischen und ost- und südeuropäischen Sprachen.
Zukunft wurde in einem Seitenzweig der Entwicklung ein neues Thema. Die Entwicklung läuft hier von Samuel Maddens satirische Memoirs of the Twentieth Century (1733) über Louis-Sébastien Merciers Fortschrittsutopie L’An 2440 (1771) und Mary Shelleys autobiographischen wie politischen Roman The Last Man (1826) zu den dezidierten Auseinandersetzungen mit aktuellen Entwicklungsprozessen, wie sie Edward Bellamy mit Looking Backward (1887) und H. G. Wells mit The Time Machine (1895) am Ende des 19. Jahrhunderts vorlegten. Die Auseinandersetzungen mit Zukunft gewann mit diesen Büchern neue Qualität: Entwicklungen, Veränderungen, Evolution auf sozialem und kulturellem Gebiet wurde mit ihnen öffentlicher Diskussionsgegenstand und ein Raum populärer Phantasie, der eine eigene kommerzielle Produktion an Science Fiction inspirierte.

#### Der Roman als Gattung des subjektiven Erlebens, 1760–1960

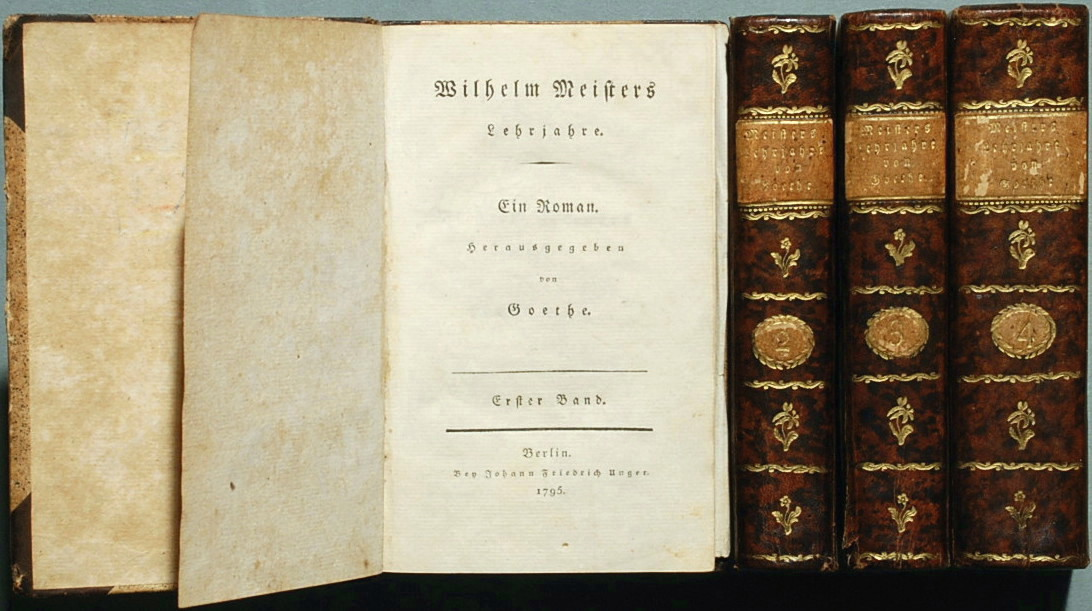
Goethes Wilhelm Meister in der Ausgabe von 1795

Individualismus hatte den Roman des Mittelalters wie den der frühen Neuzeit bestimmt: In der Regel standen einzelne Helden im Vordergrund. Ob sie als Heldinnen der Antike in Männerkleidern in heidnische Sklaverei gerieten, wie Robinson Crusoe allein auf einer Südseeinsel überleben mussten oder wie Constantin de Renneville am Rande der fiktionalen Durchdringung ihrer Existenz sich der Lebensumgebung der Bastille anpassten: Sie alle erlebten, anders als die Romanhelden des 19. und 20. Jahrhunderts, ihr eigenes Erleben nicht als vollkommen persönlich und unvermittelbar. Das hat sehr verschiedene Gründe.
Mustergültig war bis Mitte des 18. Jahrhunderts das Individuum, das sich in bewusster Conduite über sein öffentliches Renommee definierte und behauptete. Entwicklungen spielten für dieses Individuum keine Rolle, wohl aber Situationsveränderungen, die es klug zu nutzen galt. Der Held, die Heldin, definierten sich über persönliche Stärke gegenüber anderen. Hiervon wichen die satirischen Helden ab, die persönliche Schwächen entwickelten, aus denen der Leser zu lernen hatte und von denen er sich mit Belustigung distanzierte.
Solange der Roman in der Geschichtsschreibung angesiedelt blieb, bestand zudem kaum ein Grund, über persönliche Perspektiven und einen schmerzlichen Bruch zwischen diesen und dem kollektiven Erleben nachzudenken. Die Geschichte war Gegenstand der Vermittlung, für die der Autor mit Schreibkunst zuständig war. Brüche zwischen der eigenen Sicht und der der Umwelt bestimmten vor 1750 nicht den Roman, sondern die religiöse Literatur: die Frauenmystik des Mittelalters und die protestantische spirituelle Autobiographie der frühen Neuzeit.

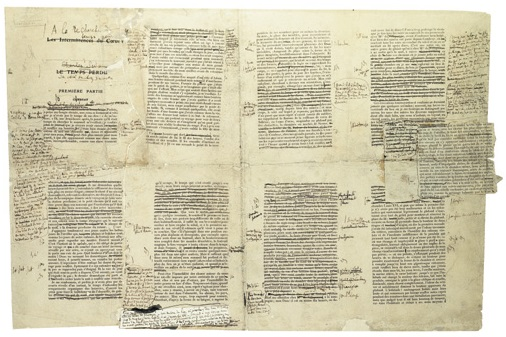
Vorabzug mit handschriftlichen Notizen zu À la recherche du temps perdu: Du côté de chez Swann

Im Moment, als der Roman aus der Geschichtsschreibung ausgegliedert und in das Feld der literarischen Kunst eingegliedert wurde, gewann er einen Entwicklungsspielraum mit der Stilisierung, die nun der Romanautor als der Öffentlichkeit gegenübertretendes Individuum fand. Seine Lebensrealität war zunehmend die der Kunst, die sich vom Leben entfernte, wenn sie es in dieser Entfernung nicht neu und intensiver fand – hier wurde unverzüglich ein Spannungsfeld aufgemacht, das zuvor, abseitiger definiert, für den Poeten bereits seit der Antike bestand. Romane wie Laurence Sternes Sentimental Journey through France and Italy (1768) kosteten das Spiel mit belustigendem, individuellem Leben noch in Anlehnung an satirische Romane des 17. und frühen 18. Jahrhunderts aus. Eine eigene Auseinandersetzung des Künstlers mit seinem Leben und Erleben kam mit den umliegenden empfindsamen Romanen auf. In der Romantik radikalisierten sich diese Erkundungen des einsamen Erlebens im spektakulären Auskosten der Bedrohungsszenarien von Wahn und Sehnsucht.
Als sich in den ersten Jahrzehnten des 19. Jahrhunderts der Roman der Geschichte und der Gegenwart den aktuellen gesellschaftlichen Anliegen neu stellte, kam ein weiteres Spannungsfeld zwischen Individuum und Gesellschaft hinzu: Das Individuum als Beobachter, der Unabhängigkeit von Vereinnahmungen durch die kollektive Realität sucht, wurde ein neues Thema. Der Weg des Künstlers in eine solche Position blieb ein großes Sujet in diesem Feld mit Bildungsromanen von Goethes Wilhelm Meister (1777–1795) zu Gottfried Kellers Grünem Heinrich (1854, in zweiter Fassung 1879/80). Erkundungen von anderen Beobachtungspositionen kamen mit mehr oder minder fiktionalen Lebensskizzen hinzu, insbesondere von Frauen und in der öffentlichen Berichterstattung vergleichbar randständigen Gruppen, deren Sichtweisen nun gerade als unentdeckt isolierte interessierten.
Der Roman bot sich hier als experimentelle Gattung an, da er zur langen Erzählung ausholte, ohne dass klar war, was eine Erzählung formal definierte, und (anders als das öffentlich inszenierte Drama) seinen Leser selbst im intimen, individuellen Erleben erreichte.
Die Erkundung persönlichen Erlebens revolutionierte hier Schreibweisen des Romans. Die Suche nach einem individuellen, subjektiven Stil stand hier im Vordergrund des Wettbewerbs zwischen den Autoren. Das Experiment mit gänzlich neuen Erzählmustern, die sich wie der stream of consciousness dem Erleben effektiv anglichen, führte bei Autorinnen und Autoren wie Virginia Woolf und James Joyce in der ersten Hälfte des 20. Jahrhunderts zu den klarer definierten Experimenten im Verlauf einer kritischen Distanzierung vom Roman des 19. Jahrhunderts und seinen noch deutlich auktorial organisierten Erzählmustern.
Michail Bachtin nennt folgende Merkmale des modernen Romans:
- Dialogizität: der auktoriale Erzähler, der den Ereignissen Sinn verleiht, verschwindet; stattdessen treten verschiedene Perspektiven und symbolische Systeme – teils in subversiver Form – miteinander in Dialog;
- Polyphonie: es gibt (seit Rabelais) verschiedene Sprachebenen (Hochsprache, Dialekt, Soziolekt usw.), die jeweils verschiedene Klassen und Gruppen in der Gesellschaft repräsentieren;
- Vielfalt der Gattungen und Genres;
- Mehrsprachigkeit und Multikulturalität.

### 20. und 21. Jahrhundert

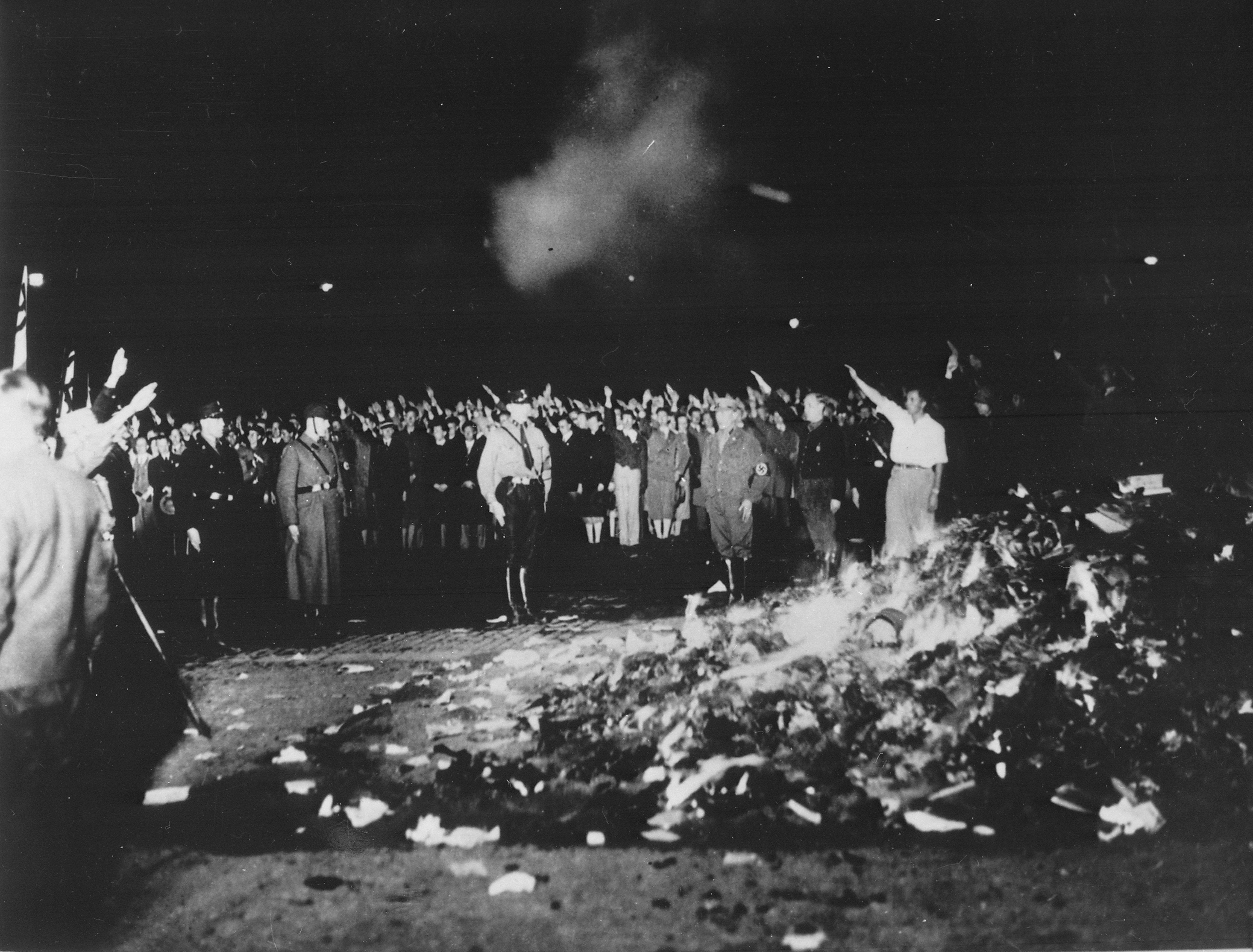
Berlin, 10. Mai 1933, eine der nationalsozialistischen Bücherverbrennungen.

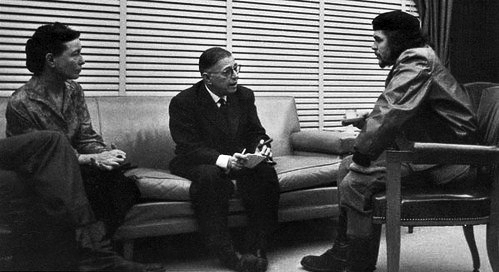
Simone de Beauvoir, Jean-Paul Sartre und Che Guevara bei einem Treffen in Kuba, 1960

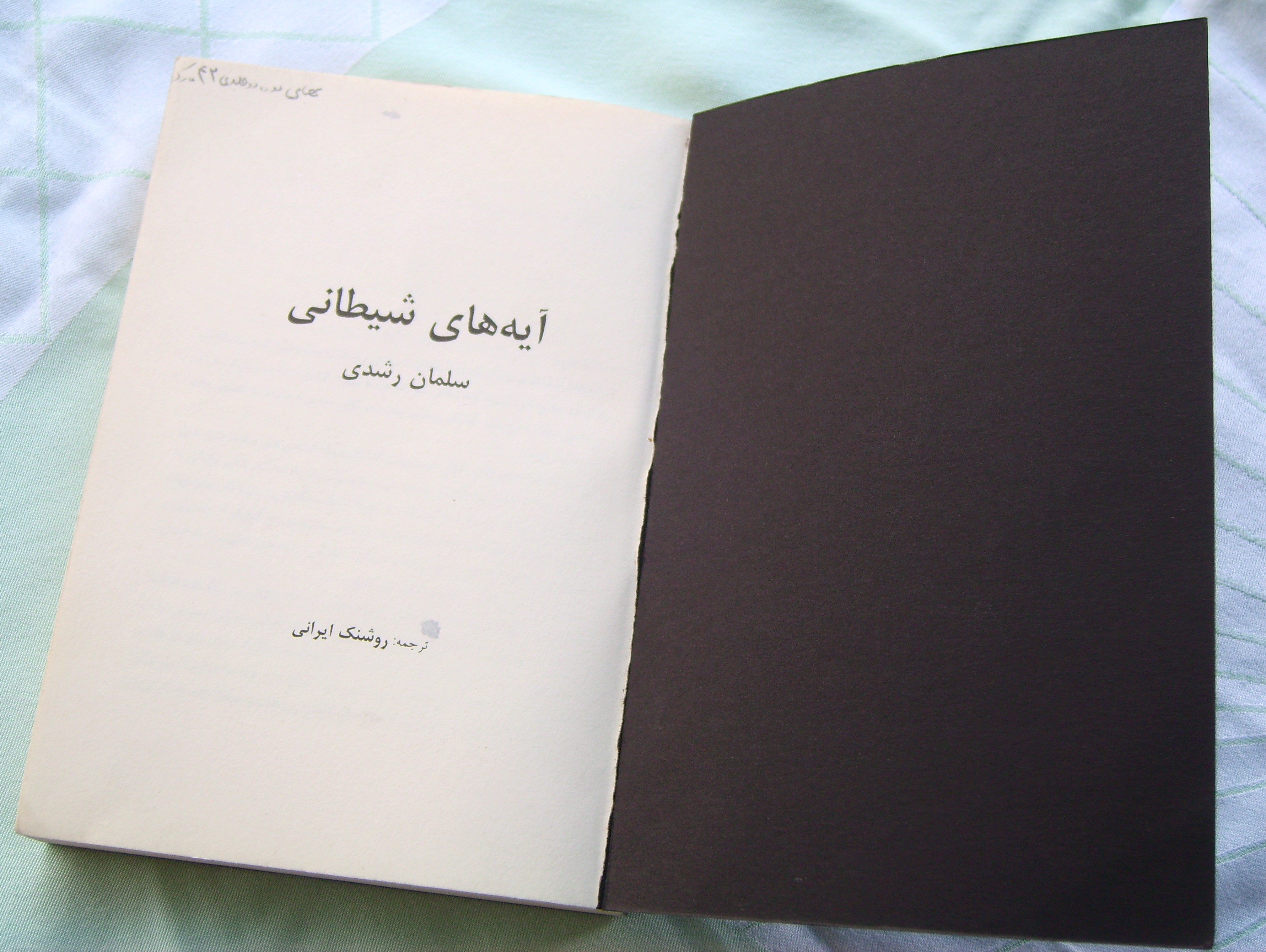
Persische Samisdat-Ausgabe von Salman Rushdies Satanischen Versen

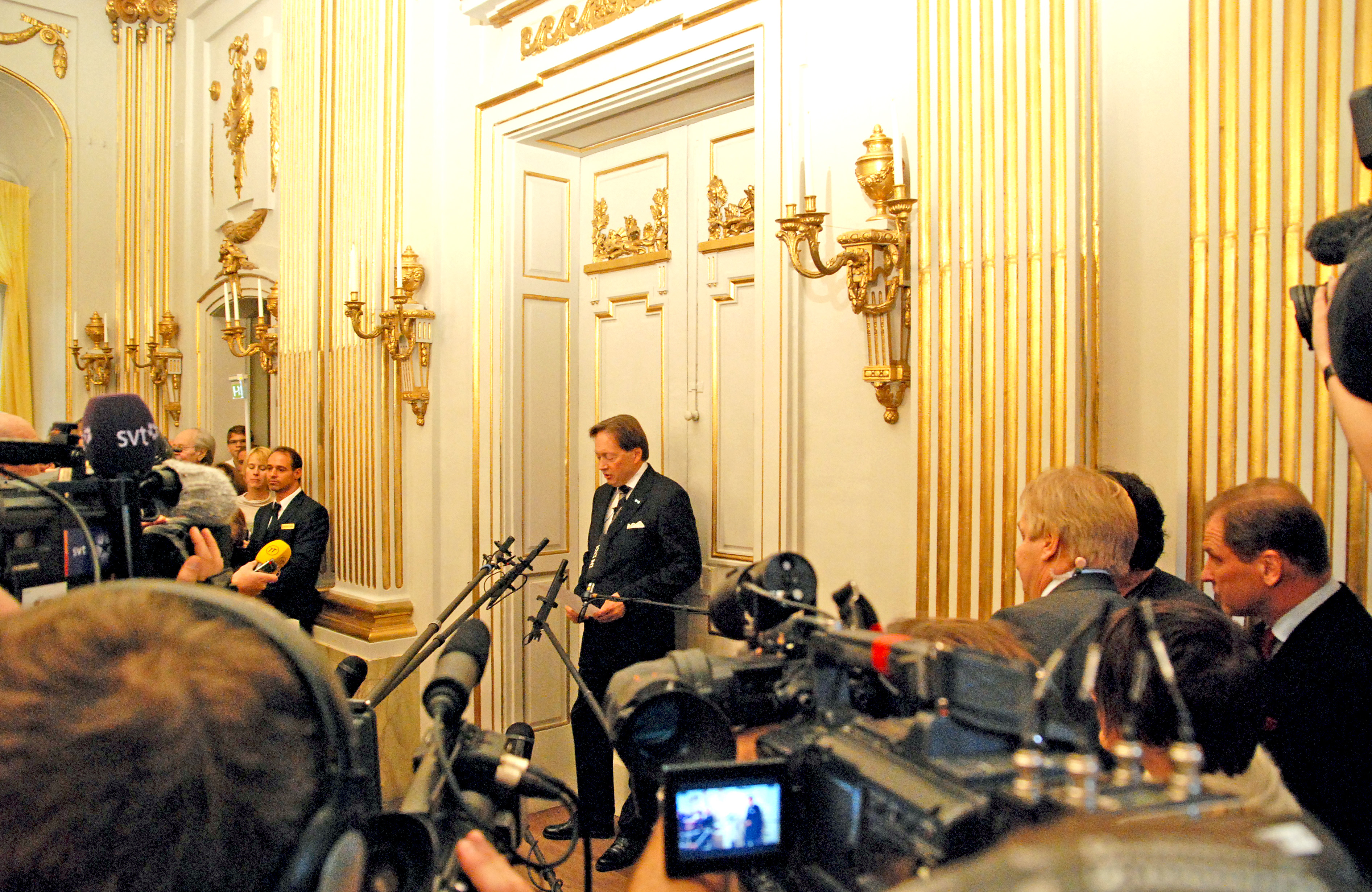
Bekanntgabe des kommenden Literaturnobelpreisträgers Stockholm, 2008

#### Der Roman als Gattung mit weltweiter Bedeutung
Kulturpessimisten sahen in den letzten 100 Jahren mehrfach das Ende der Literatur gekommen. Das Fernsehen, das Kino, das Internet, Videospiele verdrängten das gute Buch. In einer größeren Sicht wird man das Gegenteil feststellen. Der Roman floriert auf dem Buchmarkt wie in der öffentlichen Wahrnehmung.
Romane waren unter den ersten Büchern, die Nationalsozialisten in den Bücherverbrennungen 1933 demonstrativ vernichteten. Man verbrannte hier in Schauveranstaltungen einzelne Exemplare. Die Romane, die in privaten Regalen standen, ließen sich allenfalls bei Wohnungsdurchsuchungen erfassen. Der Roman war dabei nicht als Gattung verfolgt: Romane wurden mit den letzten Papierkontingenten gedruckt, die die Nationalsozialisten 1944/45 noch zum Druck freigaben. Während das Reich im Bombardement unterging, sollten die Soldaten an den Fronten, für die allein noch Lesestoff hergestellt wurde, fortfahren, in Heimatromanen von der Liebe zu träumen. Romane wurde von den US-Soldaten in Vietnam gelesen und von der Bewegung gegen den Vietnamkrieg. Hermann Hesse und Carlos Castaneda gehörten hier zum Reisegepäck. Während es schwierig war, innerhalb der Sowjetunion mehr über die sibirischen Konzentrationslager zu erfahren, blieb es einem Roman vorbehalten, die interne wie die Weltöffentlichkeit herzustellen – Alexander Solschenizyns Ein Tag im Leben des Iwan Denissowitsch (1962), ihm folgte der narrativ historischer angelegte Archipel Gulag (1973), der dem Grauen am Ende den Namen gab. Die Kundenschicht, der die Medien gerne die Abkehr vom Buch attestierten, sorgte in den letzten Jahren mit dem Absatz der Harry Potter Bände für die größten Bestseller des Jahrhunderts. Mit Erscheinen von Salman Rushdies Satanischen Versen (1988) kam es zu einer politischen Konfrontation zwischen dem „freien Westen“ und der „Islamischen Welt“, die den Autor noch Anfang des 21. Jahrhunderts von Fatwas bzw. daraus resultierenden Mordanschlägen bedroht sehen lässt.

##### Privat und gleichzeitig Gegenstand einer pluralistischen Debattenlandschaft
Das Erfolgsrezept des Romans im 20. Jahrhundert liegt zum Teil in seinem antiquierten Trägermedium. Romane zirkulieren in Einzelausgaben als bequemer Lektüregegenstand, mit dem man sich jederzeit in der Öffentlichkeit einen ungestörten Privatraum verschafft. Der Druck kann im politisch brisanten Fall im sicheren Ausland oder in einheimischen Samisdat-Pressen erfolgen. Exemplare können unter der Hand weitergegeben werden. Man erwirbt die Satanischen Verse auf Persisch in obskuren Drucken unter schwarzen einfachen Buchdeckeln, ohne Verlagsangabe und mit Angabe einer offenkundig pseudonymen Übersetzerin. Eine grundsätzlich andere Öffentlichkeit haben Theateraufführungen, Fernsehsendungen, Internetangebote. Der Reiz der Theateraufführung liegt gerade darin, dass man Teil einer von Publikum simultan bezeugten Vorführung wird. Fernsehen und Internet werden ähnlich wie das Buch überwiegend privat konsumiert, bleiben jedoch über Sender und Provider simultane Veranstaltungen von Öffentlichkeit, auf die staatliche Organe zugreifen können. Zensurbehörden können Romane nur noch im privaten Besitz verfolgen, wenn deren Exemplare gedruckt wurden. Der Roman selbst bleibt dabei öffentlich. Das Buch ist eine industriell verfertigte Massenware, im Medium der offenbare Beleg dafür, dass es so andere Leser wie einen selbst erreichte. Es bleibt dem Romanleser dabei auf spannende Weise unklar, wer las, was er soeben liest, und sich im brisanten Fall als Leser zu erkennen geben wird.
Brisanz gewinnt der Roman als privates Medium im 20. Jahrhundert vor allem durch die ihm angebotene öffentliche institutionelle Deckung. Sie erfasst die private Lektüre, droht sie zu prägen, kann mit ihr in neue Formen des Streits geraten. Das „literarische Leben“, das die „freien Gesellschaften des Westens“ heute verteidigen mitsamt seinen modernen Institutionen von den städtischen Literaturhäusern, den öffentlich diskutierten Literaturpreisen, den in Buchhandlungen veranstalteten Literaturlesungen, den Buchmessen mit ihrem Presseaufgebot, geht kaum vor das mittlere 19. Jahrhundert zurück. Mit der öffentlichen Würdigung geht seitdem eine Kanondebatte einher, die ihren Niederschlag in den Medien, im Zeitungsfeuilleton, wie im Fernsehen und im Internet findet, und die den Bildungsbetrieb in seiner ganzen Hierarchisierung von den universitären Seminaren bis hinab in den täglichen Schulunterricht berührt, der zur Würdigung von primär nationaler Literatur anleitet. Autoren und Verlage können sich bei der Vermarktung anspruchsvoller Romane der Öffentlichkeit nicht verweigern. Die große Masse der Literaturpreise unterhalb des Nobelpreises für Literatur, die Preise, die mit dem Booker Prize und dem Pulitzer Prize beginnen, schafft Vermarktungsplattformen. In den Medien besprochen zu werden, ist für anspruchsvolle Titel, für Titel, die Anspruch auf öffentliche Würdigung erheben, die zentrale Verkaufsvoraussetzung. Die Literaturwissenschaft und die Literaturkritik nehmen im modernen literarischen Leben nur scheinbar den Rang von Beobachtern ein. Tatsächlich fungieren sie im Zentrum des Austauschs: Sie verteilen öffentliche Beachtung und trennen mit ihrer Aufmerksamkeit die gehobene Literatur von den primär kommerziell vertriebenen Büchern.

Modell literarischer Kommunikation mit Linien des Austauschs zwischen Staat, von ihm angebotenem Schulunterricht, Literaturdebatte, Verlagen, Autoren und Lesepublikum. Die Literaturkritik nimmt hier eine zentrale Stellung ein als sowohl staatlich über die Bildungssysteme gedeckt, als auch in die Medien ausgreifende Instanz.

Was sich das 20. Jahrhundert hier vor allem vom 19. unterscheidet, ist die Rolle der Weltöffentlichkeit, die sich nationalen Öffentlichkeiten gegenüber artikuliert. Im 20. Jahrhundert entwickelt sich eine zunehmende Globalisierung des Romans, welche die Globalisierung der Konflikte (Weltkriege) widerspiegelt. Waren es im 19. Jahrhundert die Staaten Osteuropas, die sich mit der Übernahme des westlichen Literaturbegriffs als Kulturnationen zu bezeichnen begannen und erste Romane in ihren Sprachen vorlegten, so wurde im 20. Jahrhundert die globale Ausbreitung fortgesetzt. Um 1900 wurde das Spektrum der aktuellen Romanproduktion durch südamerikanische und indische Autoren erweitert, worauf arabischsprachige Schriftsteller und ab der zweiten Hälfte des 20. Jahrhunderts schwarzafrikanische Romanschriftsteller folgten. Postkolonialismus-Studien gelten gegenwärtig der Dezentrierung des Literaturbegriffes, die hier geographisch markant wird. Die Liste der Nobelpreisträger für Literatur dokumentiert, wie sich die Standards westlichen literarischen Lebens im 20. Jahrhundert verbreiteten: Rabindranath Tagore erhielt die Auszeichnung als erster Inder 1913. Der erste Japaner, der den Preis zugesprochen erhielt, war Yasunari Kawabata 1968, der erste Südamerikaner Gabriel García Márquez 1982; der erste Nigerianer Wole Soyinka 1986, der erste Autor arabischer Sprache, Naguib Mahfouz 1988. Der Preisvergabe haftet in aller Regel ein politisches Moment an: der Westen unterstützt verfolgte Autoren und Autoren, die sich in ihrer Heimat zum „Gewissen ihrer Nation“ machen. Orhan Pamuk erhielt den Preis 2006 nicht zuletzt, da er als Autor der Türkei kritisch den Umgang mit dem Völkermord an den Armeniern ansprach. Mahfouz kritisierte zwar Rushdies Satanische Verse (1988) als „Beleidigung für den Islam“, verteidigte jedoch ihren Autor gegen Chomeinis Todesurteil und bezahlte sein Engagement beinahe mit dem Leben.
Die weltweite Ausbreitung des literarischen Lebens als Teil des internationalen pluralistischen Austauschs geriet im 20. Jahrhundert zur Konfrontation. Das hat stark damit zu tun, dass Roman und die Literatur im Westen im Prozess der Säkularisierung die Bildungssysteme eroberten: Als Teil nationaler Auseinandersetzungen mit Texten, in der das Bibelstudium durch Lektüre der größten Kunstwerke abgelöst wird, die die eigene Nation schuf. Der Roman – vordem allein in der Belletristik beheimatet, eine Produktion aus der Hand primär privater Autoren – bot sich dem staatlichen Unterricht zu maximaler Freiheit der Behandlung an: Man kann Romane beliebig interpretieren, sie textkritisch analysieren, sie kanonisieren. Traditionell in der Theologie beheimatete Formen eines Umgangs mit Texten erfassten damit eine bislang eher säkulare der Moral entzogene Textgattung. In den Buchläden, in Universitätsseminaren, im Schulunterricht des Westens nimmt der Roman effektiv seit der Säkularisation einen Platz ein, den bis dahin religiöse Texten reklamierten. Der Konflikt, der mit der Veröffentlichung von Salman Rushdies Satanischen Versen (1988) entbrannte, verschärfte sich in der Folge sofort als Konflikt globaler Dimension zwischen dem säkularen Westen und dem postsäkularen Islam. Aus westlicher Perspektive ging es darum, Rushdie die Freiheit des Künstlers zuzugestehen, der im Roman, einem Medium subjektiven künstlerischen Ausdrucks, eine subjektive Weltsicht bieten muss.
Die Islamische Republik befand sich im selben Moment in einer misslichen Lage: Wenn sie die Religion als Garant unverletzlicher Wahrheit verteidigt, kann sie nicht gleichzeitig der Kunst das Recht einräumen, alle anderen Diskurse nach Belieben relativieren zu dürfen. Das geht im Westen, wo Literaturkritiker jede Provokation auf dem Feld der Kunst entschärfen können, indem sie sie bei Bedarf zu einer reinen Frage des Kunstgeschmacks erklären. Die Kunst ist dabei letztlich nur frei, da sie gleichzeitig beliebig skandalisierbar und beliebig entskandalisiert ist: beliebig bedeutungsvoll, da sie als freie Meinungsäußerung verteidigt wird und beliebig bedeutungslos, da sie als jederzeit als pure subjektive Äußerung interpretiert wird. Die Nationalstaaten des Westens schützen individuelle Freiheiten auf Kosten eines Systems das jahrhundertelang die Religion schütze. Der Iran konnte in derselben Konfrontation aufzeigen, dass die westlichen Gesellschaften gegenüber der freien künstlerischen Äußerung eigene neue unfreie Bereiche einrichteten. Mit Holocaustleugnungen, die Zeichen der Freiheit sein sollten, die der Iran Wissenschaftlern gewährt, gelang hier der zweischneidige publizistische Gegenschlag.
Hinter der Ausweitung einer Gesellschaftsform, die mit dem Roman eine eigene Öffentlichkeit der privaten und subjektiven Meinungsäußerung verteidigt, steht ein Buch- und Informationsmarkt mit Medienanbindung, der vor dem 19. Jahrhundert kein Pendant hat.

##### Der Roman auf dem modernen Buchmarkt

Mengen der Titel, die in Großbritannien 2001 veröffentlicht wurden.

Aufschlüsselung des britischen Buchangebots nach den produzierten Marktwerten in £m für 2008

Gut 20 bis 60 Romane erschienen auf Englisch (die deutschen Zahlen differierten hier nicht) im frühen 18. Jahrhundert, bei einer Gesamtzahl von jährlichen 2.000 Titeln aller Textsorten. 2001 kamen in Großbritannien 119.001 Titel auf den Buchmarkt. Der Roman war mit 11 % an diesem Angebot beteiligt. Der Prozentanteil hält sich seit Jahrzehnten stabil, auch wenn sich der gesamte Titelausstoß seit 1986 verdoppelt hat. 5.992 Romane erschienen in Großbritannien 1986, 13.076 waren es 2001. Interessanter als die Titelzahlen ist das quantitative Volumen, die Menge der Bücher, die hier die Druckerpressen verlassen. Wenn wir rechnen, dass Verleger im frühen 18. Jahrhundert bei gutgängiger Ware mit Auflagen von um die 1.000 Exemplaren arbeiteten und lieber mehrfach neu auflegten, als zu viel zu drucken, dann müssten 20.000–60.000 Romane vor 300 Jahren an die englisch- (wie an die deutschsprachige) Kundschaft gegangen sein. Die Auflagenzahlen stiegen gerade in der Belletristik seit dem 18. Jahrhundert. Nach den Nielsen-BookScan-Statistiken von 2009 brachten britische Verleger 2008 geschätzte 236,8 Millionen Bücher in den Druck. Romane für Erwachsene machten daran mit geschätzten 75,3 Millionen Büchern 32 Prozent aus. Der Jugend- und Schulbuchbereich, der Bestseller wie Harry Potter umfasst, kam mit 63,4 Millionen Exemplaren, weiteren 27 Prozent, hinzu. Der Gesamtwert der britischen Buchproduktion belief sich 2008 auf um die 1,773 Milliarden Pfund. Die Produktion an Romanen für Erwachsene hatte daran einen Anteil von 454 Millionen Pfund.
Die weltweiten Zahlen differieren mit Größe der nationalen Märkte, die Zahlenverhältnisse dürften in Westeuropa ähnlich liegen.
Das Buchmarketing, das sich mit dieser Produktion herausbildete, optimierte die Kommunikation mit allen Instanzen des modernen literarischen Lebens. Es ist Teil des Geschäftes, dass die Verlage die „hohe“ literarische Produktion mitsamt ersten Diskussionsangeboten auf die Tische der Literaturkritiker kommen lassen. Die Diskussionen entstehen nicht, sie werden vorbereitet, sind Teil des Geschäfts der pluralistischen Gesellschaften.
Die Romanproduktion des 20. Jahrhunderts kann unter dieser Perspektive grob in drei Bereiche eingeteilt werden, die unterschiedlich mit den Diskussionsfeldern umgehen.
- Mit dem 20. Jahrhundert entwickelte sich eine besondere direkte Kommunikation zwischen Roman und Literaturwissenschaft in Form von Titeln, die sich in die literaturtheoretische Diskussion einmischten.
- Die Literaturkritik wird zweitens von allen Titeln erreicht, die öffentliche Diskussionen entfachen, und es ist ihre Aufgabe, die Positionierung von Titeln in der Öffentlichkeit kritisch zu hinterfragen.
- Die Belletristik, die im 18. Jahrhundert ohne öffentliche Debatten auskam, entwickelte sich durch das 19. Jahrhundert fort zu einem Massenmarkt, der weiterhin ohne große öffentliche Thematisierung seine Leser direkt findet.

#### Romane, die Literaturtheorie schreiben
Entscheidende Entwicklungen der Techniken des Romans kann man aus der inspirierenden Auseinandersetzung mit konkurrierenden, modernen Medien erklären: Film, Zeitung und Comic entwickelten Einfluss auf den Roman. Schnitt und Montage wurden etablierte Techniken moderner Erzählformen.
Die in der Form experimentellen Romane des 20. Jahrhunderts nahmen im selben Moment gemeinsame Schritte mit der Literaturtheorie, die im 20. Jahrhundert als interdisziplinäre Methodendiskussion die Literaturwissenschaft erfasste. Über die Methodik hatte in der Literaturkritik des 19. Jahrhunderts wenig Streit bestanden: Literatur wurde von Autoren unter dem Einfluss ihrer Epochen geschrieben. Die gesellschaftlichen Bedingungen spiegelten sich in den Werken wider. Man stritt nicht über die Literaturtheorie, sondern darüber, welchem Titel welche Bedeutung im nationalen Kanon zugesprochen wurde.
Die Literaturtheorie des 20. Jahrhunderts vollzog an dieser Stelle eine Bewegung, die mit dem linguistic turn in der philosophischen Erkenntnistheorie einherging: Die Bedeutung eines Textes liegt, so der theoretische Ausgangspunkt, in seiner linguistisch erfassbaren Struktur. Große Kunstwerke bleiben in der Diskussion, da sie komplexere, wenn nicht unerschöpflich komplexe Strukturen aufweisen. Der Leser entschlüsselt und kontextualisiert Texte. Informationen über Autor, Epoche und Werk sind unter dieser Perspektive nicht wirklich Erklärungen des Textes, sondern von der Literaturwissenschaft produzierte Zusatztexte, und die Literaturwissenschaft des 19. Jahrhunderts hatte diese Zusatztexte produziert, ohne sich auch nur um die literarischen Kunstwerke mit Mitteln der Textanalyse zu kümmern. Die Theoriediskussion, die unter den Schlagworten Formalismus (1900–1920), New Criticism (1920–1965), Strukturalismus (1950–1980) und Poststrukturalismus (ab 1980) voranschritt, suchte nach den Aspekten der Kunst, analysierte strukturelle Komplexität und fragte nach den Assoziationen, dank derer sprachliche Bedeutung im Bewusstsein des Lesers entstand. Sie entmachtete den Autor. Für ihn war der Text so sehr Text wie für den Leser, und sie machte sich selbst zur eigentlich angesprochenen Instanz, über die der Text Bedeutung gewann.
Romanautoren reagierten auf dieses Interaktionsangebot mit Texten, die genau das boten: Sprachkompositionen, die sich für den Autor so faszinierend lasen wie für den Leser. James Joyce’ Ulysses (1922 zensierte Erstveröffentlichung in Paris) kennt keinen übergeordneten Erzähler mehr. Der Erzähltext gerät zu einem Bewusstseinsstrom an Gedanken und Empfindungen. Es ist müßig, zu fragen, was der Autor hier sagen will, wenn der Text, den er produziert, ein Gewebe an textlichem Material der gesamten Literaturgeschichte wird. Der Autor erzeugt hier eher einen Assoziationsraum, als dass er Aussagen zu Politik und Gesellschaft macht.
Alfred Döblin öffnete seine Romane Berlin Alexanderplatz (1929) und Babylonische Wanderung (1934) vergleichbar nicht-literarischem Material, Sätzen aus der Werbung und den Zeitungen. Realität durchdrang hier unvermittelt den fiktionalen Roman.
Autoren der 1960er radikalisierten Konzepte der Erzählung, indem sie diese fragmentierten und Zeit und narrative Sequentialität als Ordnungsformen aufgaben.
Die Postmoderne knüpfte spielerisch an diese Entwicklungen an mit Romanen, die Brücken in die Trivialliteratur schlugen. Ihr wurde genau dies immer vorgeworfen: Nicht originell zu sein, lediglich bestehendes Material neu zusammenzusetzen, und darum minderwertig zu sein. Poststrukturalisten wie Roland Barthes fragten, ob Kreativität überhaupt etwas anderes sein konnte als fortwährende Neukombination vorhandenen sprachlichen Materials. Autoren wie Thomas Pynchon griffen im selben Moment in die Textwelten, aus denen Trivialliteratur und populäre Verschwörungstheorien gemacht wurden, und machten aus ihnen neue Kunst. Das Verhältnis zwischen dem Roman und Literaturtheorie war spannend, da kaum zu erklären ist, was Fiktionalität ist; ein Satz aus einer Zeitung ist genau das, warum wird er Fiktion, wenn er im Roman auftaucht? Was macht eigentlich eine Erzählung aus, wenn man den Erzähler, oder die Chronologie streichen kann? Romanautoren bezogen Fragen aus der Theoriedebatte; sie inspirierten die Literaturtheorie auf der anderen Seite mit Werken, die Fragen dazu aufwarfen, was ein Text eigentlich ist; sie griffen zudem mit eigenen Texten in die Theoriediskussion ein. Raymond Federman formulierte die Theorie dahinter in einer Zusammenführung von fiktionaler Literatur und Literaturkritik unter dem Wort „Critifiction“.
Die Diskussion, die in der zweiten Hälfte des 20. Jahrhunderts zwischen Autoren experimenteller Romane und Literaturtheoretikern geführt wurde, fand sich wiederholt als reines Gedankenspiel kritisiert. Die Experimente würden allenfalls Intellektuelle befriedigen. Filmkunst der letzten Jahrzehnte eignete sich die Diskussion dann jedoch vergleichsweise massenwirksam an. Apocalypse Now (1979) macht unvermittelt einen Roman des 19. Jahrhunderts zur Schablone aktueller Zeitkritik und reflektiert dabei die Sicht des Films auf die Realität als filmisch erzeugte, statt als Sicht, die von der Welt ausgeht. Pulp Fiction (1994) inszeniert sich als filmisches Stückwerk aus Groschenheften, Memento (2000) inszeniert eine Erzählung, die in Einzelszenen zerrissen ist, rückwärts neu zusammengesetzt zum Krimi, Matrix (1999–2003) erweist sich in literaturwissenschaftlicher Interpretation als Konglomerat und Stückwerk religiöser, literarischer und bildlicher Textualität. Die Zuschauer konsumierten die virtuellen Welten als funktionierende in Bestätigung der Theorie, die bislang vor allem am Roman gebildet wurde.

#### Romane, die gesellschaftsweite Debatten auslösen

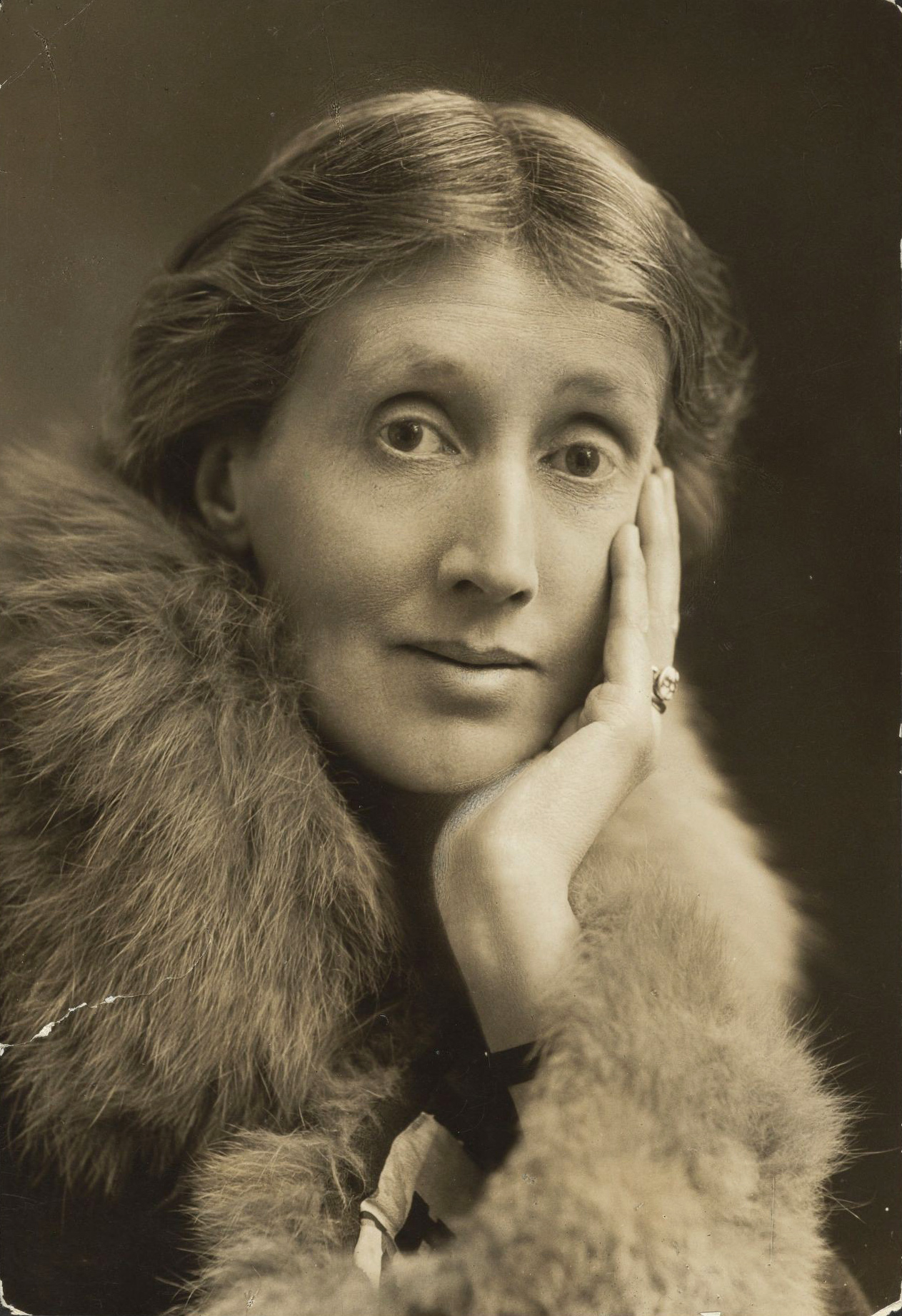
Virginia Woolf, 1927

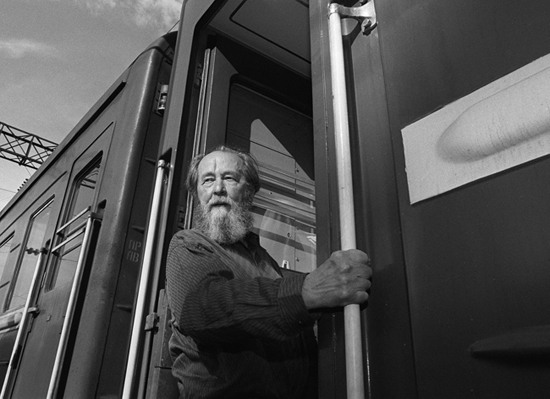
Aleksandr Solzhenitsyn, Wladiwostok, 1995

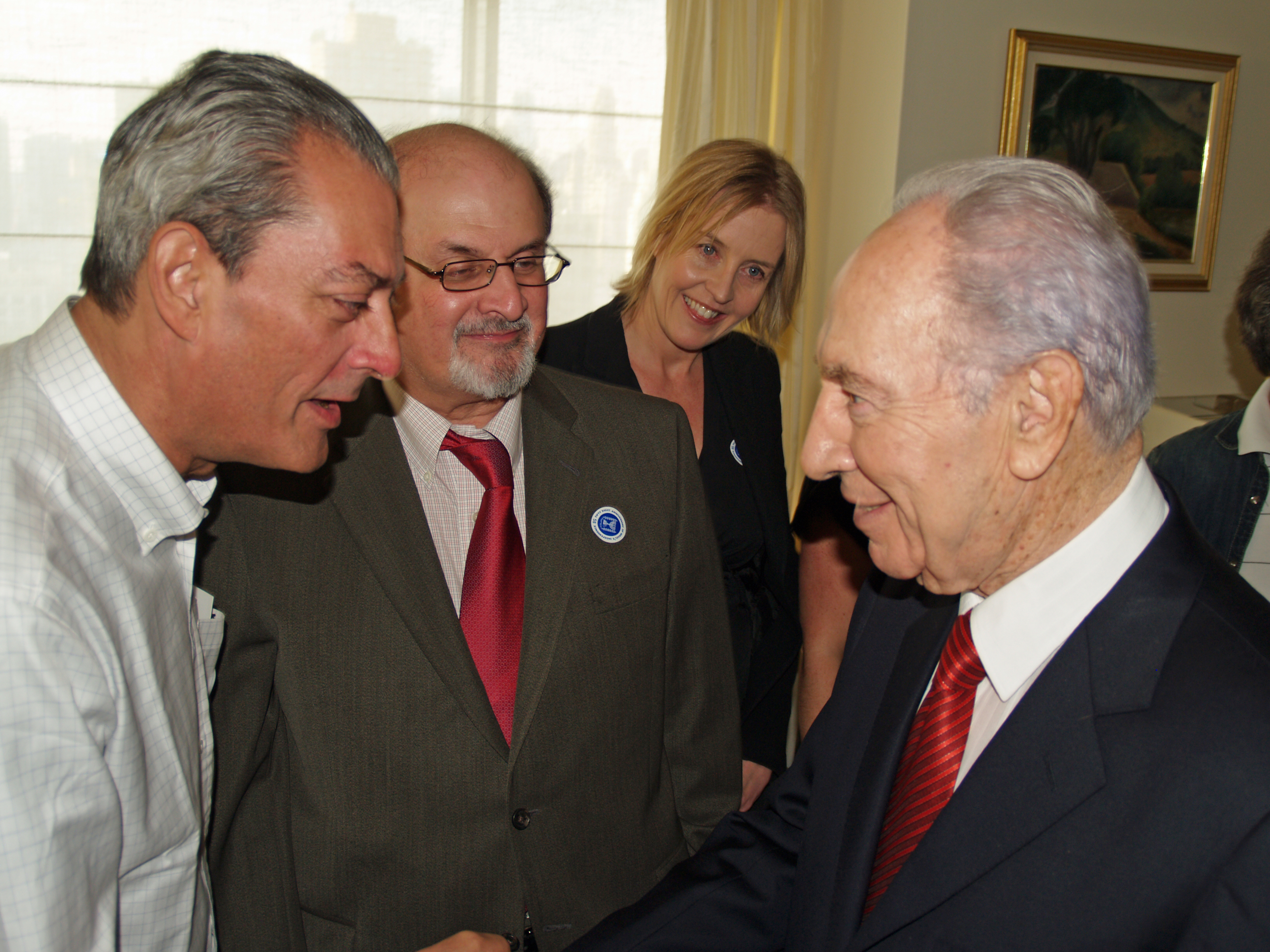
Paul Auster, Salman Rushdie und Shimon Peres, New York City, 2008

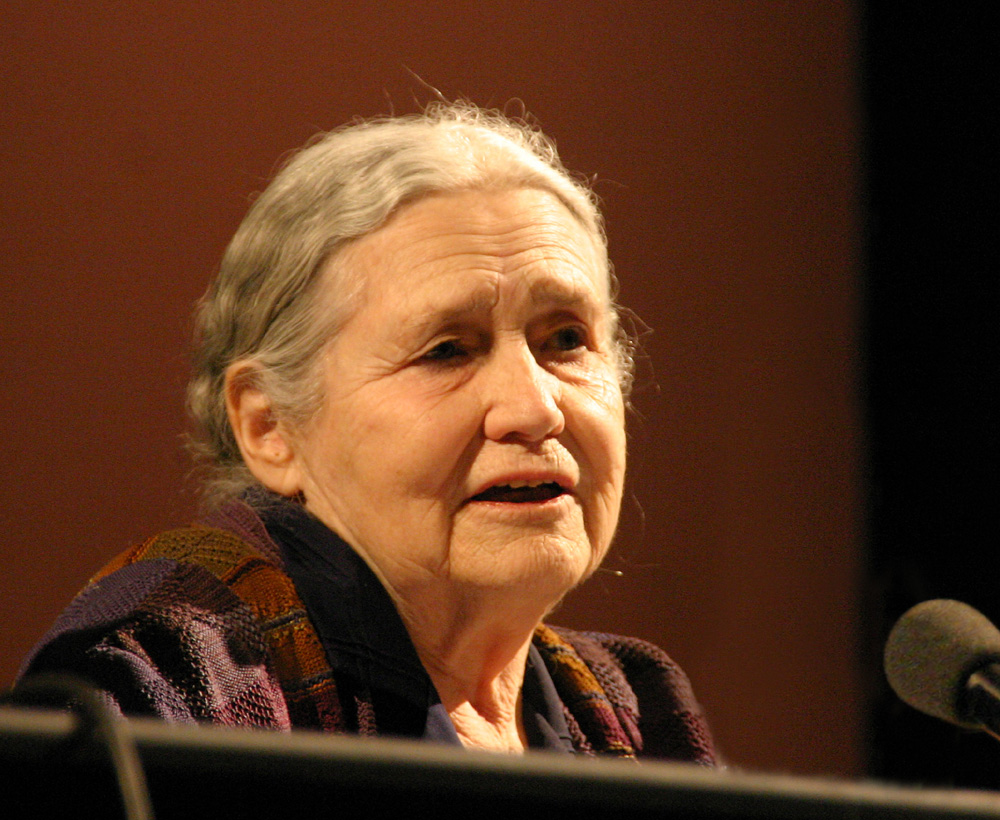
Doris Lessing, Köln, 2006

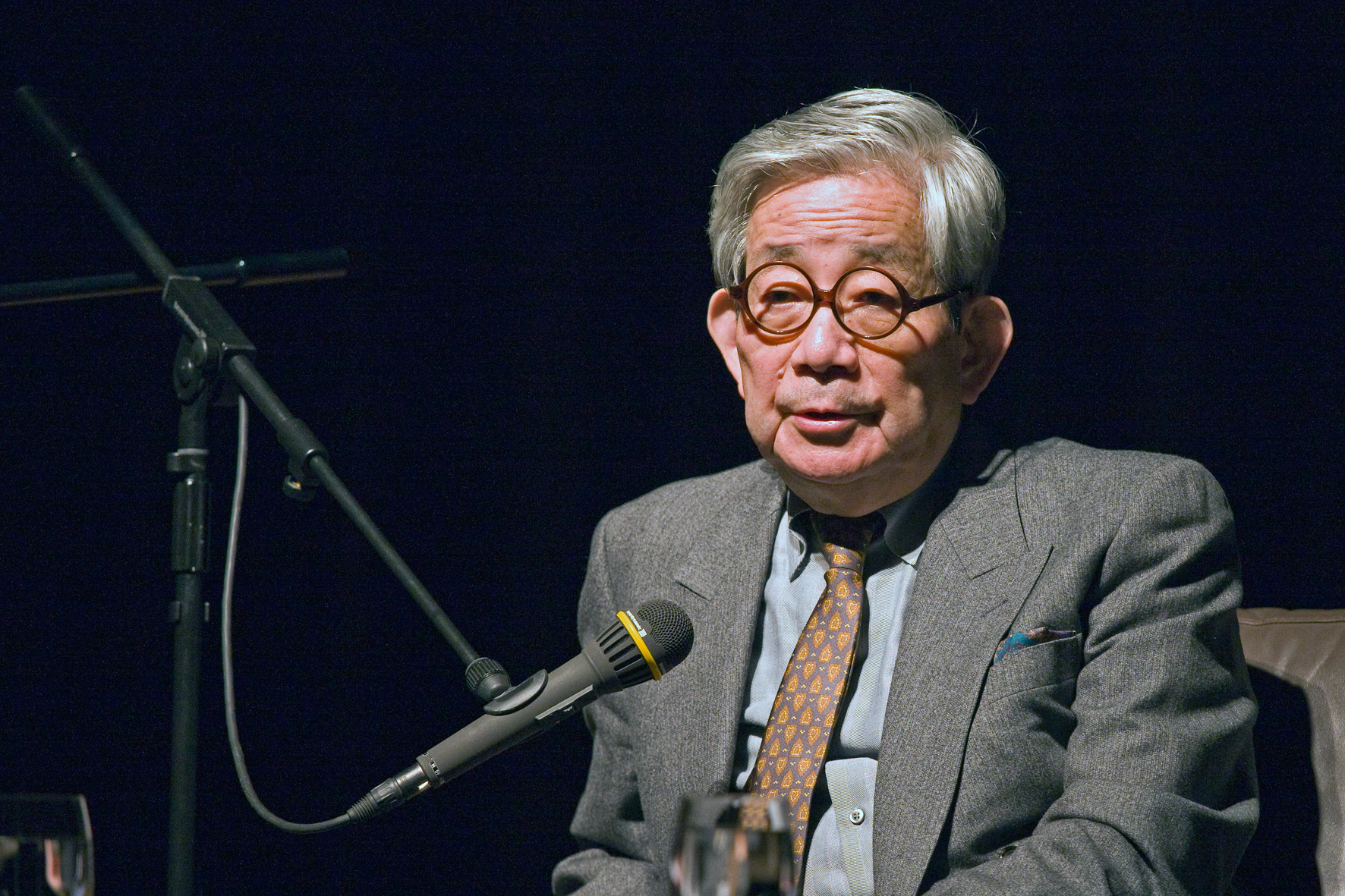
Kenzaburō Ōe, Köln, 2008

Romane entfalten sich letzten Endes in einer privaten Lektüre – eine Privatsache ist das individuelle Erleben im selben Moment nicht mehr. Man kann in der Folge im Roman des 20. und 21. Jahrhunderts den weitesten Bogen spannen vom individuellen Erleben in die öffentliche Politik und über sie hinaus in primär fiktionale Weltentwürfe.
Persönliche Ängste, Tagträume, halluzinatorische Wahrnehmungen breiten sich im Roman des 20. und 21. Jahrhunderts in Experimenten aus. Was privat geäußert die Offenlegung einer psychotischen Störung wäre, etwa der Bericht Gregor Samsas, der in Franz Kafkas Die Verwandlung als gewaltiges Ungeziefer aufwacht, erhält in der literarischen Fiktion unverzüglich heterogene Bedeutung, die in der öffentlichen Debatte als Metapher, als Bild für die moderne Lebenserfahrung von Instabilität und Verlust persönlicher Konsistenz interpretiert wird. Das Wort Kafkaesk wurde vom Roman auf die Erfahrung übertragen, die seither kollektiven Rang genießt.
Die Generationen des 20. Jahrhunderts fanden ihre eigenen Romane. Deutschlands Veteranen des Ersten Weltkriegs identifizierten sich mit dem Helden von Erich Maria Remarques Im Westen nichts Neues (1928) (und ein Jahrzehnt später mit dem protoexistentialistischen faschistischen Gegenentwurf Thor Gootes). Der französische Existentialismus manifestierte sich in Romanen. Weltruhm erlangten Jean-Paul Sartres Der Ekel (1938) und Albert Camus’ Der Fremde (1942). Den Kalten Krieg überschattete George Orwells 1984 (1949). Die Subkultur der 1960er entdeckte sich in Hermann Hesses Der Steppenwolf (1927) wieder. Ken Keseys Einer flog über das Kuckucksnest, Thomas Pynchons Gravity’s Rainbow und Chuck Palahniuks Fight Club (1996) gewannen ähnlich Kultstatus bei den nachfolgenden Generationen (letzterer nicht ohne die Hilfe des Kinofilms, der den Stoff aufnahm).
Den spezifisch auf das männliche Geschlecht ausgerichteten Identifikationsangeboten stehen mit dem 20. Jahrhundert epochale Entwürfe weiblicher Autoren gegenüber: Virginia Woolf, Simone de Beauvoir, Doris Lessing, Elfriede Jelinek machten feministische Geschlechterpolitik. Das Feld ist dabei entschieden komplexer als das einer einfachen Konfrontation. Aneignungen sexistisch männlicher Weiblichkeitsmodelle erweiterten in den letzten Jahren das Spektrum der Optionen. Provokant starke Heldinnen aus der Trivialliteratur erlangten Kultstatus unter weiblichen Lesern.
Die wichtigsten gesellschaftlichen Prozesse des 20. Jahrhunderts wurden von und in Romanen reflektiert, zum Beispiel die sexuelle Revolution. Die Zensur riskierte D. H. Lawrence mit Lady Chatterley’s Lover, in Italien 1928 publiziert, in Großbritannien erst 1960 freigegeben. Einen gleichwertigen Skandal erzeugte Henry Miller mit Wendekreis des Krebses (1934) in den USA. Von hier über die Geschichte der O von Anne Desclos (1954) und Vladimir Nabokovs Lolita (1955) bis zu Michel Houellebecqs Elementarteilchen (1998) verläuft eine Geschichte der Grenzüberschreitungen, mit denen der Roman die Öffentlichkeit gegenüber der Sexualität neu positioniert.
Verbrechen und Kriminalität beherrschen den Roman des 20. und 21. Jahrhunderts in einer eigenen Gattung des Kriminalromans. Kriminalität entfaltet sich als Thema in dem Maße, wie aus privater Perspektive die Realität der modernen, hoch organisierten Gesellschaften hinterfragt wird. Der Straftäter steht als Individuum vor Gericht, die Opfer sind in erster Linie privat betroffen. Die Instanz des Detektivs oder Kommissars bildet die Schnittstelle zwischen öffentlicher Institutionalisierung (und Entmachtung, der Kommissar ermittelt, er richtet allenfalls als Privatmann) und privater Gegensicht auf die Realität. Patricia Highsmiths Thriller machten den Krimi zum neuen Ort psychologischer Beobachtung. Paul Austers New-York-Trilogie (1985–1986) erschloss das im Ansatz triviale Feld der experimentellen Postmoderne.
Die wichtigsten politischen Kontroversen involvierten Romanautoren des 20. und 21. Jahrhunderts. Günter Grass Die Blechtrommel (1959) und Joseph Hellers Catch-22 (1961) widmeten sich dem Zweiten Weltkrieg. Der Kalte Krieg bestimmte den modernen Spionageromane. Der politische Aufbruch Lateinamerikas manifestierte sich mit einer Riege lateinamerikanischer Autoren der Avantgarde von Julio Cortázar, Mario Vargas Llosa zu Gabriel García Márquez. Magischer Realismus wurde ein Markenzeichen der von lateinamerikanischen Autoren ausgehenden Auseinandersetzung mit der Realität. Die Terroranschläge des 11. Septembers 2001 fanden breiten literarischen Niederschlag. Art Spiegelmans In the Shadow of No Towers (2004) ist hier einer der interessantesten Grenzgänge mit den Fragen, denen hier der Autor des graphischen Romans die kollektive Realität der Bilder entgegensetzt.
Jenseits der Realität und ihrer kunstvollen Umformung beginnen die Alternativwelten der Fantasy und der Science-Fiction. Mit der Fantasy verschwimmen zudem die Grenzen zwischen Roman, Rollenspiel und esoterischer Mythenbildung. Im Zentrum dieser Produktion etablierte sich als literarischer Klassiker J. R. R. Tolkiens Der Herr der Ringe (1954/55), ein Roman, in dem sich ursprünglich primär jugendliche Leser in einem mythischen Konflikt zwischen archaischen Kulturen der germanischen Vorzeit mit Entlehnungen aus Beowulf und der skandinavischen Edda mit Weltentwürfen der Artusepik identifizieren konnten.
Die Science-Fiction entwickelte gegenüber der Fantasy Spielräume, die mit der Welt ihrer Leser gezielt historisch und räumlich in Verbindung gebracht werden, ohne erreichbar zu werden. Jules Verne schuf die Klassiker der mit Technik und den Wissenschaften spielenden Produktion des 19. Jahrhunderts. Aldous Huxleys Brave New World (1932) und George Orwells 1984 gestalteten die Perspektiven auf das technisch Machbare zu warnenden politischen Szenarien aus. Stanisław Lem, Isaac Asimov und Arthur C. Clarke wurden die klassischen Autoren einer eher experimentellen Science-Fiction, die die Interaktion von Menschen und Maschinen besonders thematisierte. (Post-)apokalyptische Phantasien kamen mit der Ost-West-Konfrontation und der atomaren Bedrohung in die Gattung. Virtual realities wurden in den letzten Jahren beliebt – das Internet und der kollektive Umgang mit medienvermittelter Erfahrung sorgten hier für neue Themen. William Gibsons Neuromancer (1984) ist heute einer der Klassiker dieses Feldes.

#### Trivialliteratur
Niedere, aus heutiger Sicht triviale Literatur hatte es seit dem frühen Druck gegeben: Bücher, die man wieder und wieder las und die man kaufte, da sie allgemein beliebt waren. Manche Titel waren europaweit bekannt. Das Segment umfasste Romane ohne klare Trennung zwischen Fiktion und Geschichte. Dieses Marktsegment starb Ende des 18. Jahrhunderts aus, als mit dem Erstarken der Nationalstaaten die Bildungssysteme ausgebaut wurden. Lektüre wurde zur allgemeinen Pflicht erklärt. Das Ziel war die Heranführung des Volkes an wertvolle Fiktionen. Dies führte zu einer Aufspaltung in unterrichtstaugliche Titel und einen Massenmarkt, der unter Verachtung der Kritik seine Kundschaft fand. Die Trivialliteratur, die sich in dieser Umwälzung im 19. Jahrhundert entwickelte, ist aus diesem Grund keine Fortsetzung des alten (in der der Romantik nostalgisch zu Volksbüchern erklärten) Bereichs, sondern weitaus mehr eine Fortsetzung des Feldes eleganter Fiktionalität, das sich seit dem 17. Jahrhundert entwickelt hatte und das bis in die 1780er weitgehend ohne kritische Beachtung verkäuflich war. Die Genres der neuen Trivialliteratur setzten frühere Typen des Romans fort, die bereits um 1700 den Markt beherrscht hatten: Liebesromane, historisch eskapistische Romane, Abenteuerromane (siehe auch Belletristik).

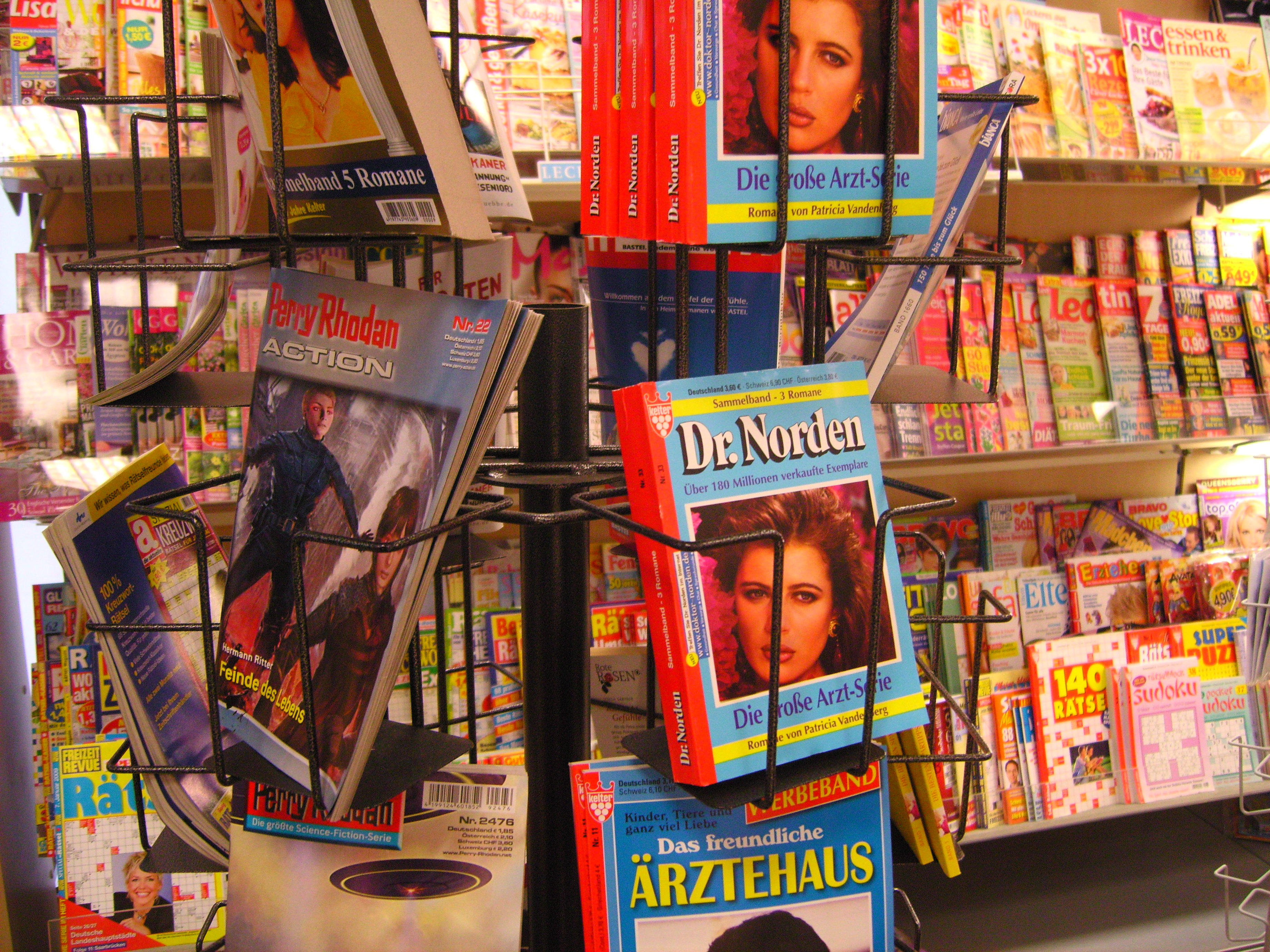
Heftromane in einem Oldenburger Zeitungsgeschäft, 2009

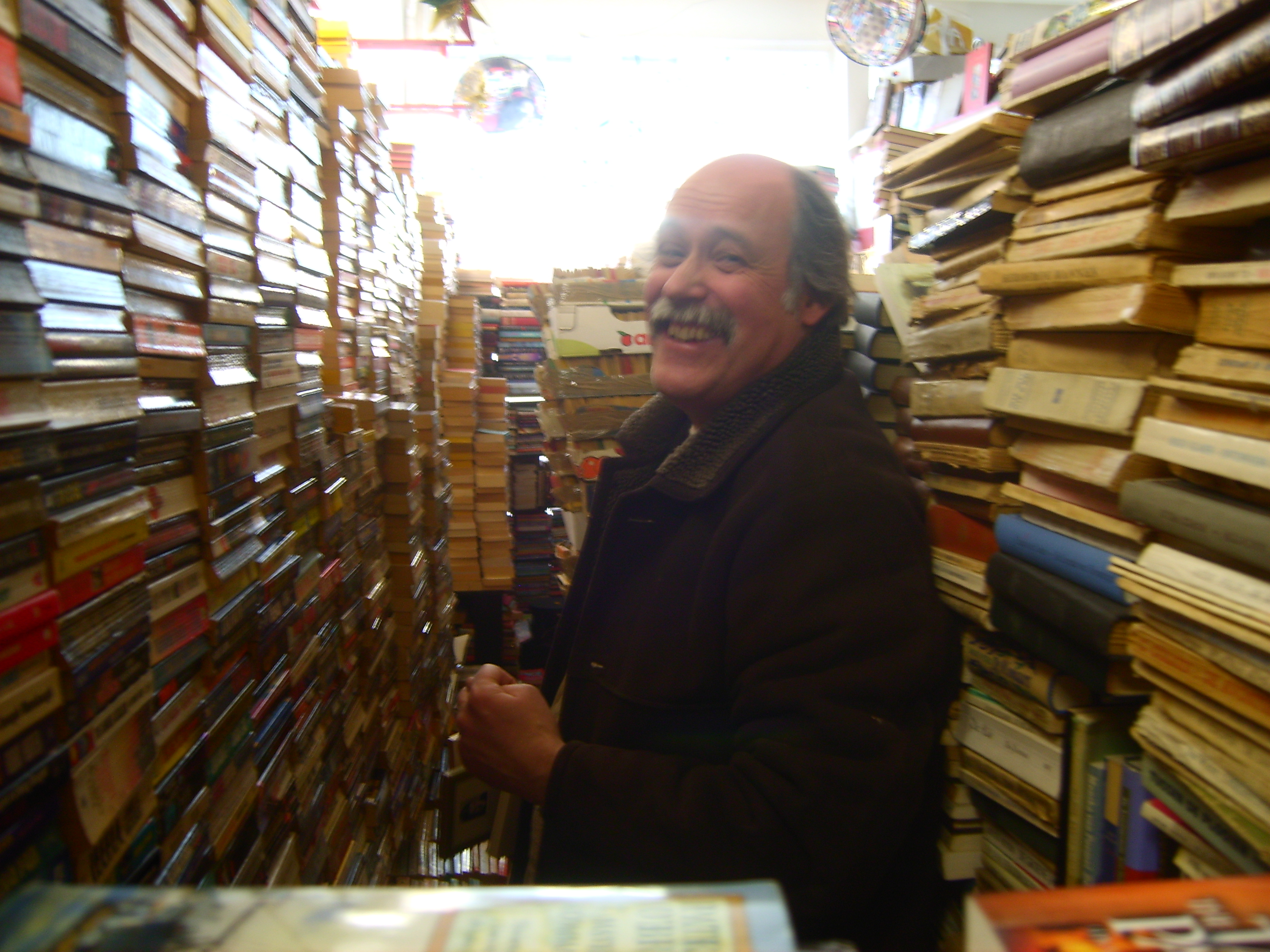
Secondhand-Billigromane in einer Buchhandlung in Antwerpen, 2010

Trivialliteratur umfasst historische Namen wie Karl May, Hedwig Courths-Mahler, Raymond Chandler, Margaret Mitchell, Barbara Cartland, Ian Fleming, Johannes Mario Simmel. In längeren Zeiträumen verändert sich die Auffassung über die Zugehörigkeit zur Trivialliteratur. Paul Heyse war 1910 Nobelpreisträger für Literatur, heute wird er in der Nähe der Trivialliteratur gesehen. Der Bereich ist in sich heterogen und bietet heute im gehobenen Segment international gefeierte Bestsellerautoren wie Rosamunde Pilcher, Ken Follett, Stephen King, Patricia Cornwell, Dan Brown und Joanne K. Rowling. Die kollektive, quasi-industrielle Textproduktion sichert über Jahrzehnte die Kontinuität beliebter Serien.
Trivialliteratur des gehobenen Feldes lebt von Berührungen aktueller Debatten. Politische Konfrontationen, Verschwörungen oder Abgründe des Verbrechens sind verbreitete Stoffe. Populäre Autoren geben zu, dass sie ihre Themen primär als Garanten von Spannung ausschöpfen. Sie artikulieren aber auch den Konsens, der gegen Unrecht besteht. Künstlerische Experimente sind in diesem Marktsegment unüblich.
Renommierte Autoren von Trivialliteratur verfügen über eine Stammkundschaft. Fans verfolgen jeden neuen Titel, der Autor erfüllt ihre Erwartungen. In den niedrigeren Marktsegmenten wird die Bindung an den bekannten Autor durch die Stabilität von Pseudonymen und Serientiteln ersetzt, wie Perry Rhodan, Der Bergdoktor, Captain Future oder Jerry Cotton. Im gesamten Feld schaffen strukturierte Genres (wie Arzt-, Heimat-, Berg-, Abenteuer-, Spionage, Liebes-, Kriminalroman) Klarheit über die zu erwartende Lektüre. Der größte Umsatz wird mit Liebesromanen gemacht.
Vor allem die Rezensionen der Literaturkritik halten die Unterscheidung zwischen Trivialliteratur und gehobener Literatur aufrecht und sorgen für die entsprechende Marktdifferenzierung. Hohe Literatur entsteht somit in der Interaktion mit der Literaturkritik. Trivialliteratur und ihr Publikum werden hingegen von der Literaturkritik und der Literaturwissenschaft hauptsächlich verachtet. Das Verhältnis ist durch gegenseitige Nichtbeachtung geprägt. Die strenge Unterscheidung zwischen anspruchsvoller und trivialer Literatur ist typisch für die kontinentaleuropäischen Nationen und im englischsprachigen Raum weniger ausgeprägt. Deutsche und französische Kritiker verbieten sich noch heute eindeutige Würdigungen des Trivialen.

## Gattungen und Genres des Romans
| - Abenteuerroman - Altersroman - Ankunftsroman - Asiatischer Roman - Bildungsroman - Briefroman - Comicroman - Detektivroman - Dokumentarroman - Entwicklungsroman - Episodenroman - Erotikroman | - Experimenteller Roman - Fantasyroman - Gesellschafts- oder Sozialroman - Großstadtroman - Handyroman - Historischer Roman - Höfischer Roman - Höfisch-historischer Roman - Horrorroman - Jugendroman | - Kriegsroman - Kriminalroman - Künstlerroman - Liebesroman - Postmoderner Roman - Psychologischer Roman - Schauerroman - Schelmenroman - Schlüsselroman - Science-Fiction-Roman - Spionageroman | - Sportroman - Staatsroman - Studentenroman - Tatsachenroman - Thriller - Universitätsroman - Utopischer Roman - Verführungsroman - Wildwestroman - Zeitroman |  |

### Historische Quellen zum Roman (bis 1900)
- 1651 Paul Scarron: The Comical Romance, Chapter XXI. „Which perhaps will not be found very Entertaining“ (London, 1700). Aufruf an Frankreichs Autoren, statt großer Romane kurze exemplarische Geschichten zu schreiben, wie sie die Spanier als „Novels“ propagieren. Marteau
- 1670 Pierre Daniel Huet: Traitté de l’origine des romans, Vorrede zu Marie-Madeleine de La Fayette: Zayde, histoire espagnole (Paris, 1670). Weltgeschichte des Romans und des Fiktionalen überhaupt. pdf-edition Gallica France
- 1683 Du Sieur: Sentimens sur l’histoire, aus: Sentimens sur les lettres et sur l’histoire, avec des scruples sur le stile (Paris: C. Blageart, 1680). Würdigt die Romane der La Fayette als Romane im neuen Stil kurzer exemplarischer Erzählungen. Marteau
- 1702 Abbe Bellegarde: Lettre à une Dame de la Cour, qui lui avoit demandé quelques Reflexions sur l’Histoire, aus: Lettres curieuses de littérature et de morale (La Haye: Adrian Moetjens, 1702). Paraphrase des Textes von Du Sieur, nun mit knapperer Besprechung der Vorteile der exemplarischen Geschichten gegenüber den langen Romanen. Marteau
- 1705 (Anonym) Das Vorwort zur Secret History of Queen Zarah and the Zarazians (Albigion, 1705; französisch 1708, deutsch 1712) bietet Bellegardes Artikel plagiiert. Marteau
- 1713 Deutsche Acta Eruditorum, Rezension der französischen Übersetzung von Delarivier Manleys New Atalantis 1709 (Leipzig: J. L. Gleditsch, 1713). Diskussion eines politischen Skandalromans in einer Literaturzeitschrift. Marteau
- 1715 Jane Barker: Vorrede zu Exilius of the Banish’d Roman. A New Romance (London: E. Curll, 1715). Aufruf, „Romances“ nach dem Muster des Telemach zu schreiben. Marteau
- 1718 Johann Friedrich Riederer: Satyra von den Liebes-Romanen, aus: Die abentheuerliche Welt in einer Pickelheerings-Kappe, 2 (Nürnberg, 1718). Satire über die in allen Schichten der Bevölkerung um sich greifende Romanlektüre Marteau
- 1742 Henry Fielding: Vorrede zu Joseph Andrews (London, 1742). Poetologie des comic epic in prose.
- 1774 Christian Friedrich von Blanckenburg, Versuch über den Roman (Leipzig/Liegnitz: D. S. Wittwe, 1774).
- 1819 Carl Nicolai: Versuch einer Theorie des Romans (Quedlinburg, 1819).
- 1876 Erwin Rohde: Der Griechische Roman und seine Vorläufer (1876).
- 1883 Friedrich Spielhagen: Beiträge zur Theorie und Technik des Romans (Leipzig: Staackmann, 1883). Nachdruck 1967: Göttingen (Vandenhoeck & Ruprecht).